# Moda entre os anos de 1795–1820

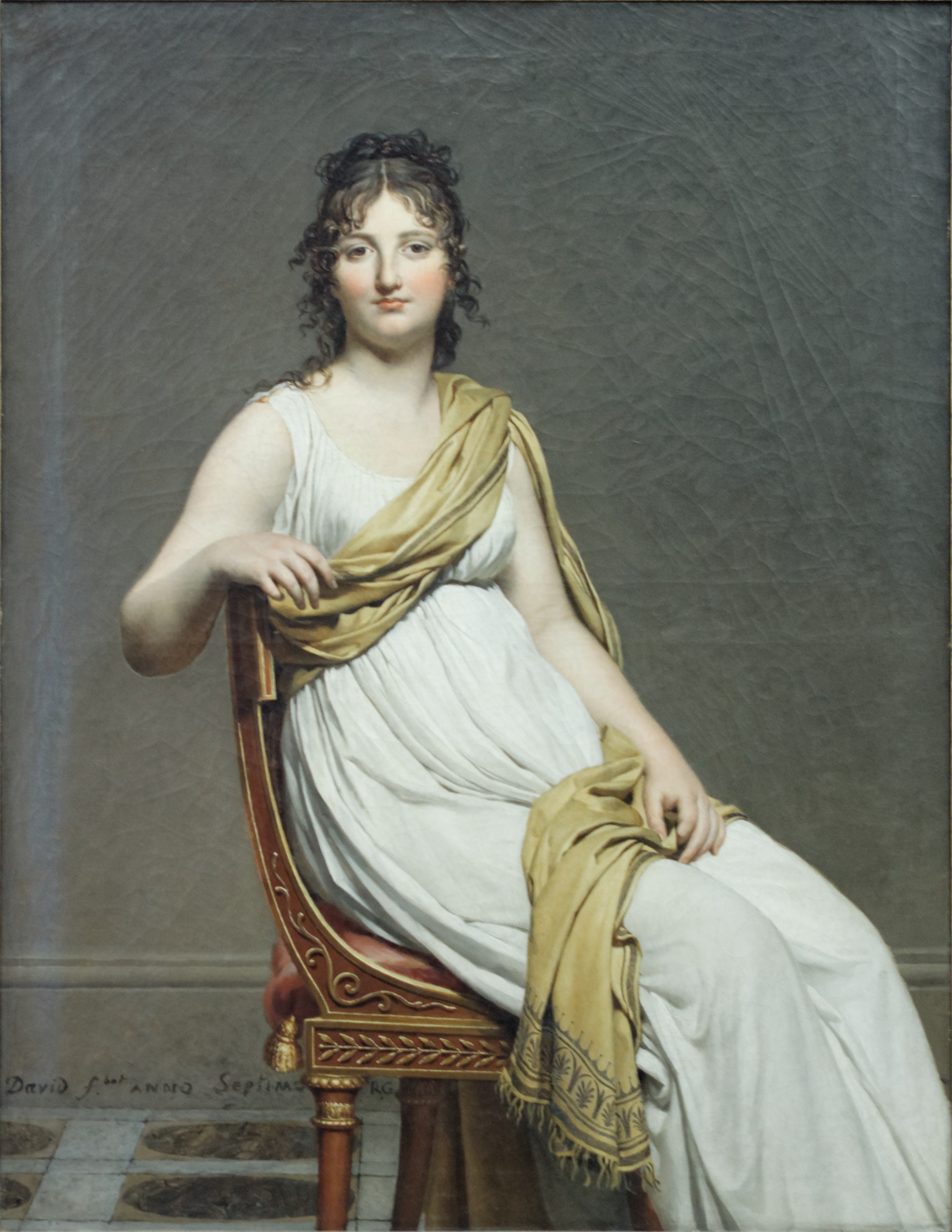
Madame Raymond de Verninac de Jacques-Louis David, com roupas e cadeira no estilo Diretório. "Ano 7", ou seja, 1798-99.

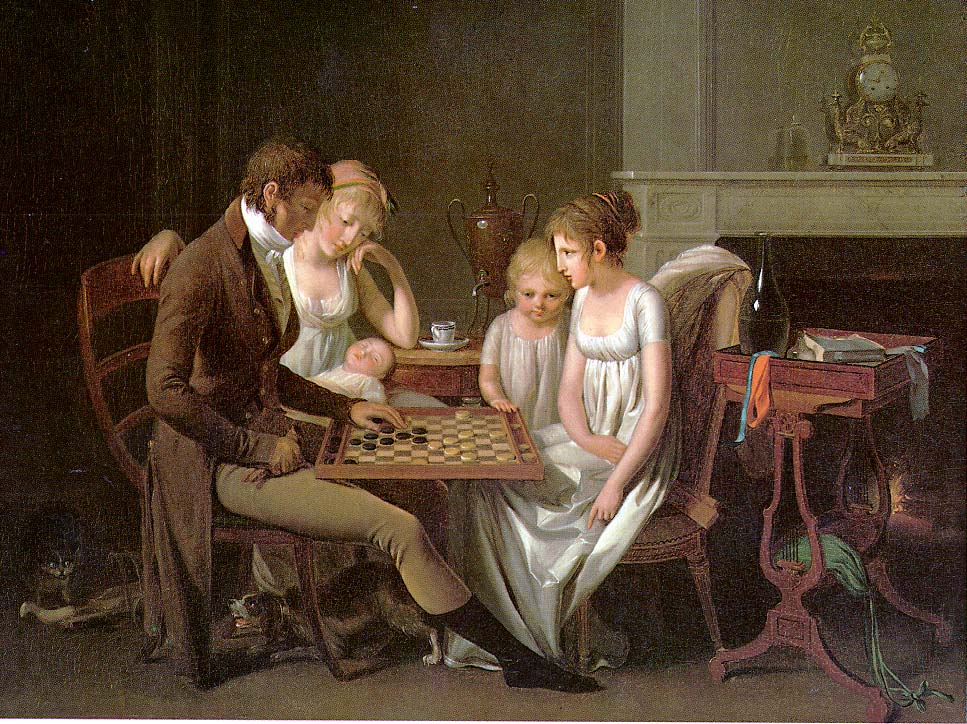
Pintura de um jogo de damas em família ("jeu de dames") do artista francês Louis-Léopold Boilly, c. 1803.

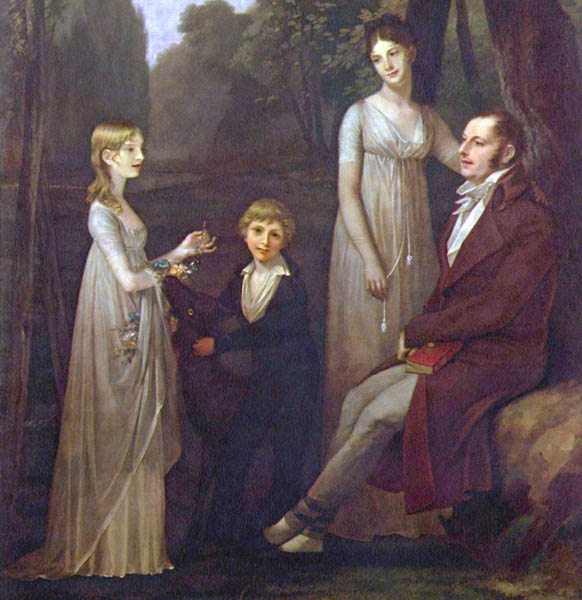
No início dos anos 1800, as mulheres usavam vestidos externos finos e transparentes, enquanto os homens adotavam calças e sobretudos. Rutger Jan Schimmelpenninck e sua família, 1801–1802, por Pierre-Paul Prud'hon

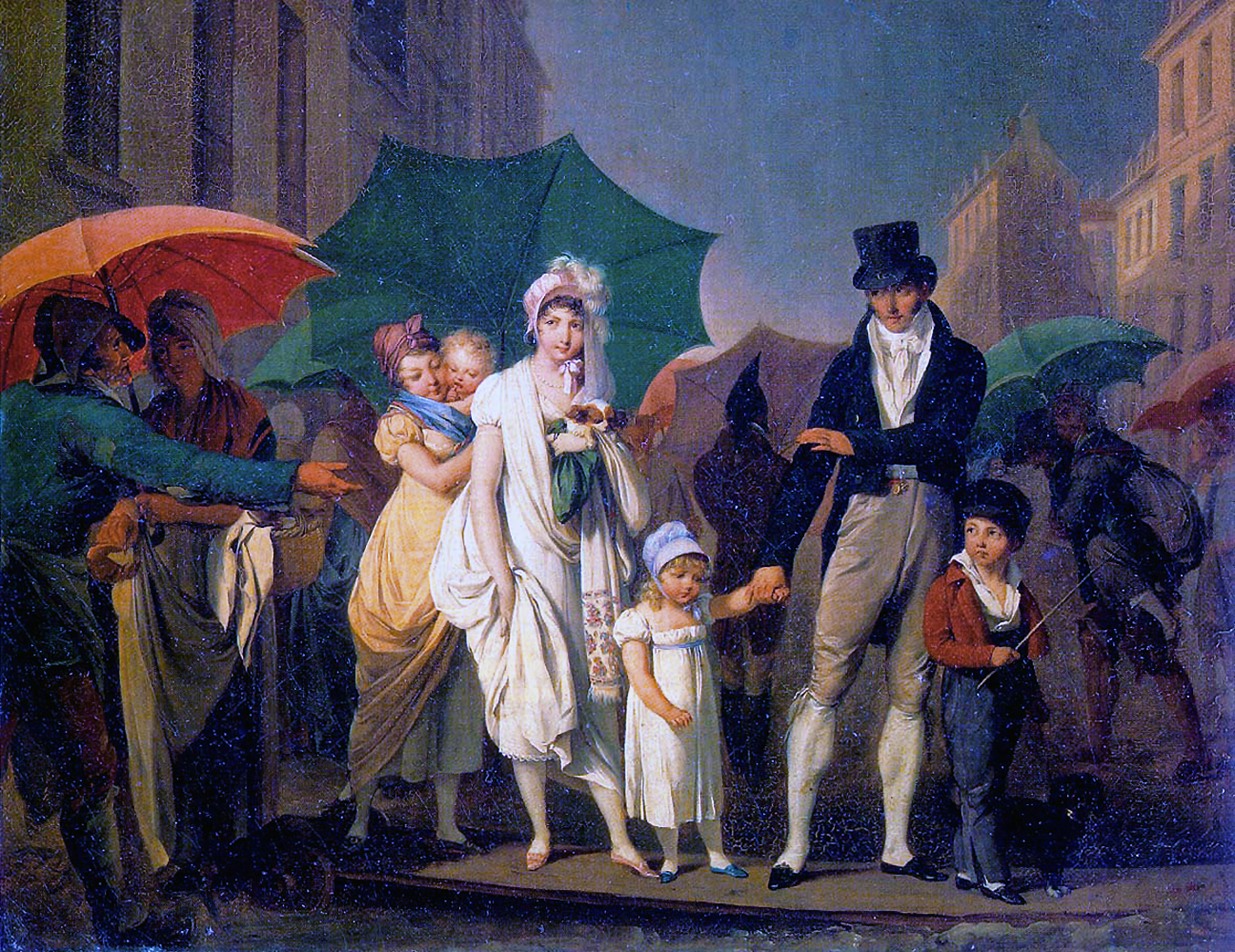
Uma família abastada caminha cautelosamente ao longo de uma prancha para evitar as ruas lamacentas de Paris, de Boilly, 1803

A moda no período de 1795–1820 em países europeus e com influência europeia viu o triunfo final da nudez ou dos estilos informais sobre os brocados, rendas, perucas e pó de arroz do início do século XVIII. Após a Revolução Francesa, ninguém queria parecer um membro da aristocracia francesa, e as pessoas começaram a usar roupas mais como uma forma de expressão individual do verdadeiro eu do que como uma mera indicação de seu status social. Como resultado, as mudanças que ocorreram na moda na virada do século XIX deram a oportunidade de apresentar novas identidades públicas que também forneceram percepções sobre seu eu privado. Katherine Aaslestad indica como "a moda, incorporando novos valores sociais, emergiu como um local-chave de confronto entre tradição e mudança".
Para o vestido feminino, o dia-a-dia da saia e do estilo da jaqueta eram práticos e diplomáticos, lembrando a mulher da classe trabalhadora. A moda feminina seguia os ideais clássicos, e os espartilhos apertados foram temporariamente abandonados em favor de uma figura natural de cintura alta. Essa figura natural foi enfatizada por ser capaz deixar o corpo nu visível por baixo da roupa. Seios visíveis faziam parte desse visual clássico, e alguns os caracterizaram na moda como exclusivamente estéticos e sexuais.
Na Grã-Bretanha, a era da Regência na Inglaterra cobriu os anos em que o rei George III foi considerado incapaz para governar e seu filho, o príncipe de Gales, governou a Inglaterra como príncipe regente antes de sua ascensão como rei George IV. Mas a definição mais ampla do período, caracterizado por tendências na moda, arquitetura, cultura e política, começa com a Revolução Francesa de 1789 e termina com a ascensão da Rainha Vitória ao poder, iniciando a era vitoriana e terminando o período da Regência. Os nomes de pessoas populares que viveram nesta época ainda são famosos nos dias atuais: Napoleão I Bonaparte e Josefina, Madame Récamier, Jane Austen, Percy Bysshe Shelley, Lord Byron, Beau Brummell, Lady Emma Hamilton, Rainha Luísa da Prússia e seu marido e muitos mais. Beau Brummell, por exemplo, introduziu as calças longas, alfaiataria de linho imaculado sem adornos como os ideais da moda masculina para a época.
Na Alemanha, as cidades-estado republicanas abandonaram suas roupas tradicionais, modestas e práticas e começaram a seguir as tendências da moda francesa e inglesa de vestidos de manga curta e jaquetas Spencer. As tendências da moda americana emulavam os vestidos franceses, mas de uma maneira atenuada com xales e túnicas para lidar com a transparência da chemise. No entanto, na Espanha, membros da aristocracia, bem como cidadãos da classe baixa, se uniram e se rebelaram contra os ideais e a moda do iluminismo francês, vestindo-se como majas e majos para conter seu "orgulho espanhol".
No final do século XVIII, estava ocorrendo uma grande mudança na moda que eram além das mudanças no mero estilo e indumentária, mas também para mudanças nos ideais filosóficos e sociais. Antes dessa época, o estilo e as tradições do "Ancien Régime" impediam a conceituação de "eu". Em vez disso, a identidade de alguém era considerada maleável; sujeito a alterações dependendo das roupas que a pessoa estava vestindo. No entanto, na década de 1780, o novo estilo "natural" permitiu que o eu interior transcendesse suas roupas.
Durante a década de 1790, houve um novo conceito de "self" interno e externo. Antes dessa época, havia apenas um "eu", que se expressava por meio das roupas. Ao ir a um baile de máscaras, as pessoas usavam roupas específicas, portanto, não podiam mostrar sua individualidade através de suas roupas. Nesse novo estilo "natural" estava incorporada a importância da facilidade e do conforto de se vestir. Não apenas houve uma nova ênfase na higiene, mas também as roupas tornaram-se muito mais leves e mais passíveis de serem trocadas e lavadas com frequência. Até mesmo as mulheres da classe alta começaram a usar vestidos curtos em vez de vestidos com cauda longa ou com saiotes que as impediam de sair de casa. A subsequente quase estase da silhueta inspirou volumes de novos acabamentos e detalhes em saias pesadamente aparadas de volta à moda. Nos anos da Regência, elementos históricos e orientalistas complicados forneciam exibições estilísticas pródigas, visto que tais detalhes eram um veículo vigoroso para o consumo conspícuo devido às suas fabricações trabalhosas e, portanto, um poderoso significante de hierarquia para as classes superiores que usavam os estilos. Esse tipo de afirmação era particularmente perceptível em enfeites profusos, especialmente em saias onde havia detalhes desenfreados eram comuns, junto com detalhes de corte e bordados.
A moda feminina também foi influenciada pela moda masculina, como coletes e jaquetas sob medida para enfatizar a mobilidade feminina. Esse novo movimento em direção à praticidade do vestuário mostrou que o vestuário se tornou menos uma forma de categorizar exclusivamente entre classes ou gêneros; o vestido foi feito para se adequar à rotina diária pessoal de cada um. Foi também durante esse período que a indústria de revistas e jornais de moda começou a decolar. Na maioria das vezes, eram periódicos mensais (frequentemente concorrentes) que permitiam que homens e mulheres acompanhassem os estilos em constante mudança.

## Influência da Revolução Industrial na moda

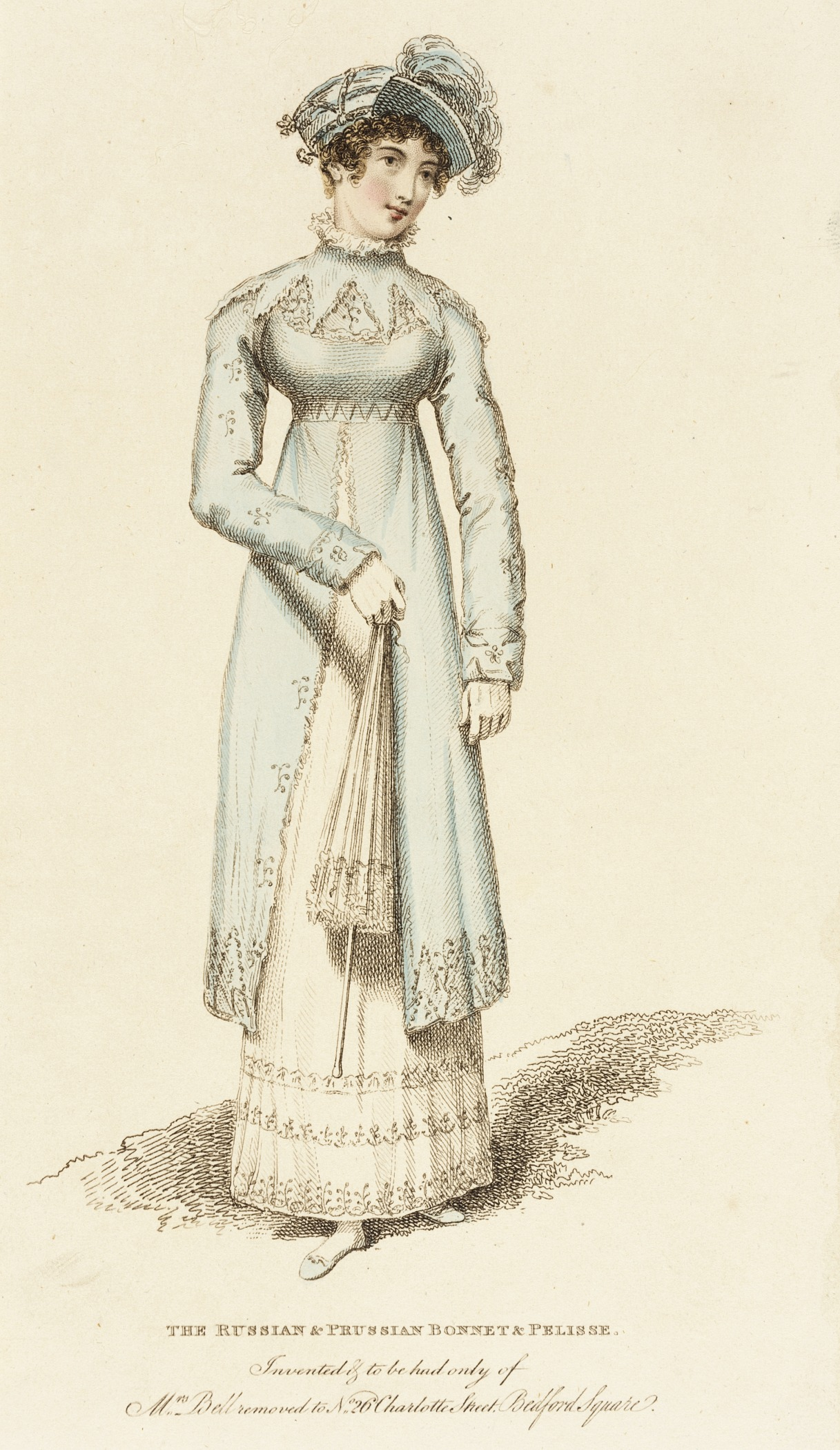
Fashion Plate (The Russian & Prussian Bonnet & Pelisse), publicado em La Belle Assemblée, 1 de julho de 1814

No final do século XVIII, as roupas eram vendidas principalmente por lojistas individuais, que muitas vezes eram os artesãos que fabricavam as mercadorias. Os clientes geralmente moravam no mesmo bairro que as lojas e as lojas ganhariam popularidade pela recomendação boca a boca de seus clientes, com exceção de armazéns (ou seja, qualquer varejo no atacado), onde as mercadorias vendidas não eram necessariamente feitas numa loja. No entanto, as coisas começaram a mudar durante a transição para o século XIX. As pessoas buscavam eficiência e variedade; sob a influência da Revolução Industrial, o transporte aprimorado e a introdução de máquinas na manufatura permitiram que a moda se desenvolvesse em um ritmo ainda mais rápido.
A primeira máquina de costura surgiu em 1790 e, mais tarde, Josef Madersperger começou a desenvolver sua primeira máquina de costura em 1807, apresentando sua primeira máquina funcional em 1814. A introdução da máquina de costura acelerou a produção de roupas. Enquanto isso, técnicas avançadas de fiação, tecelagem e estampagem de algodão desenvolvidas no século XVIII já trouxeram tecidos detalhados e laváveis. Esses tecidos duráveis e acessíveis tornaram-se populares entre a maioria da população. Essas técnicas foram posteriormente desenvolvidas com a introdução de máquinas. Antes, acessórios como bordados e rendas eram fabricados em pequena e limitada escala por artesãos habilidosos e vendidos em suas próprias lojas; em 1804, uma máquina de bordar foi construída por John Duncan, e as pessoas começaram a produzir esses acessórios essenciais nas fábricas e a despachar os produtos para lojas em todo o país. Esses desenvolvimentos técnicos na produção de roupas permitiram uma maior variedade de estilos; mudanças rápidas na moda também se tornaram possíveis.
A Revolução Industrial uniu a Europa e as Américas no que diz respeito às viagens. Quando Louis Simond chegou pela primeira vez aos Estados Unidos, ficou impressionado com a mobilidade da população e a frequência com que as pessoas viajavam para a capital, escrevendo "você não encontra em lugar nenhum aquelas pessoas que nunca saíram de sua terra natal e cujos hábitos são totalmente locais - ninguém acima da pobreza que não tenha visitado Londres uma vez na vida; e a maioria dos que podem, visitam uma vez por ano." Novos canais e ferrovias não apenas transportaram pessoas, mas criaram mercados nacionais e ainda mais amplos, transportando bens manufaturados em fábricas a grandes distâncias. O surgimento da indústria em todo o mundo ocidental aumentou a produção de roupas e as pessoas foram incentivadas a viajar mais amplamente e comprar mais produtos do que nunca.

A comunicação também foi melhorada nesta época. Novas ideias sobre moda foram veiculadas por bonequinhas vestidas na moda, jornais e revistas ilustradas; por exemplo, La Belle Assemblée, fundada por John Bell, foi uma revista feminina britânica publicada de 1806 a 1837. Era mais conhecido por suas gravuras de estilos da era Regência, mostrando como as mulheres deveriam se vestir e se comportar. Quando a moda se tornou disponível para todos, esperava-se que as pessoas se vestissem de acordo com a última moda. As costureiras mostravam os pratos de moda às suas clientes, para que elas pudessem acompanhar os estilos mais recentes.

## Mudanças na moda
Década de 1790:
- Mulheres: "idade de despir";[16] vestindo-se como estátuas ganhando vida;[17] mulheres começam a se afastar da chemise a la reine (um estilo popular de usar basicamente a chemise). A moda grega começou a inspirar a moda atual, e os penteados clássicos gregos em cachos e as roupas de cintura império com uma bainha mais traingular começaram a encontrar seu caminho; tecidos pastel; maquiagem natural; braços nus; perucas louras; com acessórios (para demonstrar a individualidade): chapéus, turbantes, luvas, joias, pequenas bolsas - retículas, xales, lenços;[18] guarda-sóis; leques; maja: saia em camadas.
- Homens: calças c. alfaiataria perfeita; linho; casacos com corte na frente. Caudas longas; mantos; chapéus; o dândi; majo: jaqueta curta.

Década de 1800:
- Mulheres: cabelos curtos; chapéus brancos;[16] enfeites, penas, rendas; influências egípcias e orientais em joias e roupas; xales; sobretudos com capuz; cabelo: muitos cachos, às vezes puxados para trás em um coque.
- Homens: camisas de linho; colarinhos altos; chapéus altos; cabelo: curto e sem peruca, à la Titus ou Bedford Crop, mas frequentemente com algumas mechas longas caindo.

Década de 1810:
- Mulheres: caudas clássicas simples, sutis e transparentes; cintura levantada para trás de vestidos de cintura alta; blusões de manga curta com jaqueta única;[18] vestido matutino; vestido de passeio; vestido noturno; hábitos de equitação; seios e braços nus; cabelo: repartido no centro, cachos apertados sobre as orelhas.[19]
- Homens: fraques justos, abaulados; gravatas enroladas até o queixo; costeletas e cabelo natural "estilo Brutus"[20] calças justas; meias de seda; acessórios como: relógios de ouro, bengala, chapéus longos.

Década de 1820:
- Mulheres: as cinturas dos vestidos começaram a cair; decoração elaborada de bainha e decote; saias em forma de cone; mangas comprimidas.
- Homens: sobretudos com golas de pele ou veludo; o casaco Garrick;[21] Botas Wellington; botas de jóquei.

## Moda feminina

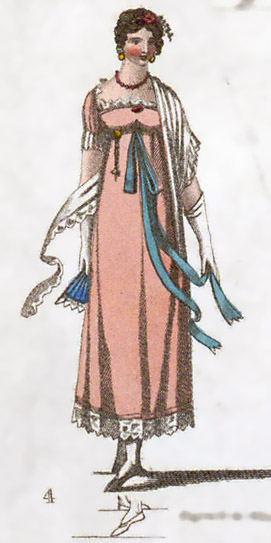
Vestido de dança 1811

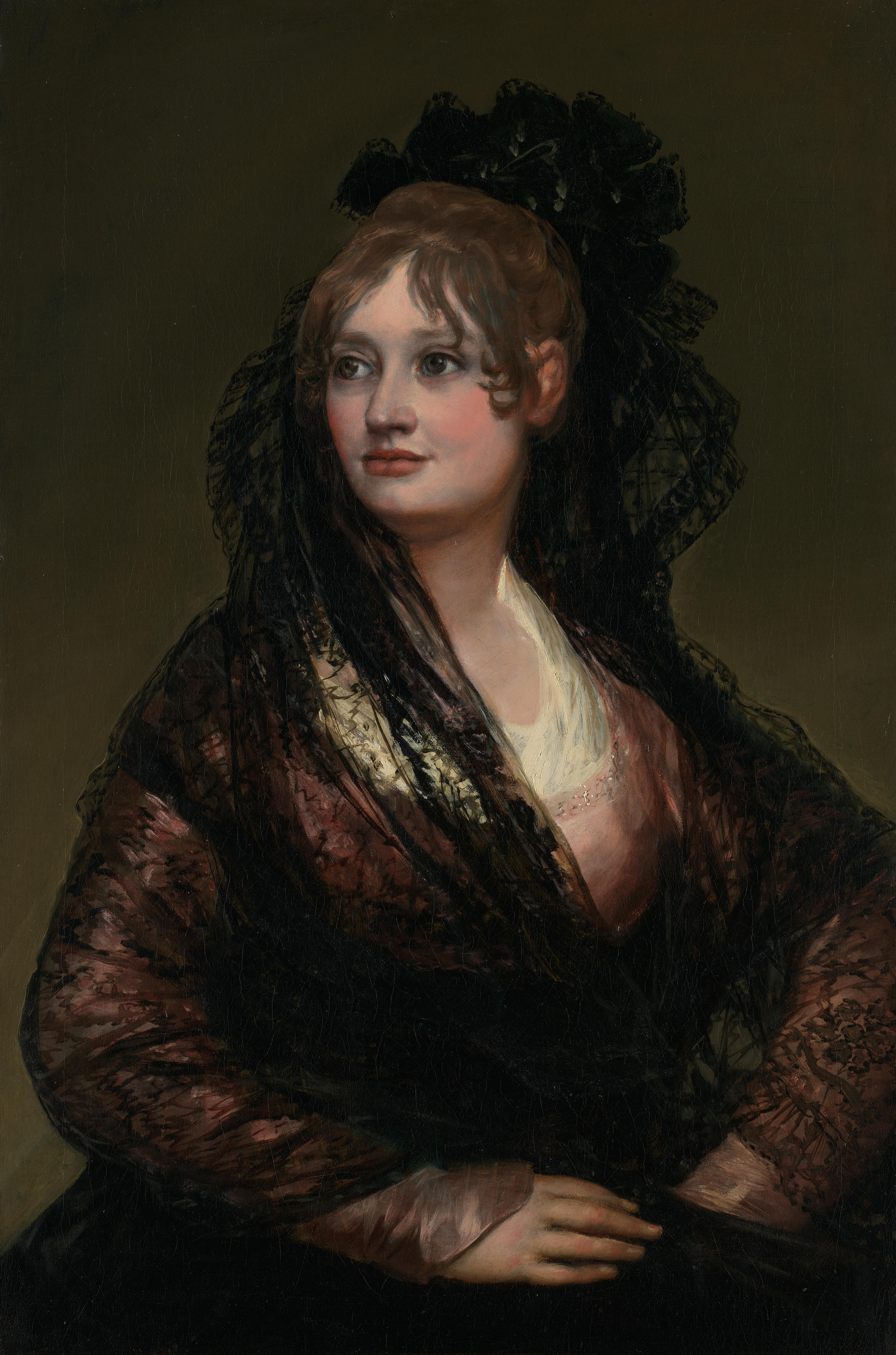
Na Espanha, algumas senhoras da sociedade rebelaram-se contra a moda francesa, vestindo-se como majas, como Doña Isabel de Porcel, 1805.

### Visão geral
Nesse período, os estilos de roupas femininas eram baseados na silhueta império - os vestidos eram ajustados ao tronco logo abaixo do busto, caindo folgadamente abaixo. Em diferentes contextos, esses estilos são comumente chamados de "estilo Diretório" (referindo-se ao governo do Diretório da França durante a segunda metade da década de 1790), "estilo Império" (referindo-se ao império de Napoleão de 1804-1815, e muitas vezes também ao seu "consulado" de 1800-1804) ou "Regência" (vagamente usado para se referir a vários períodos entre o século XVIII e a época vitoriana).
Essas modas de 1795-1820 eram bastante diferentes dos estilos prevalentes durante a maior parte do século XVIII e do resto do século XIX, quando as roupas femininas eram geralmente apertadas contra o torso da cintura natural para cima, e com saia larga abaixo (muitas vezes suportadas por meio de saias de aro, crinolinas, guarda-infanta, anquinhas, etc.) Já a moda feminina nessa época começou a seguir os ideais clássicos, inspirados no antigo estilo grego e romano com seus vestidos graciosos e soltos que eram franzidos ou apenas acentuados na cintura natural sob o busto. Para as mulheres, espartilhos apertados e brocados deram lugar a uma celebração da forma natural. A forma do corpo de uma mulher era para ser celebrada. Corpetes eram curtos com cinturas caindo logo abaixo do busto. A silhueta Império define um vestido com cintura alta e saia longa e solta, que alonga e embeleza o corpo, mas nem sempre o deixa com uma aparência esguia. Os tecidos eram leves a ponto de serem transparentes abaixo do corpete, o que os tornava mais fáceis de manter limpos. Como os tecidos dos vestidos eram muito leves, a moda feminina consistia em três camadas.

### Vestidos
Inspirado nos gostos neoclássicos, 'despir-se' era o estilo do dia, casual e informal. Era o tipo de vestido que uma mulher usava de manhã até o meio-dia ou mais tarde, dependendo de seus compromissos sociais do dia. Os vestidos de cintura curta ostentavam saias macias e soltas e muitas vezes eram feitos de musselina branca, quase transparente, que era facilmente lavada e drapeada livremente como as roupas das estátuas gregas e romanas. Como o tecido se agarrava ao corpo, revelando o que estava por baixo, fazia da nudez à la grecque uma peça central do espetáculo público. O cetim às vezes era usado para situações à noite. 'Meia-vestimenta' é a forma como alguém se vestiria quando saísse durante o dia ou se encontrasse com convidados. 'Vestido completo' era o que uma senhora usava em eventos formais, de dia ou de noite. 'Vestido noturno' só era apropriado para eventos noturnos. Assim, durante o período de 1795–1820, muitas vezes era possível para as mulheres das classes média e alta usar roupas que não eram muito confinantes ou pesadas e ainda assim serem consideradas decentes e elegantemente vestidas.
Entre as mulheres de classe média e alta, havia uma distinção básica entre o traje matinal (usado em casa à tarde e também pela manhã) e o traje noturno - geralmente, tanto homens quanto mulheres trocavam de roupa em preparação para o jantar e possível entretenimentos a seguir. Havia também outras gradações, como vestido de tarde, traje de caminhada, hábitos de cavalgar, traje de viagem, traje de gala, etc.
No Mirror of Graces; ou a English Lady's Costume, publicada em Londres em 1811, o autor ("a Lady of Distinction") aconselhou:

De manhã, os braços e o busto devem estar completamente cobertos até a garganta e os pulsos. Da hora do jantar ao fim do dia, os braços, a uma altura graciosa acima do cotovelo, podem estar nus; e o pescoço e os ombros revelados até onde a delicadeza permitir.
- Vestidos de luto foram usados para mostrar o luto de um ente querido. Tinham pescoço alto e mangas compridas, cobrindo o pescoço e os pulsos, geralmente lisos e pretos, e sem decoração.
- Os vestidos noturnos eram frequentemente adornados de forma extravagante e decorados com rendas, fitas e redes. Eles eram decotados e tinham mangas curtas, seios à mostra. Os braços nus estavam cobertos por longas luvas brancas. Lady of Distinction, no entanto, adverte as jovens de exibirem seus seios além dos limites da decência, dizendo: "O seio e os ombros de uma menina muito jovem e bela podem ser exibidos sem despertar muito desprazer ou repulsa."

A Lady of Distinction também aconselhou as moças a usar tons de cores mais suaves, como rosa, azul-pervinca ou lilases. A matrona madura pode usar cores mais cheias, como roxo, preto, carmesim, azul profundo ou amarelo.
Muitas mulheres desta época comentaram como estar completamente vestida significava que o peito e os ombros estavam nus, e ainda assim estar mal vestido significaria que o decote ia até a altura do queixo. 

### Silhueta
Devido à importância de mostrar o status social, a indústria da moda foi muito influenciada pela sociedade durante a era da Regência. A posição de uma pessoa era determinada pela riqueza, etiqueta, status familiar, inteligência e beleza da pessoa. As mulheres dependiam financeira e socialmente de seus maridos. As únicas atividades socialmente aceitáveis em que as mulheres podiam participar centravam-se em encontros sociais e moda, sendo que o componente mais importante era ir a festas noturnas. Essas partes ajudaram a construir relacionamentos e conexão com outras pessoas. Como a etiqueta ditava diferentes padrões de vestimenta para diferentes eventos, vestidos de tarde, vestidos de noite, vestidos de gala, vestidos de baile e diferentes tipos de vestidos eram populares.

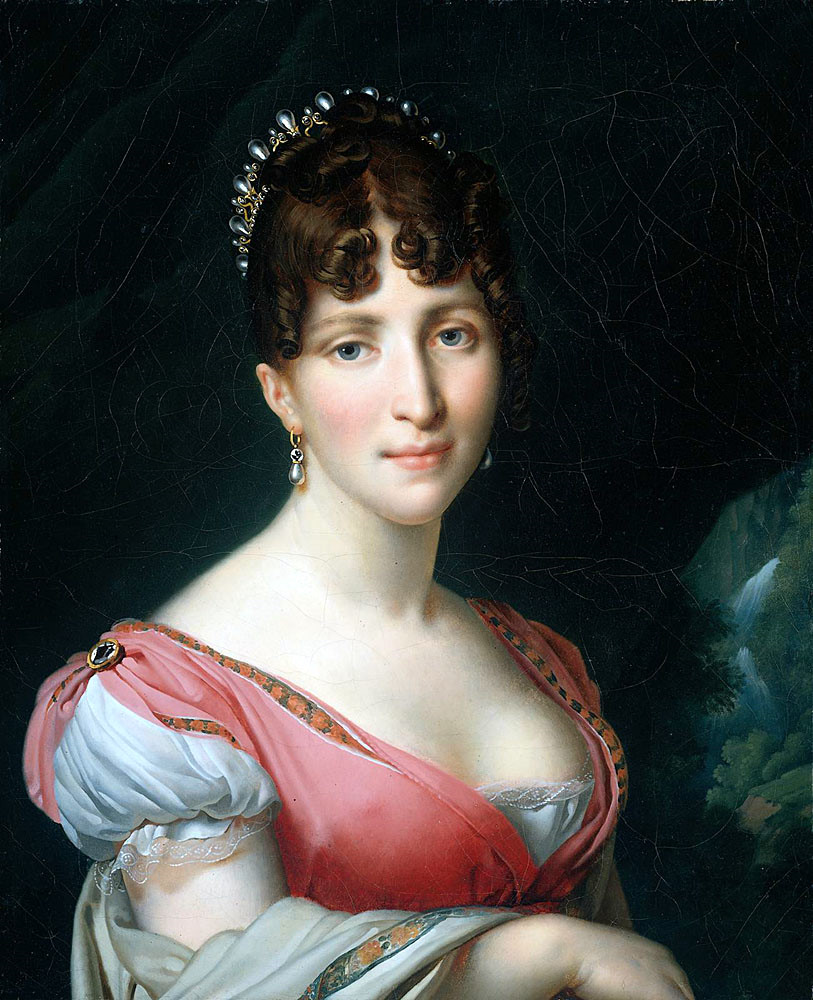
Hortênsia de Beauharnais

A moda feminina na era regencial começou a mudar drasticamente. Popularizou-se a silhueta império, que apresentava um corpete justo e cintura alta. Este "novo estilo natural" enfatizou a beleza das linhas naturais do corpo. As roupas tornaram-se mais leves e fáceis de cuidar do que no passado. As mulheres costumavam usar várias camadas de roupas, geralmente roupas íntimas, vestidos e casacos. A chemise, a roupa de baixo padrão da época, evitava que os vestidos finos e transparentes fossem totalmente visíveis. Casacos, como spencer e peliças, eram populares.
A silhueta império foi criada no final do século XVIII e usada até o início do século XIX, referia-se ao período do Primeiro Império Francês. Essa adoção havia sido ligada à relação da França e adotada os princípios gregos e romanos. O estilo era frequentemente usado em branco para denotar um status social elevado. Josefina Bonaparte foi uma das figuras de destaque na cintura império, com seus vestidos elaborados e decorados da linha império. As mulheres da Regência seguiram o estilo do Império junto com a mesma tendência de cinturas elevadas que os estilos franceses, mesmo quando seus países estavam em guerra. A partir de 1780 e início de 1790, a silhueta das mulheres tornou-se mais magra e as cinturas aumentaram. Depois de 1795, as cinturas aumentaram dramaticamente e a circunferência da saia foi reduzida ainda mais. Poucos anos depois, Inglaterra e França passaram a mostrar o foco do estilo cintura alta e isso levou à criação do estilo Império.

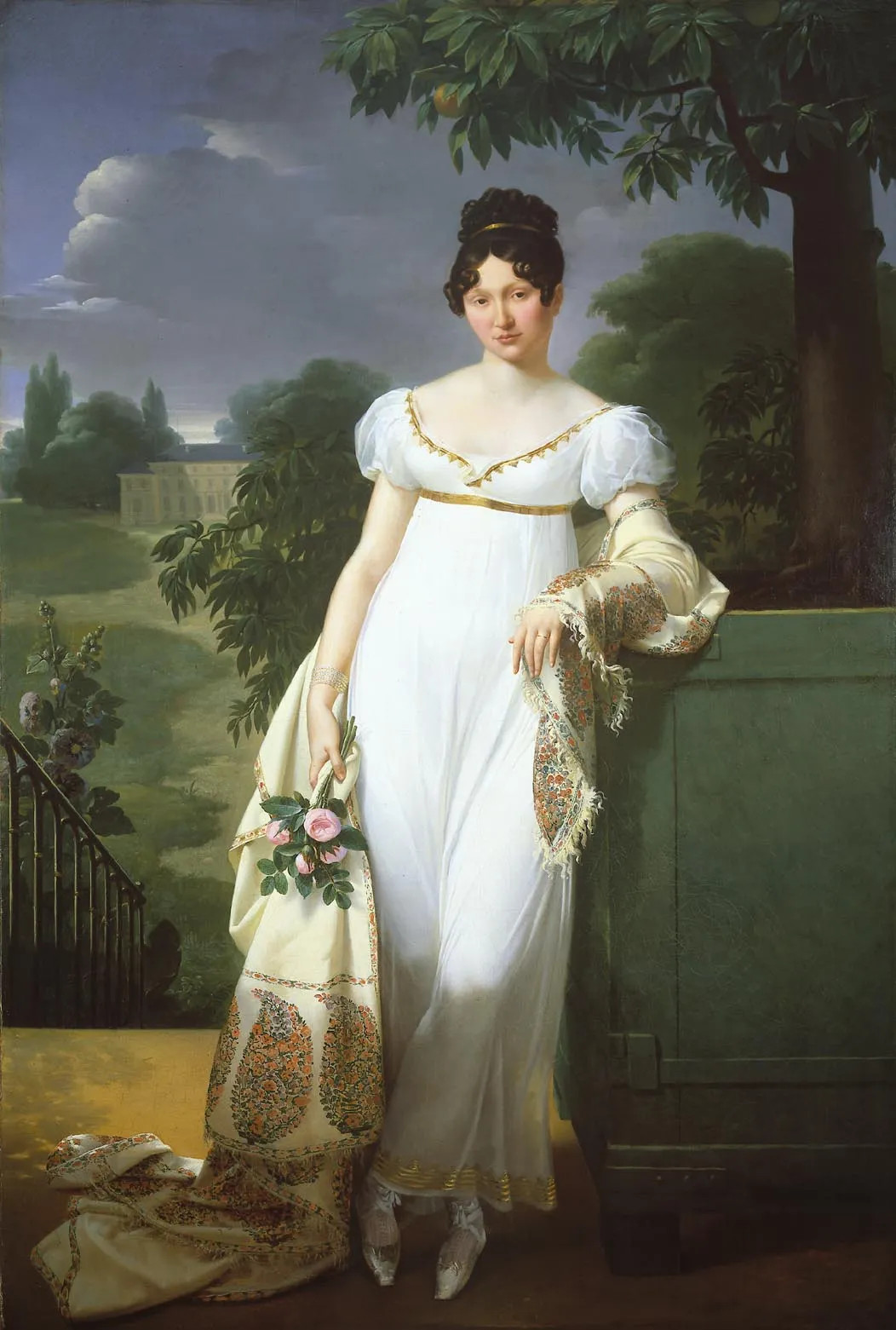
Senhora francesa em 1808; o estilo costumava ser acompanhado por um xale ou envoltório semelhante, ou uma jaqueta curta "Spencer", já que os vestidos eram leves e deixavam muito descoberto

O estilo começou como parte da moda neoclássica, revivendo estilos da arte greco-romana que mostravam mulheres vestindo túnicas retangulares largas conhecidas como peplos que eram presas sob o busto, fornecendo suporte para as mulheres e um traje fresco e confortável, especialmente em um clima quente. A silhueta do império era definida pela cintura, posicionada diretamente sob o busto. A silhueta império foi o estilo chave nas roupas femininas durante a era da Regência. Os vestidos eram geralmente leves, longos e folgados, eles eram geralmente em branco e muitas vezes transparentes do tornozelo até logo abaixo do corpete que enfatizava fortemente a bainha fina e amarrado ao redor do corpo. Um longo xale retangular ou envoltório, muitas vezes vermelho simples, mas com uma borda decorada nos retratos, ajudava no tempo mais frio e aparentemente ficava ao redor do diafragma quando sentado - para o qual as posturas semi-reclinadas eram favorecidas. Os vestidos tinham um corpete justo e dava uma aparência de cintura alta.
O estilo havia aumentado e diminuído na moda por centenas de anos. O formato dos vestidos também ajudou a alongar a aparência do corpo. A roupa também pode ser drapeada para maximizar o busto. Tecidos leves eram normalmente usados para criar um efeito fluido. Além disso, fitas, faixas e outros recursos decorativos foram usados para destacar a cintura. Os vestidos do império costumavam ter um decote baixo circular e mangas curtas e as mulheres geralmente os usavam como vestidos de noite. Por outro lado, os vestidos de dia tinham um decote mais alto e mangas compridas. A chemisette era essencial para senhoras elegantes. Embora tenha havido diferenças entre os vestidos diurnos e os vestidos noturno, a cintura alta não foi alterada.

### Penteados e chapelaria

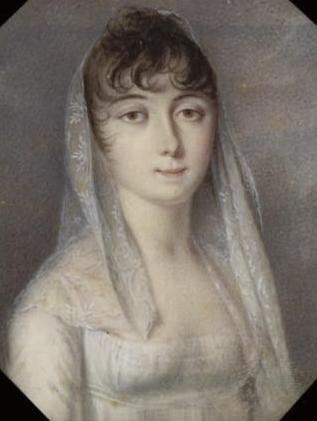
Retrato em miniatura de uma senhora russa, escola russa, c. 1800

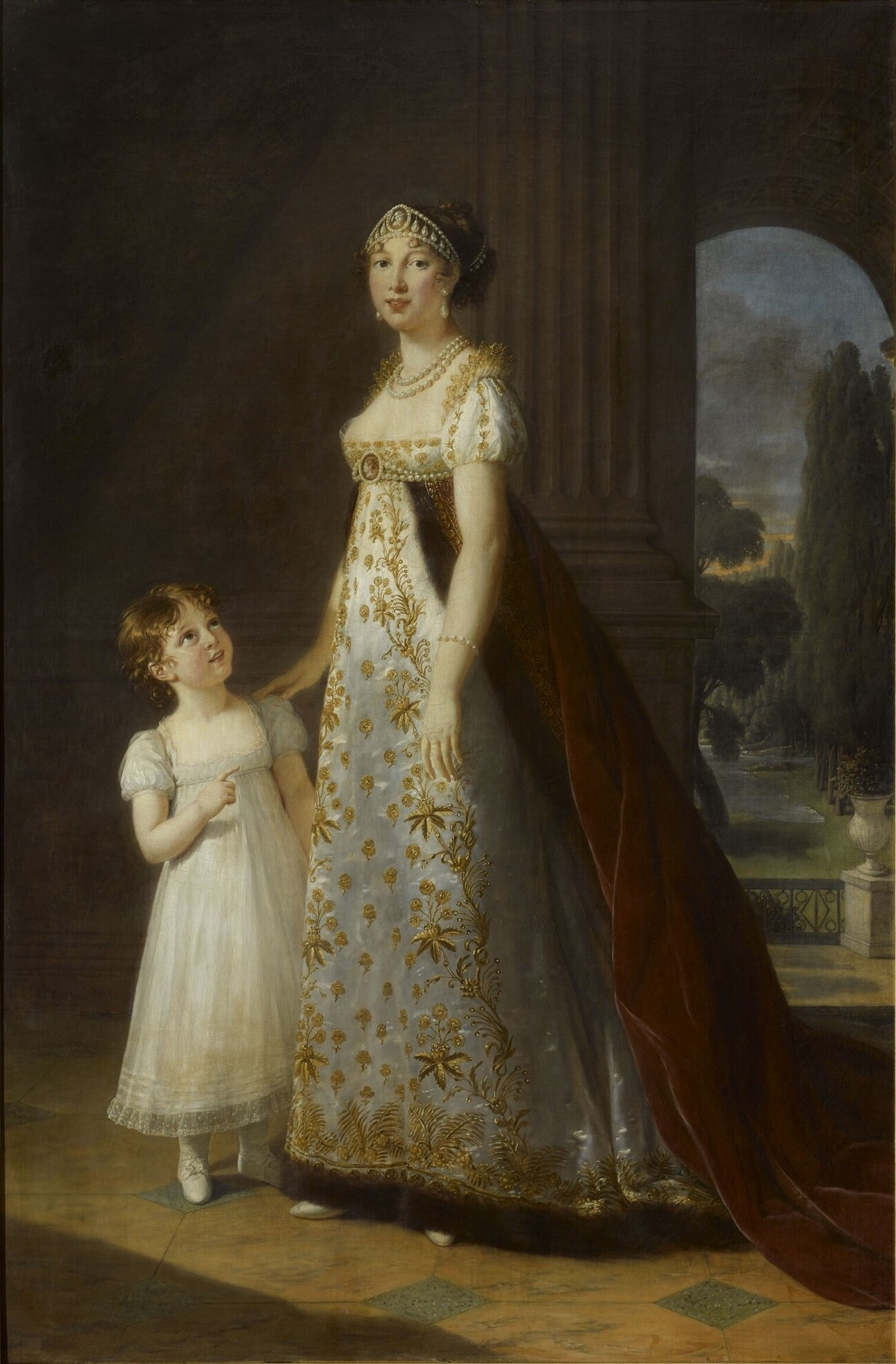
Retrato de Caroline Murat e sua filha Letizia, pintado em 1807 por Elisabeth Vigée-Lebrun. Madame Murat usa a cauda formal vermelha do vestido de corte sobre o vestido de cintura alta.

Nesse período, a influência clássica se estendeu aos penteados. Frequentemente, muitos cachos eram usados sobre a testa e nas orelhas, com o cabelo mais comprido preso em coques soltos ou nós de Psique influenciados pelos estilos grego romano. No final da década de 1810, o cabelo da frente estava repartido ao centro e preso em cachos apertados sobre as orelhas. Mulheres aventureiras como Lady Caroline Lamb usavam penteados curtos "à la Titus", relatou o Journal de Paris em 1802 que "mais da metade das mulheres elegantes usavam o cabelo ou peruca à la Titus", um corte em camadas geralmente com algumas tranças penduradas abaixo.
No Mirror of Graces, a Lady of Distinction escreve:

Agora, tranças fáceis, a trança brilhante, o anelzinho esvoaçante confinado pelo pente "antigo", ou pele, fornecem amostras graciosas do gosto simples da beleza moderna. Nada pode corresponder mais elegantemente com a cortina desimpedida de nosso traje clássico recém-adotado do que este penteado sem decoração da natureza.
Mulheres casadas e conservadoras continuaram a usar toucados de linho, que agora tinham abas mais largas nas laterais para cobrir as orelhas. As mulheres elegantes usavam gorros semelhantes para o período da manhã (em casa, sem roupa).

Pela primeira vez em séculos, as mulheres respeitáveis, mas ousadamente na moda, saíam de casa sem um chapéu ou um bonnet, algo que antes costumava ser associado às prostitutas. No entanto, a maioria das mulheres continuava a usar algo na cabeça ao ar livre, embora estivessem começando a deixar de fazê-lo dentro de casa durante o dia (bem como para usar à noite). O 'cabeça-vestido' antigo, a touca Queen Mary, o chapéu chinês, turbantes de inspiração oriental e o chapéu Highland eram populares nesse períodos. Quanto aos gorros, suas coroas e abas eram adornadas com ornamentações cada vez mais elaboradas, como penas e fitas. Na verdade, as damas da época embelezavam seus chapéus com frequência, substituindo decorações antigas por novos enfeites ou penas.

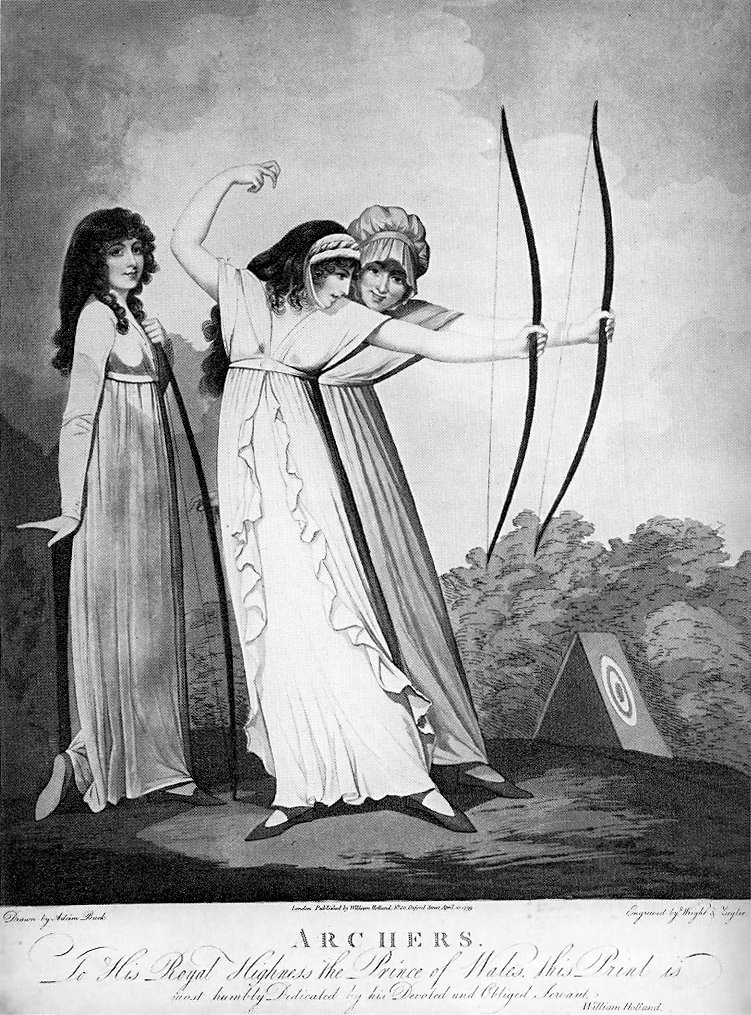
Duas meninas inglesas praticam arco e flecha, 1799
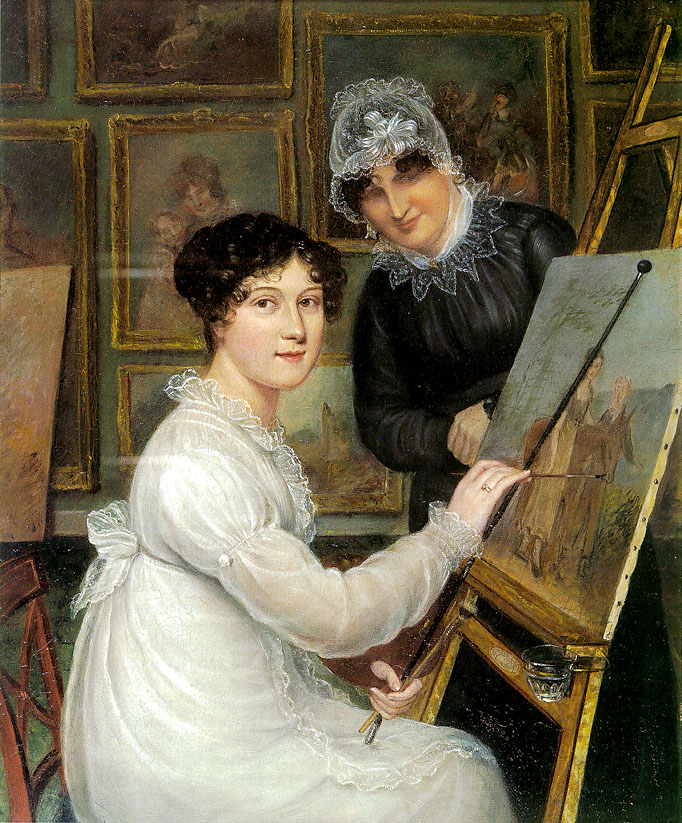
A artista Rolinda Sharples usa o cabelo em uma massa de cachos; sua mãe usa um boné interno transparente, c. 1820.
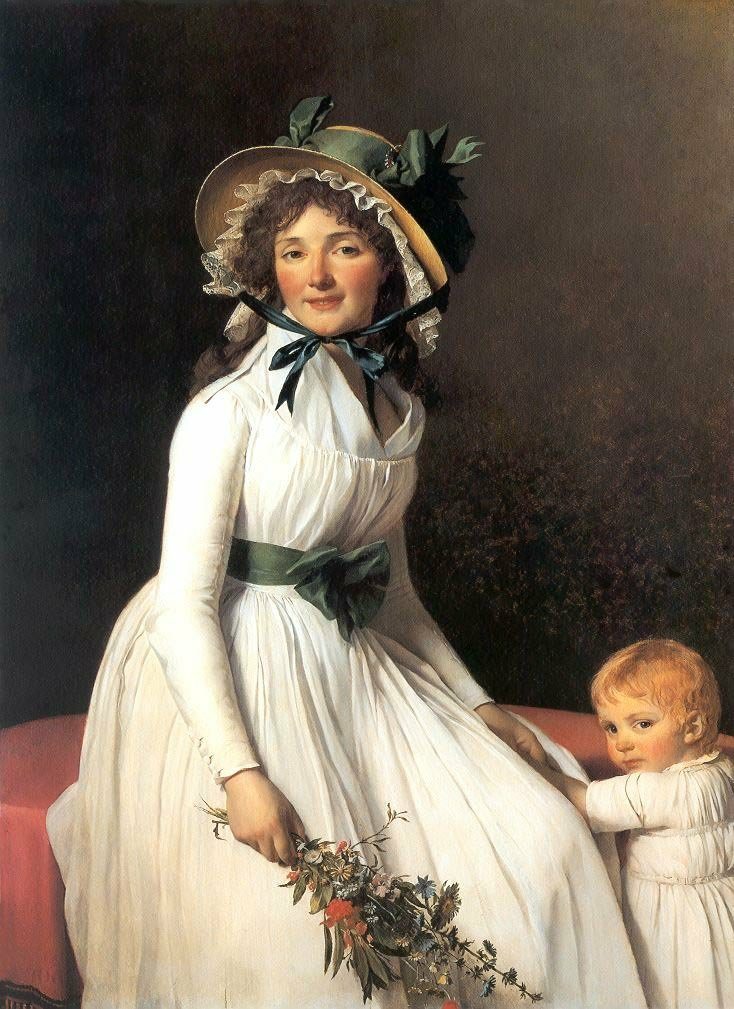
Mme Seriziat usa um chapéu de palha com fita verde sobre um boné de renda, 1795 (pintura de Jacques-Louis David )
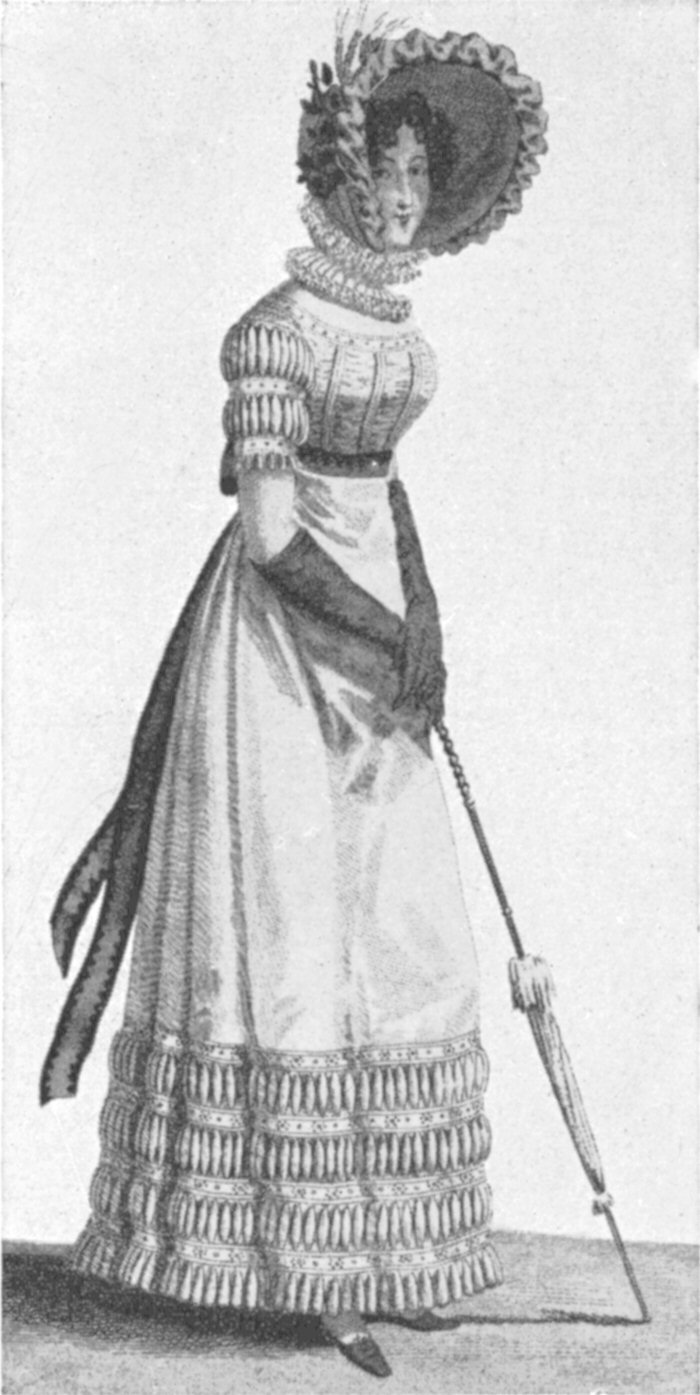
Boné elegante, Paris, 1818

### Roupas íntimas

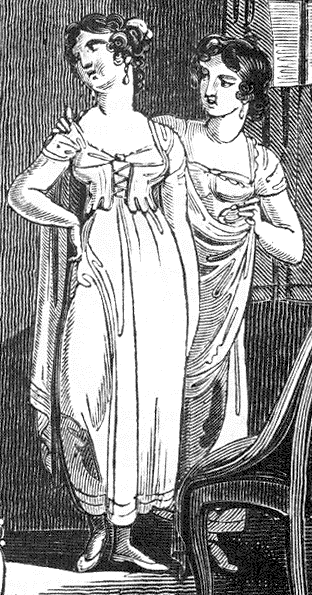
Ilustração de 1811 de roupas íntimas, mostrando uma forma de espartilhos da Regência

Mulheres na era Regêncial usavam várias camadas de roupas íntimas. A primeira era a chemise, ou camisola, uma peça de roupa fina com mangas curtas e justas (possuíam decote baixo se usado em trajes de noite), feita de algodão branco e finalizada com uma bainha lisa que era mais curta que o vestido. Essas mudanças destinavam-se a proteger as roupas externas da transpiração e eram lavadas com mais frequência do que as roupas externas. Na verdade, as lavadeiras da época usavam sabão áspero para esfregar essas roupas, depois as mergulhavam em água fervente, daí a ausência de cor, renda ou outros enfeites, que desbotariam ou danificariam o tecido com esse tratamento áspero. Chemises e blusas também evitavam que os vestidos transparentes de musselina ou seda fossem muito reveladores.
A próxima camada era um par de espartilhos ou stays. No entanto, a moda clássica de cintura alta não exigia espartilho para a leveza do corpo, e havia alguns experimentos para produzir roupas que serviriam às mesmas funções de um sutiã moderno. (No Mirror of Graces, um "busk" foi descrito como uma roupa íntima que servia para separar os seios de uma mulher. Era uma espécie de vareta feita de aço ou ferro que era coberta por um tipo de acolchoamento e em forma de triângulo, esse dispositivo era colocado no centro do peito.) Os espartilhos curtos (espartilhos estendendo-se apenas uma curta distância abaixo dos seios) costumavam ser usados sobre a chemise (não diretamente em contato com a pele), e os espartilhos estendendo-se para baixo em direção à cintura natural eram usados por uma minoria de mulheres tentando parecer mais magra do que realmente eram (mas mesmo esses stays longos não tinham como objetivo principal contrair a cintura, como ocorre com os espartilhos vitorianos.)
A camada final era a anágua, que poderia ter um decote cavado e não tinha mangas, e era ajustada nas costas com ganchos e ilhós, botões ou fitas. Essas anáguas costumavam ser usadas entre a roupa íntima e a vestimenta e eram consideradas parte da roupa externa, mas não uma roupa íntima. A borda inferior da anágua deveria ser vista, uma vez que as mulheres frequentemente levantavam seus vestidos externos para evitar que o material relativamente delicado do vestido externo da lama ou da umidade (expondo ao risco apenas o tecido mais grosseiro e barato da anágua). Frequentemente expostas à vista, as anáguas eram decoradas na bainha com fileiras de pregas ou rendas, ou babados.
Ceroulas (shorts grandes e esvoaçantes com botões na posição agachada) não eram usados naquela época. As mulheres não usavam nada por baixo de seus vestidos.
Meias (hosiery), feitas de seda ou algodão tricotado, eram sustentadas por jarreteiras abaixo do joelho até que os suspensórios foram introduzidos no final do século XIX e muitas vezes eram de cor branca ou clara.

### Casacos e sapatos

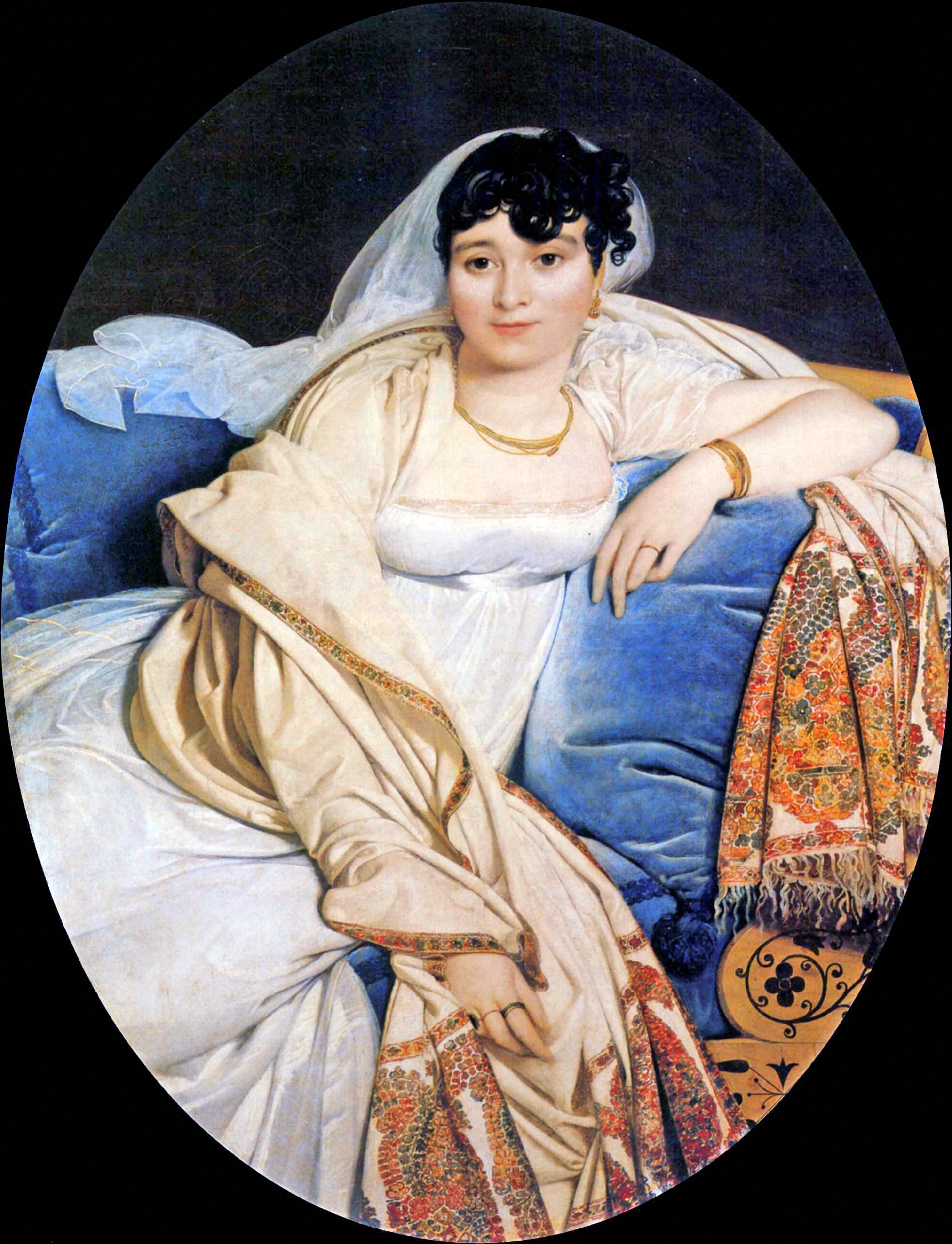
Madame Rivière, 1806, Jean Auguste Dominique Ingres, Louvre.

Durante esse período, as roupas femininas eram muito mais finas do que no século XVIII, de modo que os agasalhos mais quentes tornaram-se importantes na moda, especialmente em climas mais frios. As vestimentas semelhantes a casacos, como peliças e redingotes, eram populares, assim como xales, mantos, manteletes e capas. O mantelete era uma capa curta que acabou sendo alongada e transformada em um xale. O redingote, outro exemplo popular, era uma peça de roupa longa que lembrava o estilo de um casaco de montaria masculino (daí o nome), que podia ser feita de diferentes tecidos e padrões. Durante todo o período, o xale indiano foi o envoltório preferido, já que as casas e as típicas casas de campo inglesas eram geralmente esvoaçantes, e os vestidos de musselina transparente e seda clara, populares durante essa época, forneciam menos proteção. Os xales eram feitooude casimira macio ou seda ou até mesmo de musselina para o verão. Os tecidos de Paisley eram extremamente populares na época.
Jaquetas curtas (de cintura alta) chamadas spencers eram usadas ao ar livre, junto com mantos de capuz longo, mantos turcos, mantos, capas, túnicas romanas, chemisettes e sobretudos chamados peliças (que muitas vezes eram sem mangas e estendiam-se para baixo até os tornozelos). Essas vestimentas externas costumavam ser feitas de sarsnet duplo, tecido fino Merino ou veludos e enfeitadas com peles, como penugem de cisne, raposa, chinchila ou zibelina. Em 6 de maio de 1801, Jane Austen escreveu para sua irmã Cassandra: "Mantos de gaze preta são usados tanto quanto qualquer coisa".
Sapatilhas de tecido fino e plano (seda ou veludo) ou de couro eram geralmente usados (ao contrário dos sapatos de salto alto de grande parte do século XVIII).
Pattens de metal foram amarrados em sapatos para protegê-los da chuva ou lama, elevando os pés cerca de uma polegada do chão.

### Acessórios

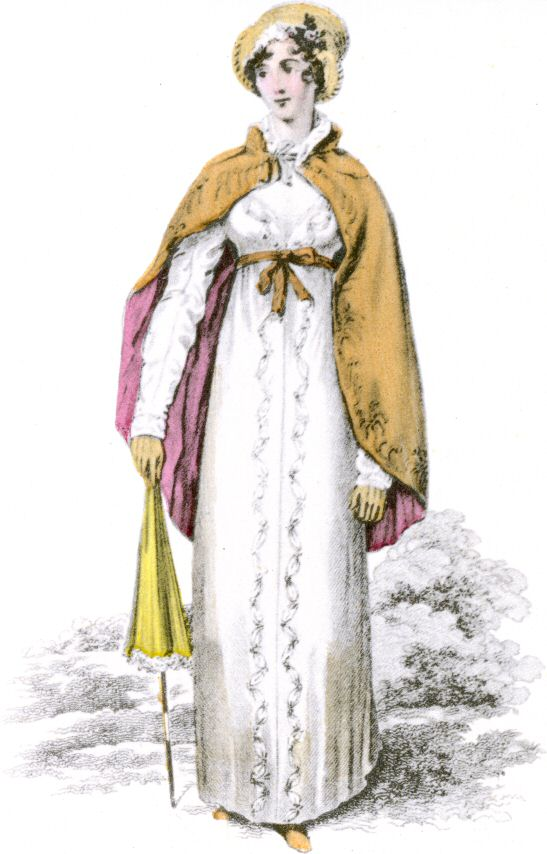
ca. 1813

As mulheres sempre usavam luvas fora de casa. Quando usados dentro de casa, como em uma visita social, ou em ocasiões formais, como uma bola, elas eram removidas durante o jantar. Sobre o comprimento da luva, A Lady of Distinction escreve:

Se a moda prevalecente for rejeitar a manga longa e exibir parcialmente o braço, deixe a luva avançar consideravelmente acima do cotovelo, e aí ser presa com um cordão ou braçadeira.  Mas isso só deve acontecer quando o braço é musculoso, áspero ou magro. Quando é justo, liso e redondo, permite que a luva seja empurrada um pouco acima dos pulsos.
Luvas mais longas eram usadas um tanto folgadas durante este período, amarrotando abaixo do cotovelo. Conforme descrito na passagem acima, "ligas" podem prender luvas mais longas.
As retículas continham itens pessoais, como vinagretes. Os vestidos justos da época não tinham bolsos internos, por isso essas pequenas bolsas de cordão eram essenciais. Essas bolsas eram frequentemente chamadas de buskins (busquins) ou balantines (belêntinas). Eles tinham forma retangular e eram usados suspensos por uma faixa tecida de um cinto colocado ao redor da figura acima da cintura.
Os guarda-sóis (como mostrado na ilustração) protegiam a pele de uma senhora do sol e eram considerados um importante acessório de moda. Delgados e leves, eles vinham em uma variedade de formas, cores e tamanhos.
Senhoras (e senhores) elegantes usavam leques para se refrescar e para melhorar os gestos e a linguagem corporal. Feitos de papel ou seda em palitos de marfim e madeira, e impressos com desenhos orientais ou cenas populares da época, esses acessórios onipresentes apresentavam uma variedade de formas e estilos, como plissados ou rígidos. Um folheto de informações do Cheltenham Museum descreve os leques e seu uso na linguagem corporal e na comunicação (clique e role para a página 4).

### Diretório (1795–1799)

Retrato de Emma, Lady Hamilton por Elisabeth Vigée-Lebrun ca. Década de 1790.

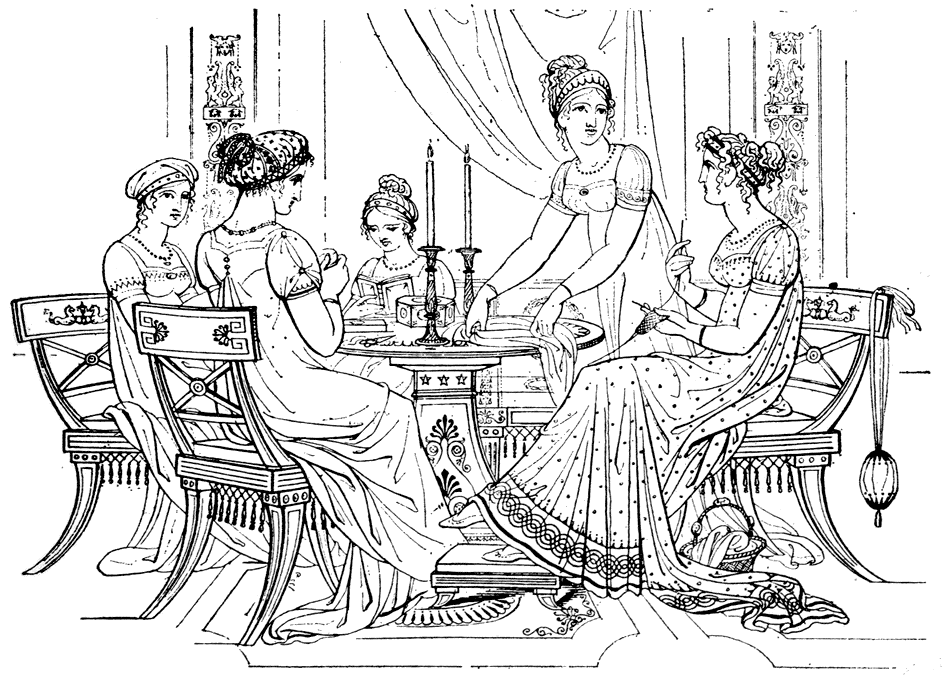
Uma representação idealizada e classicizada de uma cena doméstica da regência inglesa

Em meados da década de 1790, as roupas neoclássicas entraram na moda na França. Várias influências se combinaram para trazer essa simplificação nas roupas femininas: aspectos da prática campestre das mulheres inglesas no campo vazaram para a alta moda francesa, e houve uma reação na França revolucionária contra os espartilhos de ossos rígidos e cetins coloridos e outros tecidos pesados estavam na moda no Ancien Régime (ver moda em 1750–1795). Mas, em última análise, o neoclassicismo foi adotado por sua associação com as ideias republicanas clássicas [com referência à Grécia, em vez da Roma republicana, que agora era considerada politicamente perigosa]. Esse fascínio renovado pelo passado clássico foi encorajado pelas recentes descobertas de Pompéia e Herculano, e provavelmente não teria sido possível fora de um cenário geográfico e histórico tão específico que permitiu que a ideia do passado tornado presente se tornasse suprema.
Junto com as influências das escavações de Pompéia e Herculano, vários outros fatores se juntaram para popularizar as roupas neoclássicas. A partir do início da década de 1790, Emma Hamilton deu início a suas performances de atitudes, algo considerado pelos contemporâneos como inteiramente novo. Essas atitudes baseavam-se vagamente na antiga prática da pantomima, embora as apresentações de Emma carecessem de máscaras e acompanhamento musical. Suas performances criaram uma fusão entre arte e natureza; a arte ganhou vida e seu corpo se tornou um tipo de arte. Como uma ajuda para suas performances de trágicas figuras mitológicas e históricas, Emma vestiu a roupa á la grecque que se tornaria popular na França dominante nos anos seguintes. Uma camisa simples de cor clara feita de material fino e esvoaçante foi usada e presa com uma fita estreita sob os seios. Xales de caxemira simples eram usados como toucados ou para dar mais fartura à cortina da camisa. Eles também ajudaram a evitar linhas quebradas na performance de forma que os braços estendidos estivessem sempre conectados com o corpo, aumentando o efeito do movimento fluido e, muitas vezes, uma capa ou manto era usado para enfatizar as linhas do corpo em certas poses. Isso destacou a continuidade da superfície da linha e da forma no corpo do artista para enfatizar a unidade, a simplicidade e o movimento contínuo de uma parte do corpo para a outra. O cabelo era usado de forma natural, solta e fluida. Todas essas propriedades combinadas para permitir um amplo jogo de luz e sombra para revelar e acentuar certas partes do corpo durante a performance enquanto cobre outras. Emma era altamente capaz em suas atitudes, e a influência de seu vestido se espalhou de Nápoles a Paris, à medida que parisienses ricos faziam o Grand Tour.

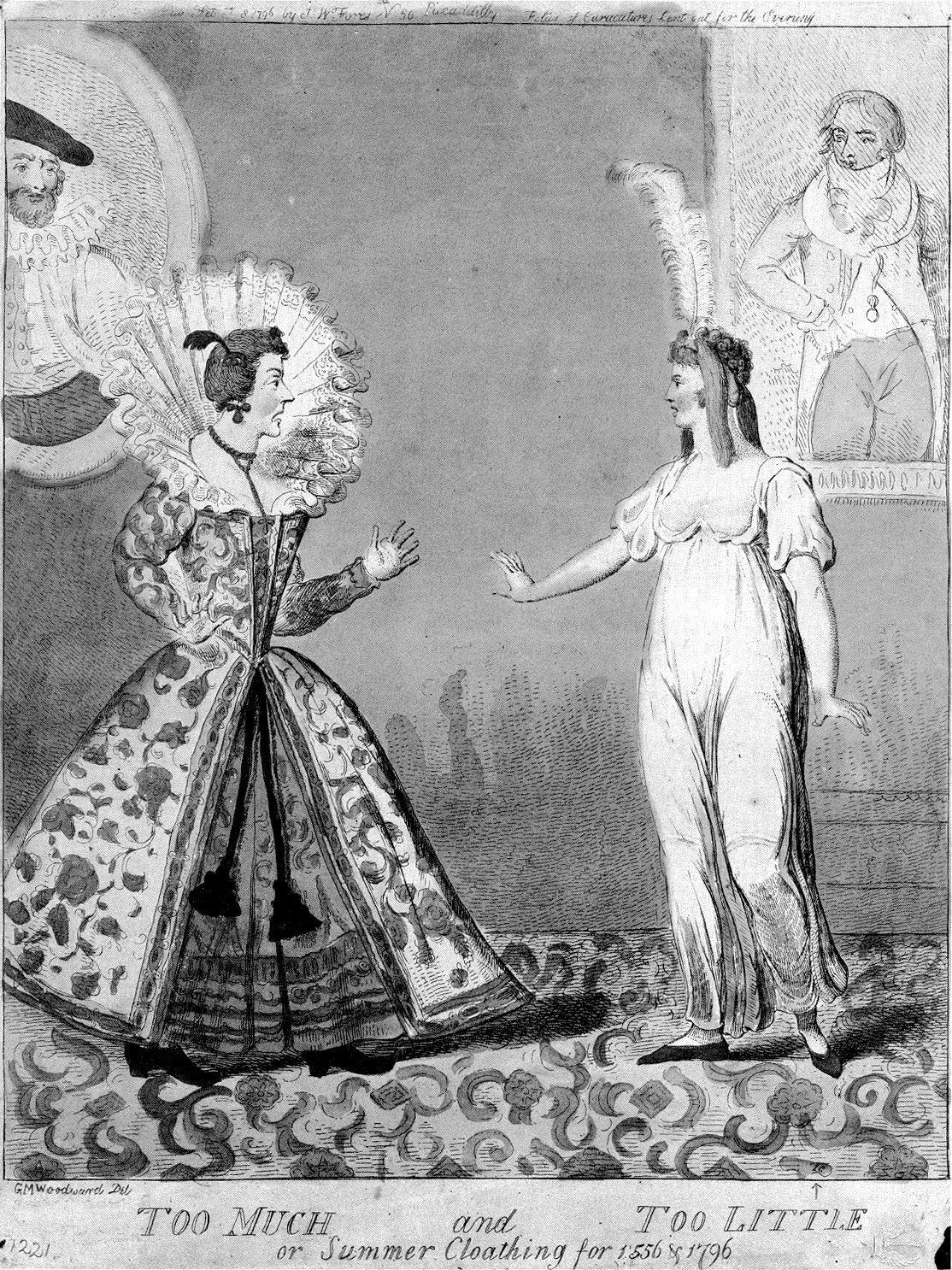
Um contraste satírico de 1796 entre os estilos de roupas elisabetanas e diretórias: Too Much e Too Little, diz a legenda desta caricatura de Isaac Cruikshank

Há também algumas evidências de que o vestido de musselina branca se tornou popular após o Termidor por meio da influência do traje de prisão. Mulheres revolucionárias como Madame Tallien se retratavam dessa maneira porque era a única roupa que possuíam durante o período na prisão. A chemise á la grecque também representou a luta pela representação de si mesmo e o despojamento dos valores culturais do passado. Além disso, uma simplificação do traje usado por meninas pré-adolescentes na década de 1780 (que não eram mais obrigadas a usar versões em miniatura de espartilhos e paniers para adultos) provavelmente abriu o caminho para a simplificação do traje usado por meninas adolescentes e mulheres adultas na década de 1790. As cinturas ficaram um pouco altas em 1795, mas as saias ainda eram bastante cheias e as influências neoclássicas ainda não eram dominantes.
Foi durante a segunda metade da década de 1790 que as mulheres da moda na França começaram a adotar um estilo clássico completo, baseado em uma versão idealizada das antigas roupas gregas e romanas (ou o que se pensava na época ser as antigas roupas gregas e romanas) com saias justas estreitas. Algumas das versões parisienses extremas do estilo neoclássico (como alças estreitas que deixavam à mostra os ombros e vestidos diáfanos sem espartilhos, anáguas ou blusões usados por baixo) não foram amplamente adotadas em outros lugares, mas muitas características do estilo neoclássico do final da década de 1790 foram amplamente influentes, sobrevivendo em formas sucessivamente modificadas na moda europeia nas duas décadas seguintes.
Com esse estilo clássico veio a vontade de expor os seios. Com a nova iconografia da Revolução, bem como uma mudança na ênfase na amamentação materna, a camisola tornou-se um sinal da nova sociedade igualitária. O estilo era simples e apropriado para o conforto de uma gestante ou lactante, pois os seios eram enfatizados e sua disponibilidade aumentada. A maternidade virou moda e não era incomum as mulheres andarem com os seios expostos. Algumas mulheres levaram a "maternidade da moda" um passo adiante e usaram uma "almofada de seis meses" sob o vestido para parecerem grávidas.

O branco era considerado a cor mais adequada para roupas neoclássicas (os acessórios costumavam ser de cores contrastantes). Caudas curtas atrás eram comuns em vestidos do final da década de 1790.

#### Galeria Diretória

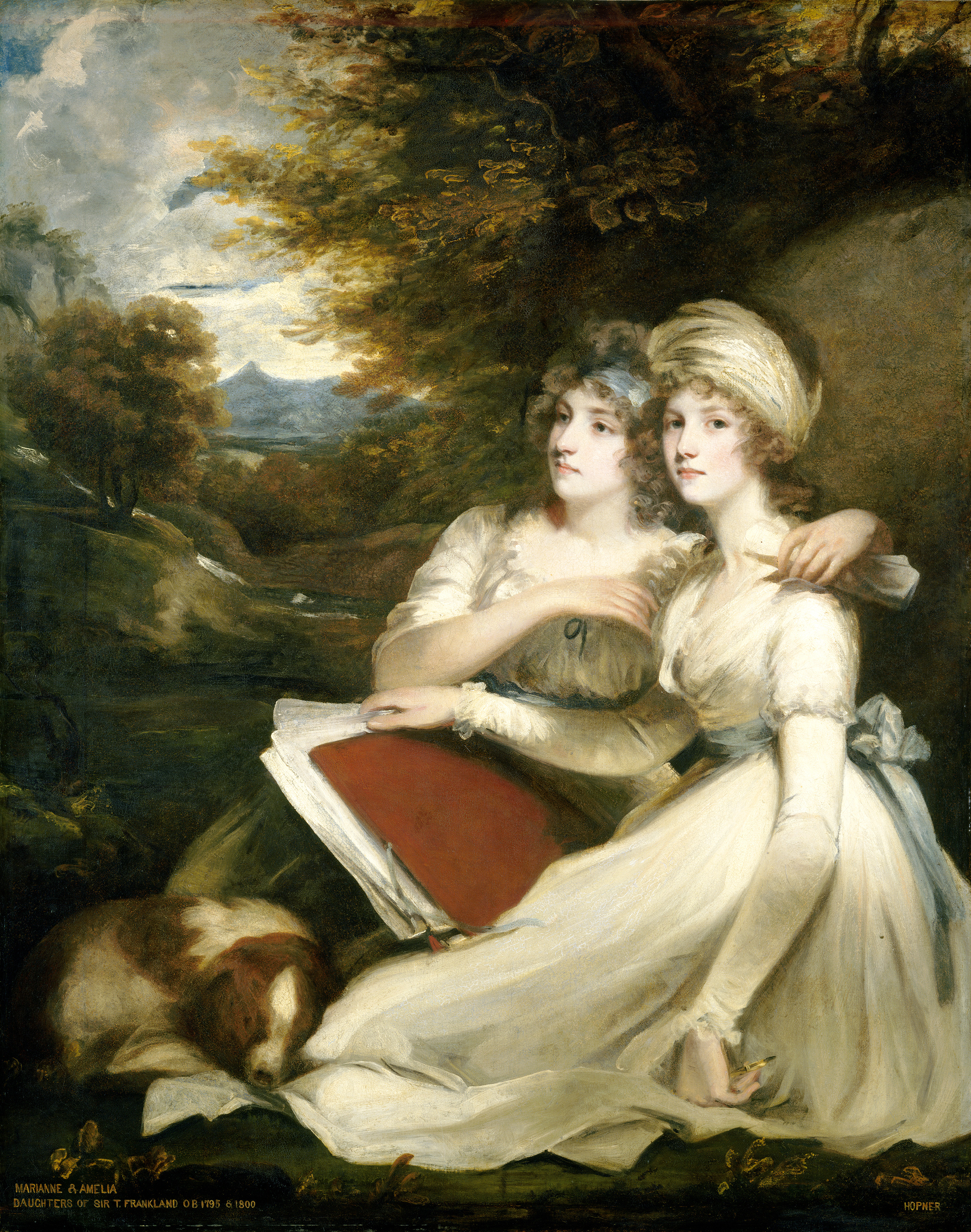
1 - 1795
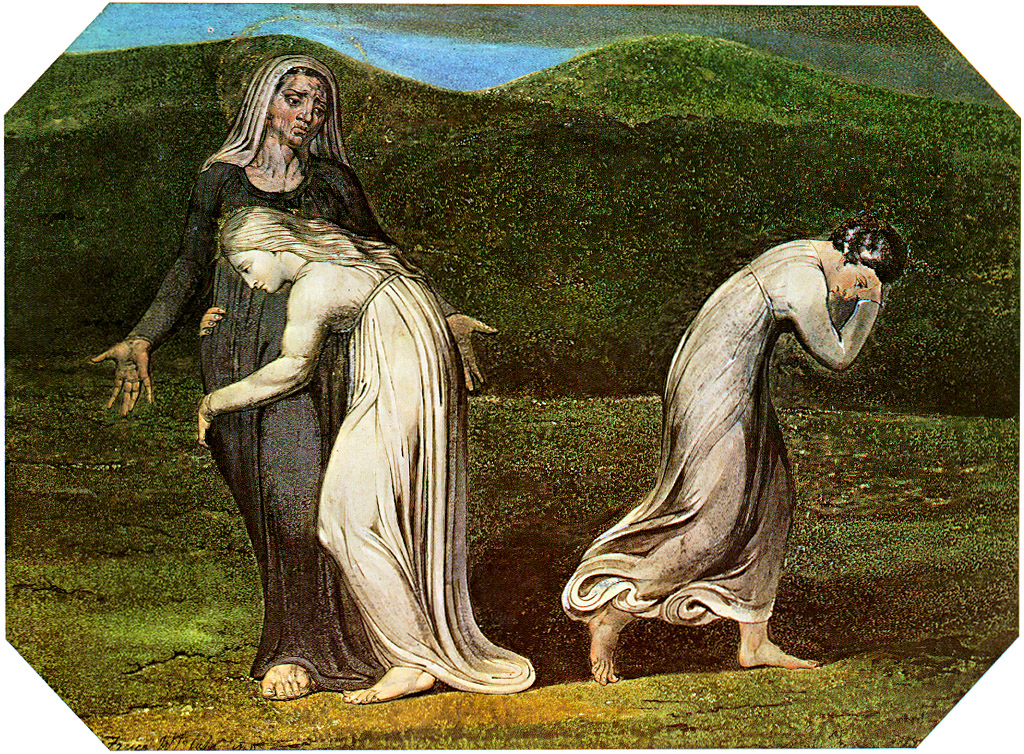
2 - 1795
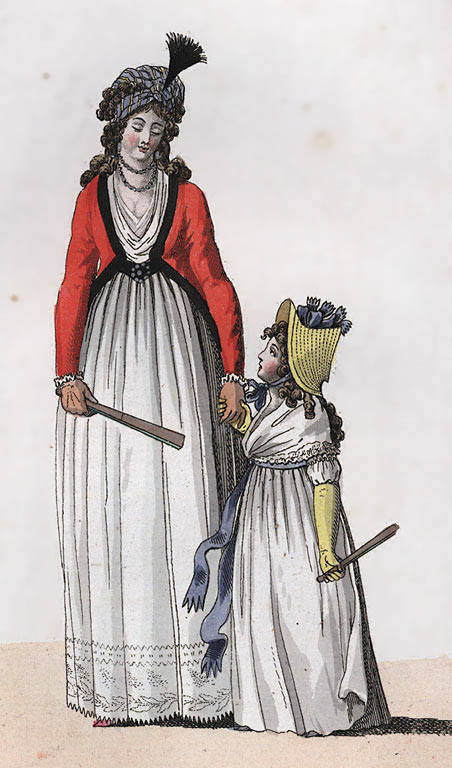
3 - 1796
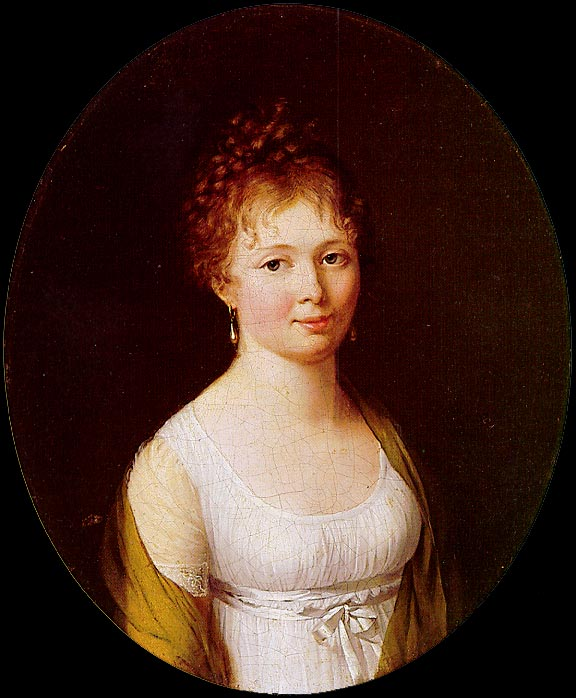
4 - ca. 1798
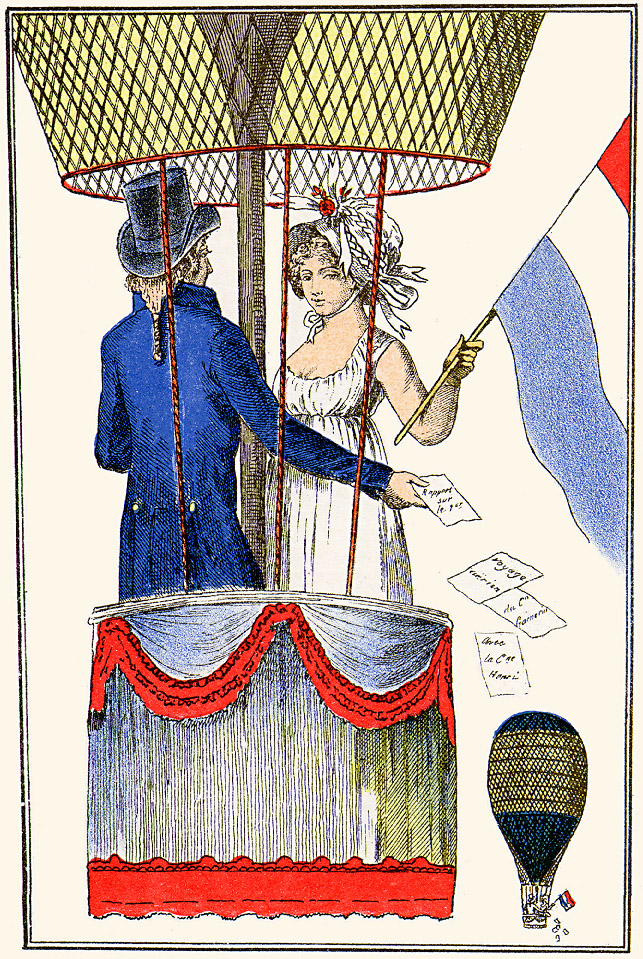
5 - 1798
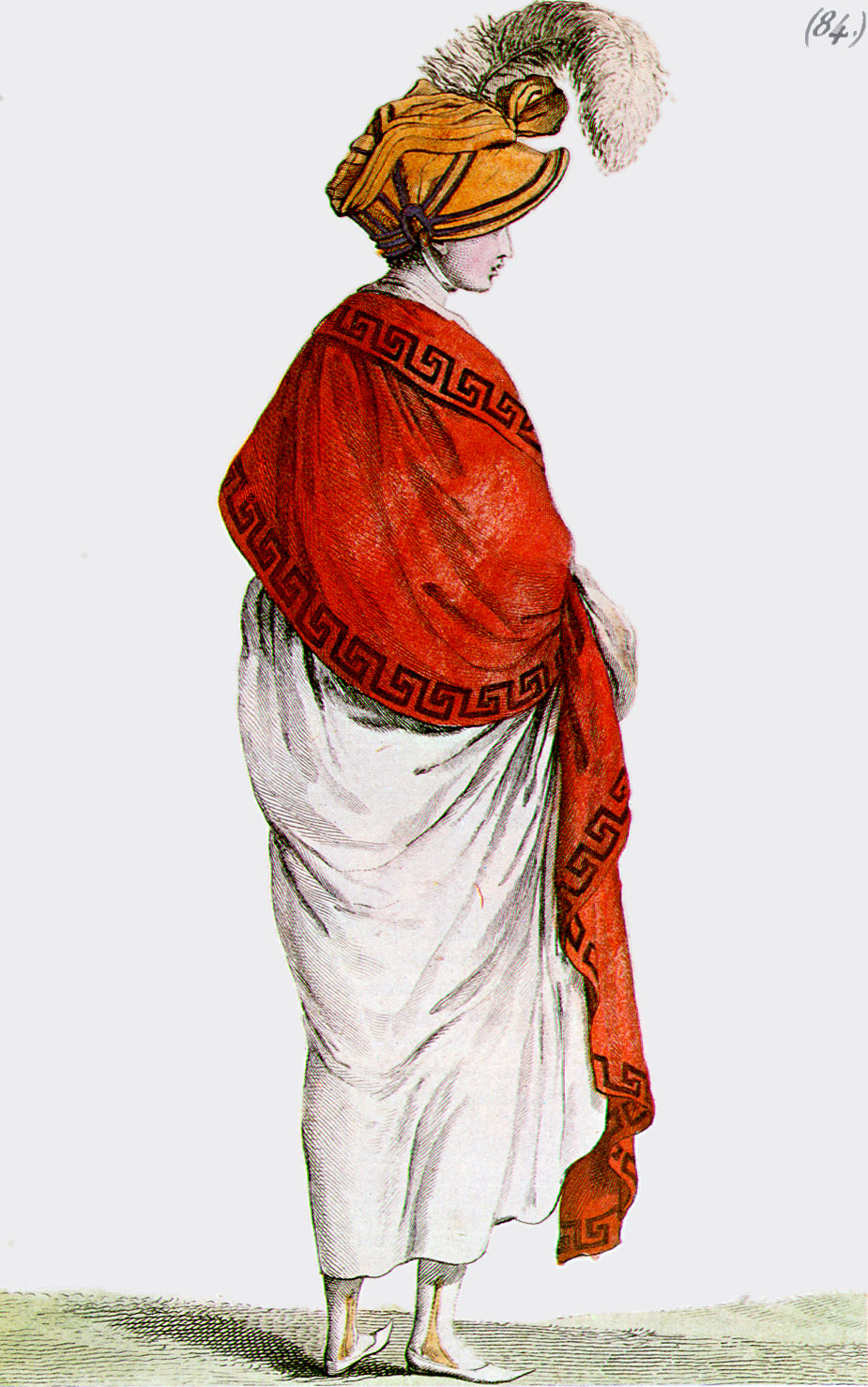
6 - 1799
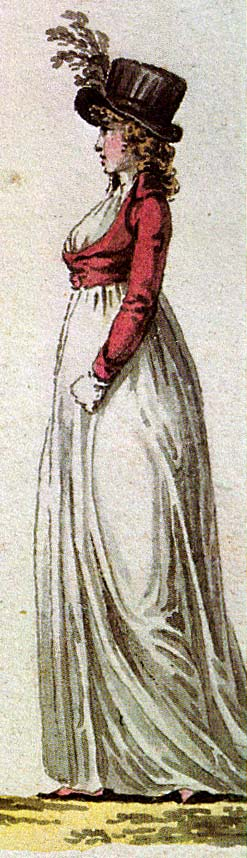
7 - 1798
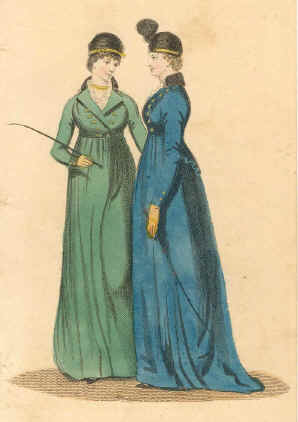
8 - 1799

1. Este retrato das irmãs Frankland, de John Hoppner, dá uma ideia dos estilos de 1795.
2. "Ruth suplicando a Naomi e Orpah para voltar à terra de Moabe" por William Blake. Blake não é um neoclassicista típico, mas isso mostra uma idealização um tanto semelhante da antiguidade (bem como prediz o futuro da alta moda do final dos anos 1790). A imagem particular foi composta em 1795 e atualmente é mantida pelo Museu Fitzwilliam.[48]
3. Placa de moda de Leipzig mostrando mulheres e meninas usando estilos elegantemente simples de cintura alta, que não são fortemente neoclássicos.
4. Retrato de Gabrielle Josephine du Pont.
5. Imagem de 1798, mostrando uma senhora que não parece muito bem vestida para uma viagem de balão em seu vestido Diretória decotado e de aparência fina.
6. Gravura da moda em vestido Diretória branco usado com xale vermelho contrastante com uma borda em chave grega.
7. Um esboço de 1798 de um traje para o dia com uma jaqueta curta "spencer" (menos neoclássica, embora ainda seguindo a silhueta do império).
8. Hábitos de equitação de 1799. O hábito da direita apresenta uma jaqueta curta com abas. O hábito verde à esquerda pode ser um redingote em vez de uma jaqueta e anágua.

##### Caricaturas

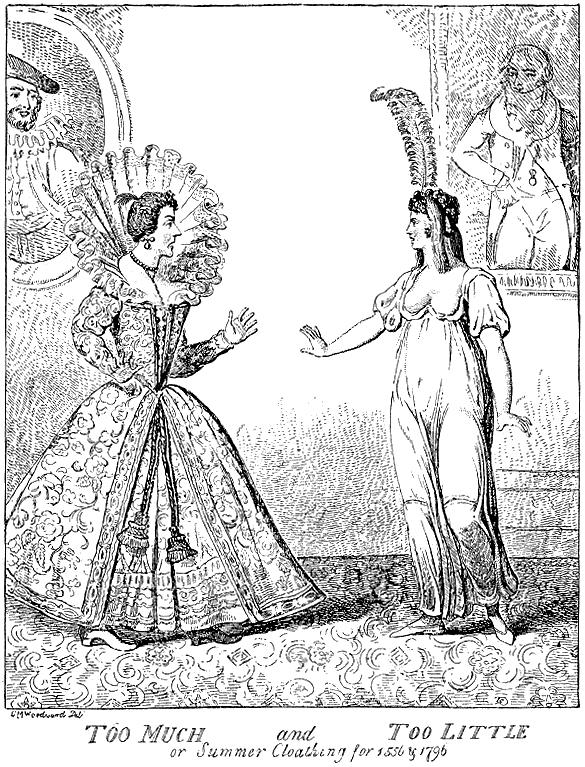
1 - 1796
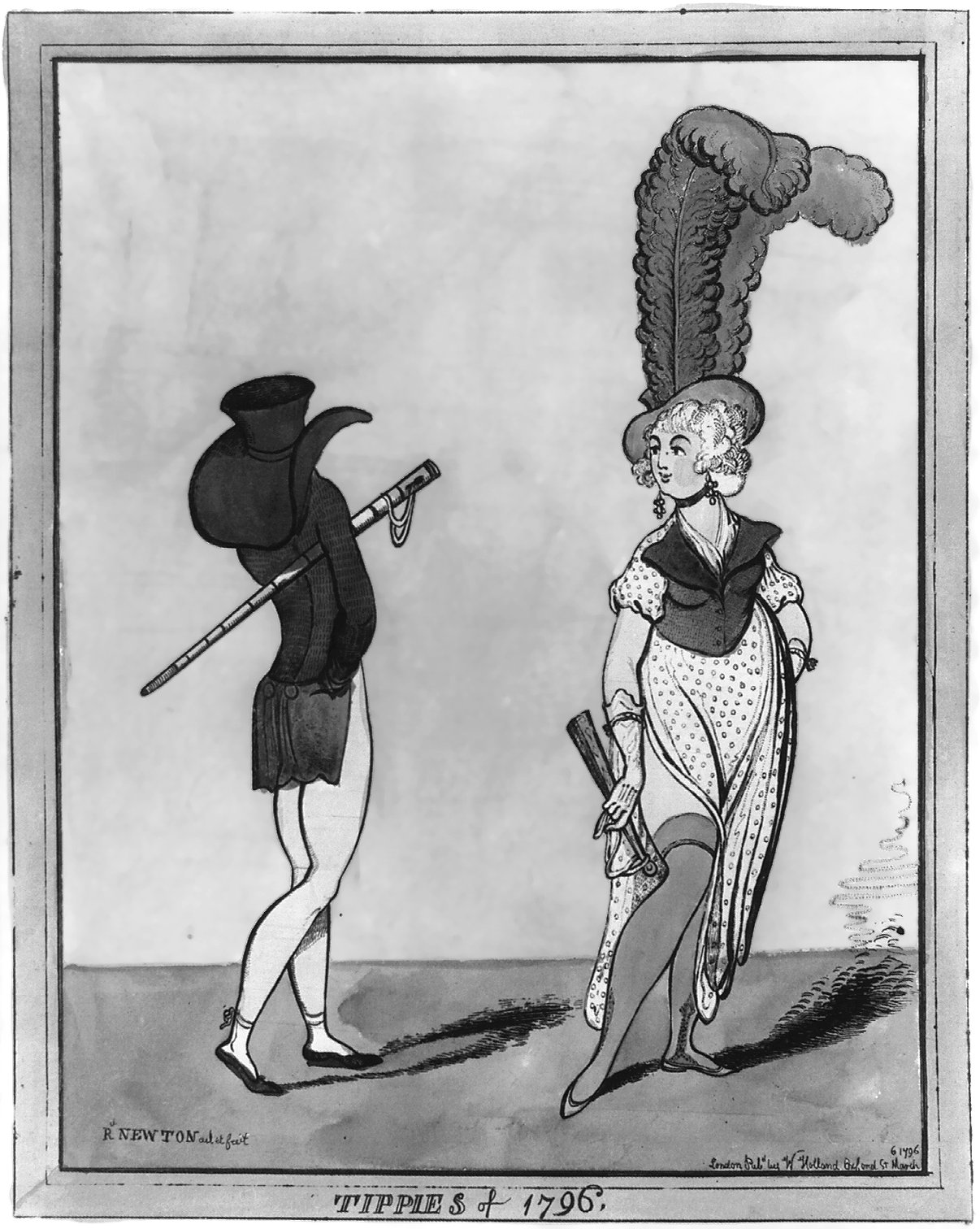
2 - 1796
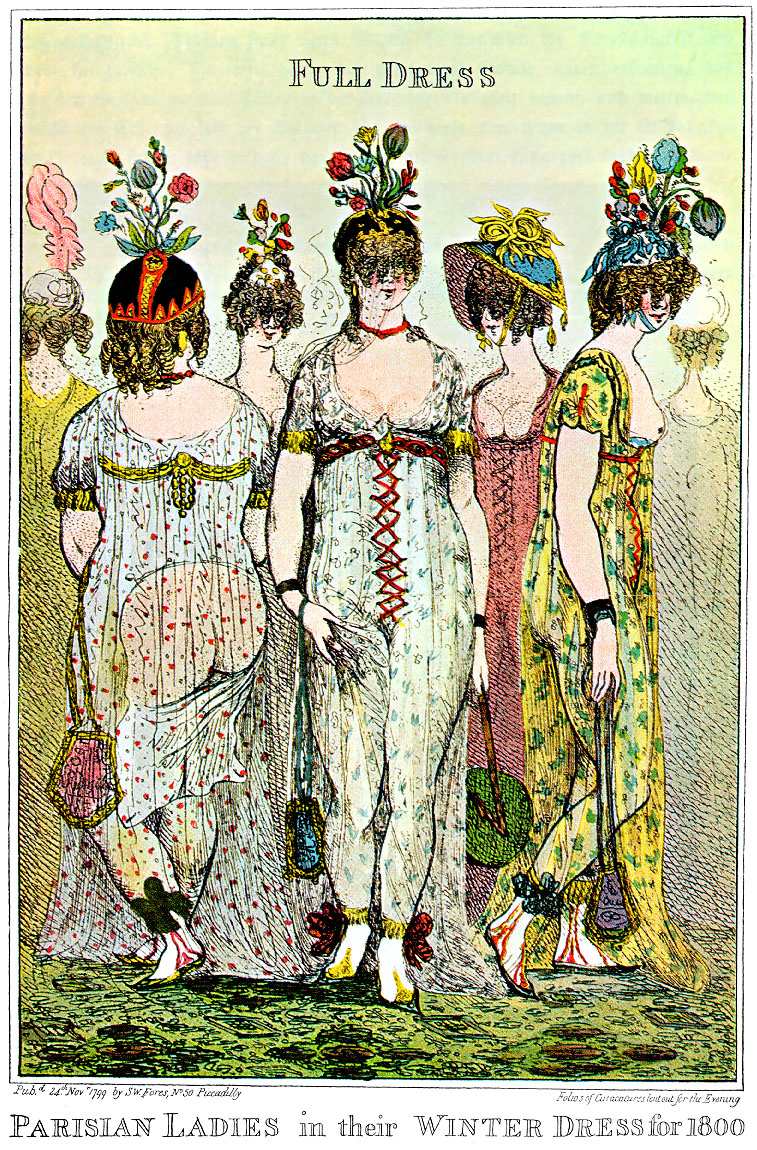
3 - 1799
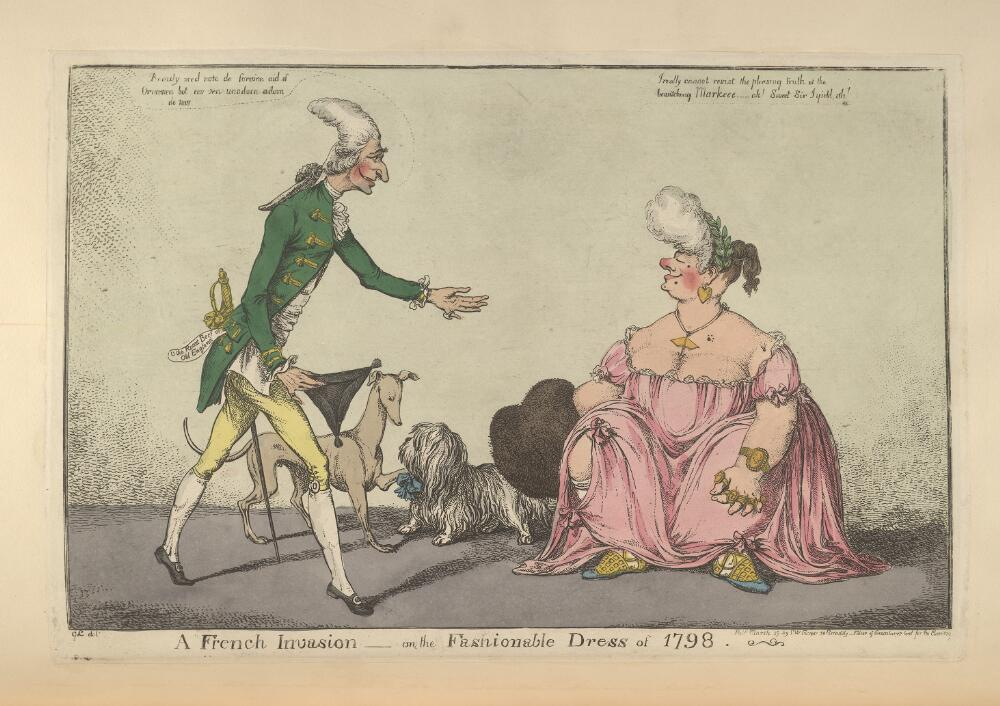
4 - 1798

1. "TOO MUCH and TOO LITTLE, ou Summer Clothing of 1556 & 1796", uma caricatura gravada em 8 de fevereiro de 1796 por Isaac Cruikshank (pai de George Cruikshank) após um desenho de George M. Woodward. (Em 1796, estilos fortemente influenciados pelo neoclássico ainda eram muito novos na Inglaterra.) Observe a única pena vertical saindo do cabelo da mulher de 1796.
2. "Tippies of 1796", uma paródia altamente estilizada que caricatura cocares de penas femininos e calças justas de dândis, entre outras coisas.
3. "Senhoras parisienses em seus vestidos completos de inverno", uma caricatura exagerada de Isaac Cruikshank dos estilos supostamente excessivamente diáfanos usados na Paris do final dos anos 1790.
4. "Uma invasão francesa no vestido da moda de 1798", caricatura britânica, também mostrando calças justas, perucas e decote quadrado.

### Império (1800–1815)

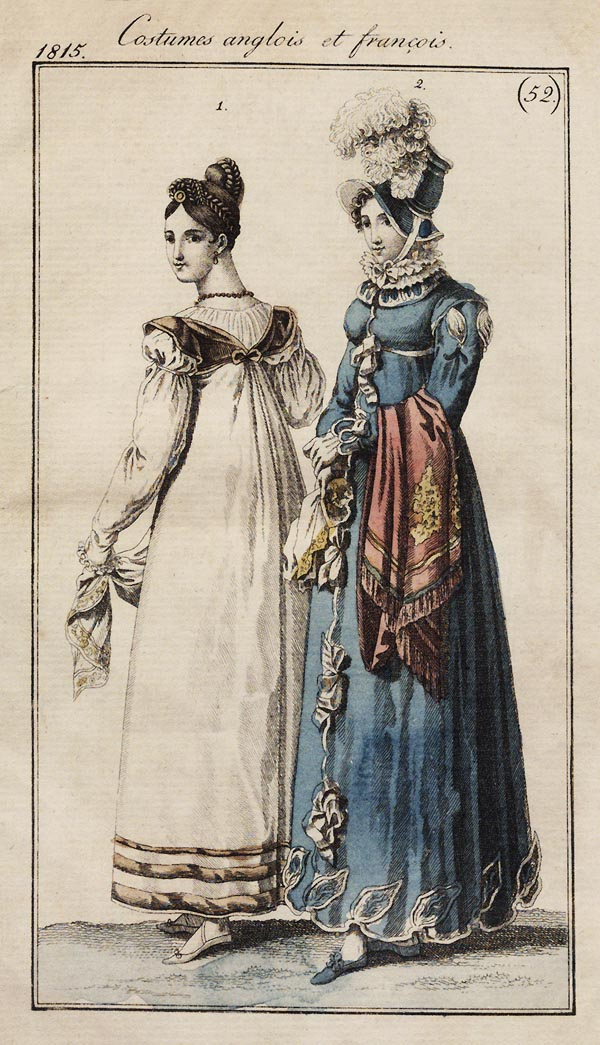
Modas inglesas e francesas, 1815. O vestido de manhã tem franzidos nas costas e mangas compridas, e como o traje de passeio, tem caimento na bainha e novo detalhe na manga superior.

Durante as primeiras duas décadas do século XIX (1800-1810), a moda continuou a seguir a silhueta básica do império de cintura alta, mas em outros aspectos, as influências neoclássicas se diluíram progressivamente. Os vestidos continuavam estreitos na frente, mas a cintura alta e alta dava espaço para andar. Cores diferentes do branco entraram em moda, a moda para tecidos externos diáfanos desbotou (exceto em certos contextos formais), e alguns elementos de ornamentação obviamente visível voltaram a ser usados no design do vestido (em oposição à simplicidade elegante ou branco sutil-Bordado em branco de cerca de 1800).

#### Galeria Império

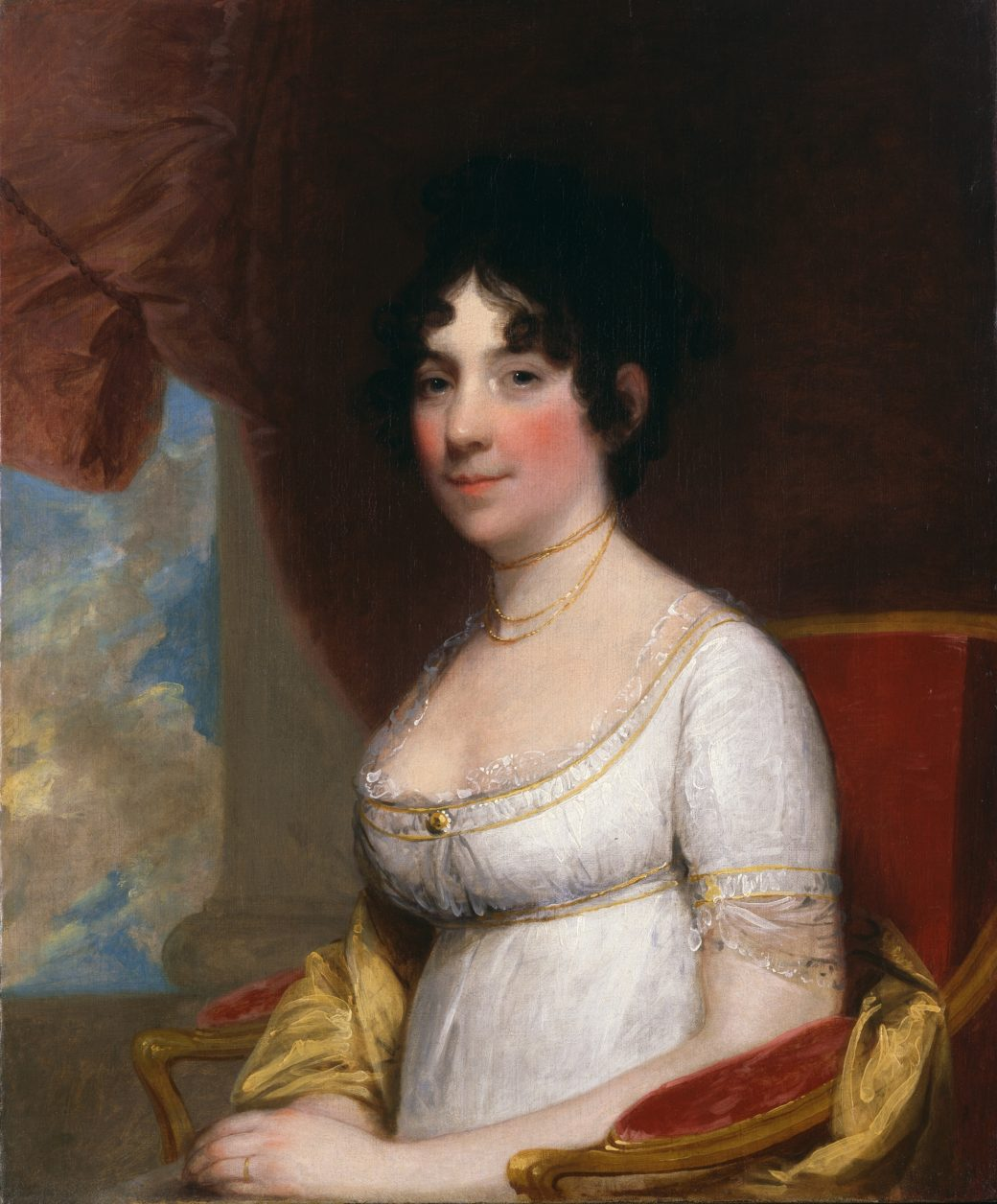
1 - 1804
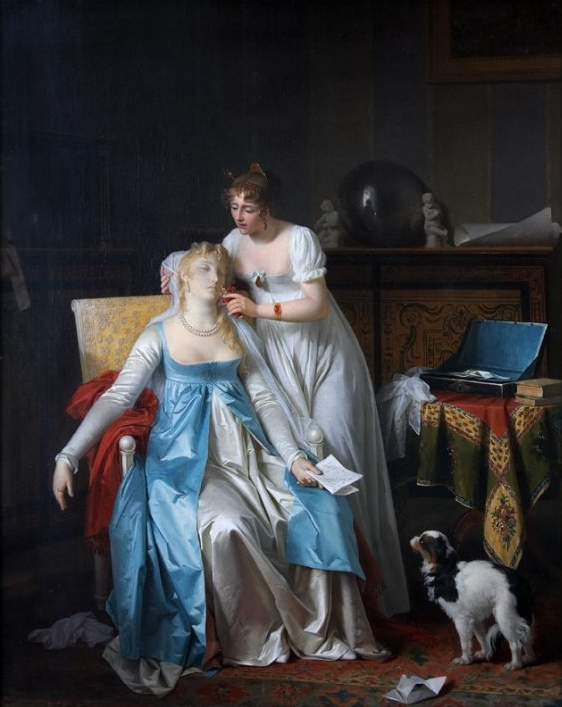
2 - 1804
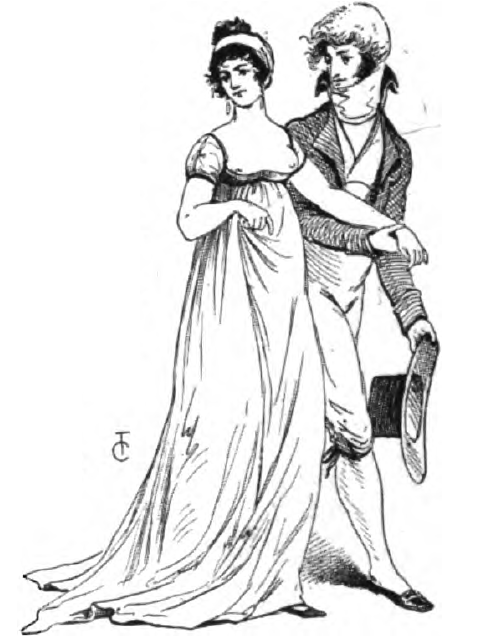
3 - 1804
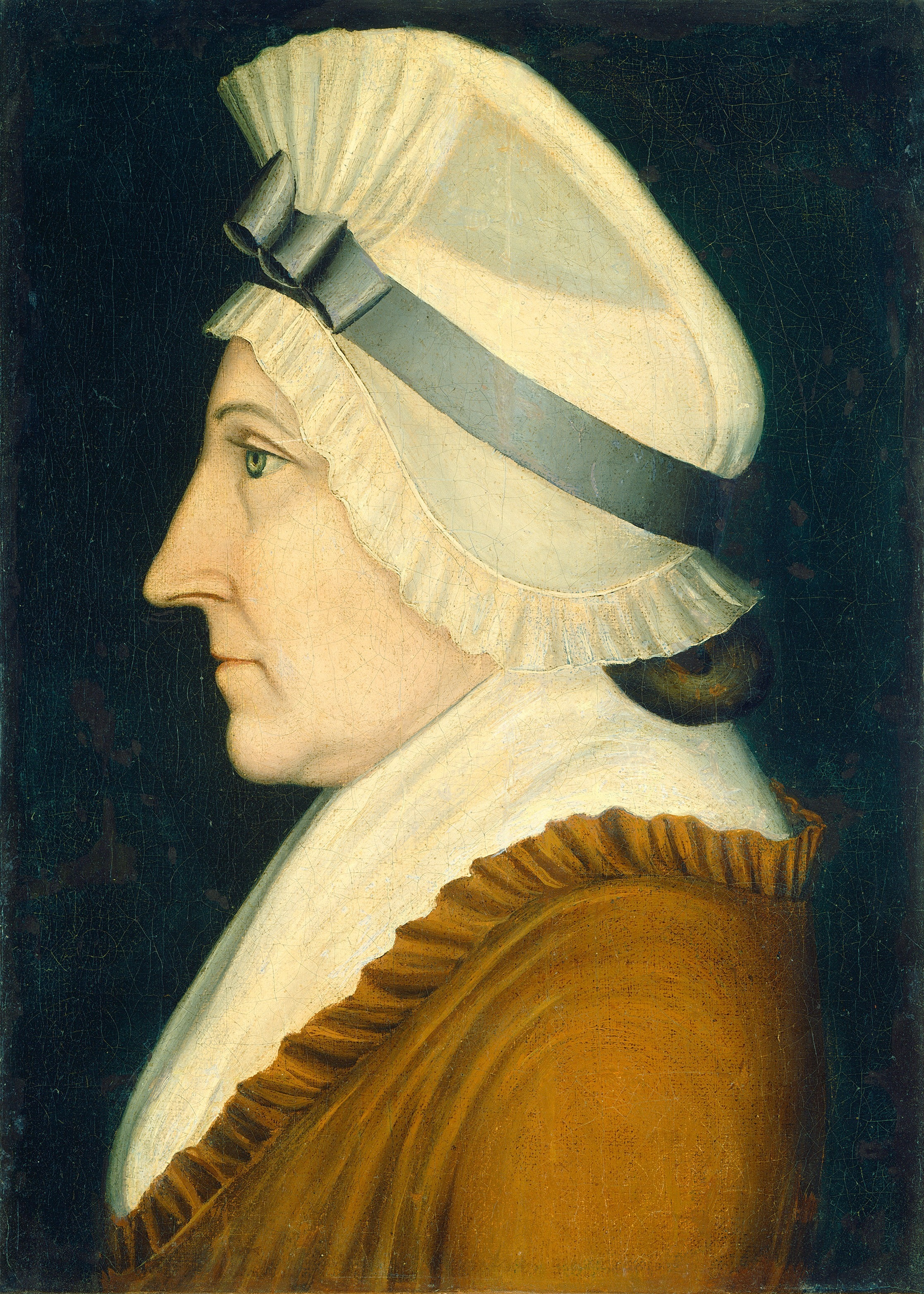
4 - c. 1805
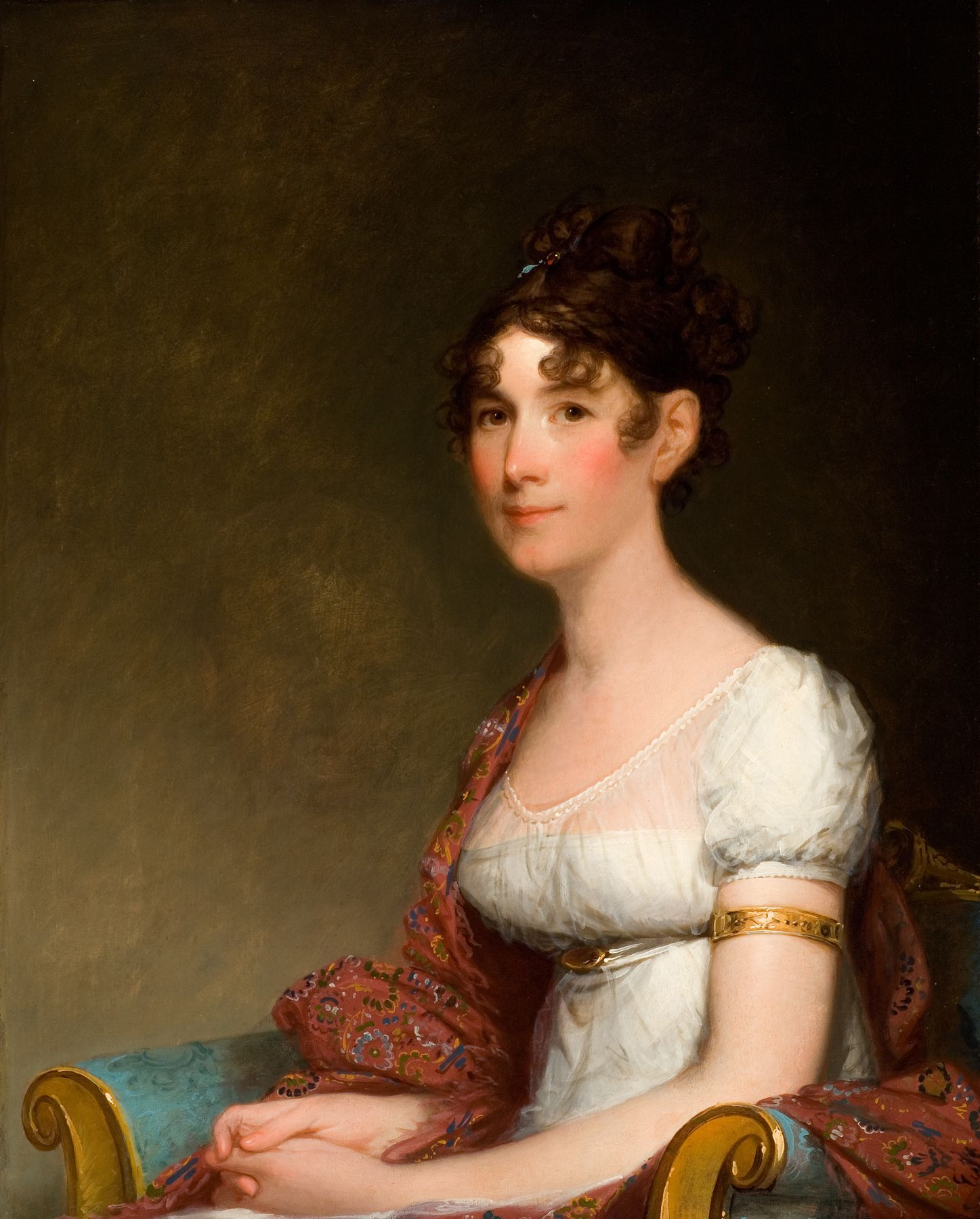
5 - 1809
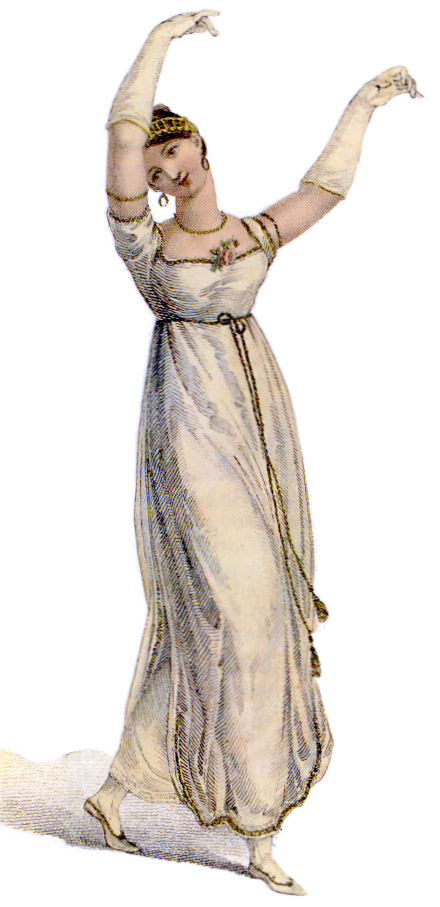
6 - 1809
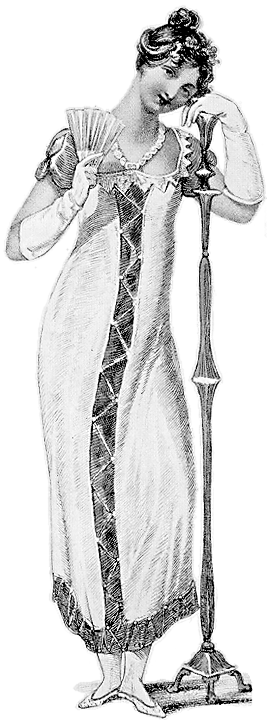
7 - 1810
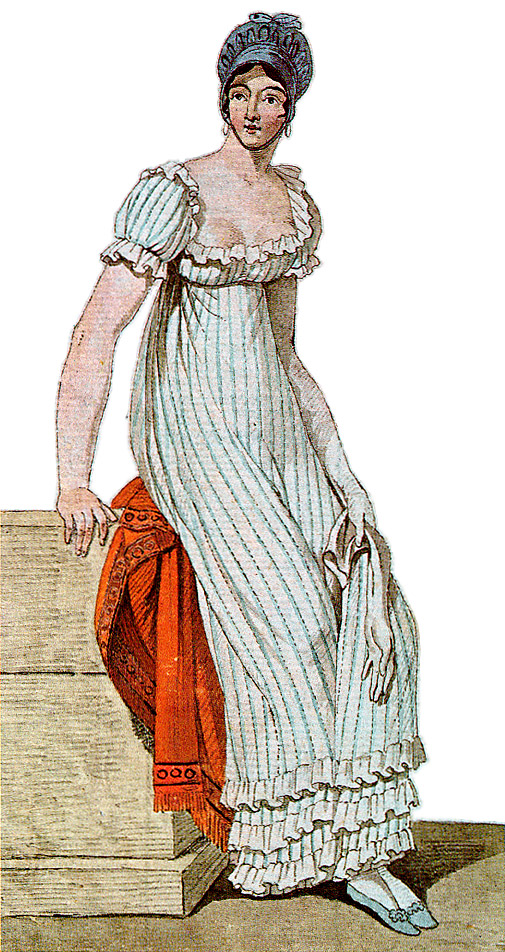
8 - 1810
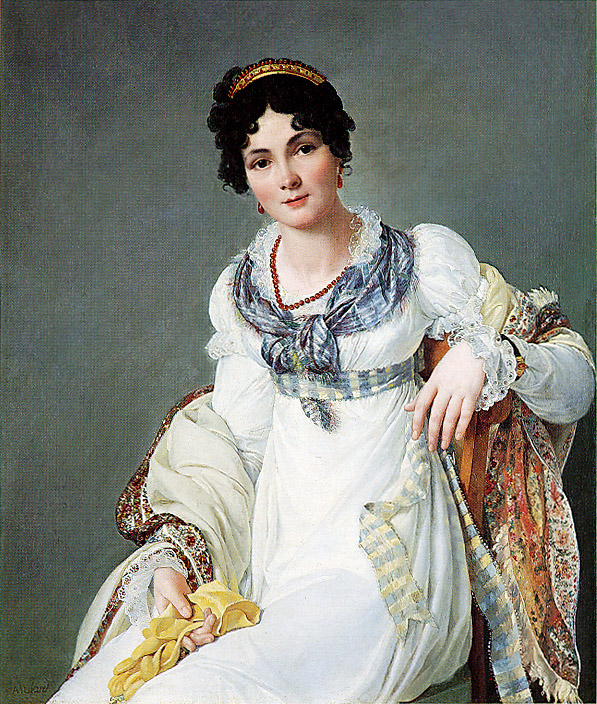
9 - 1810
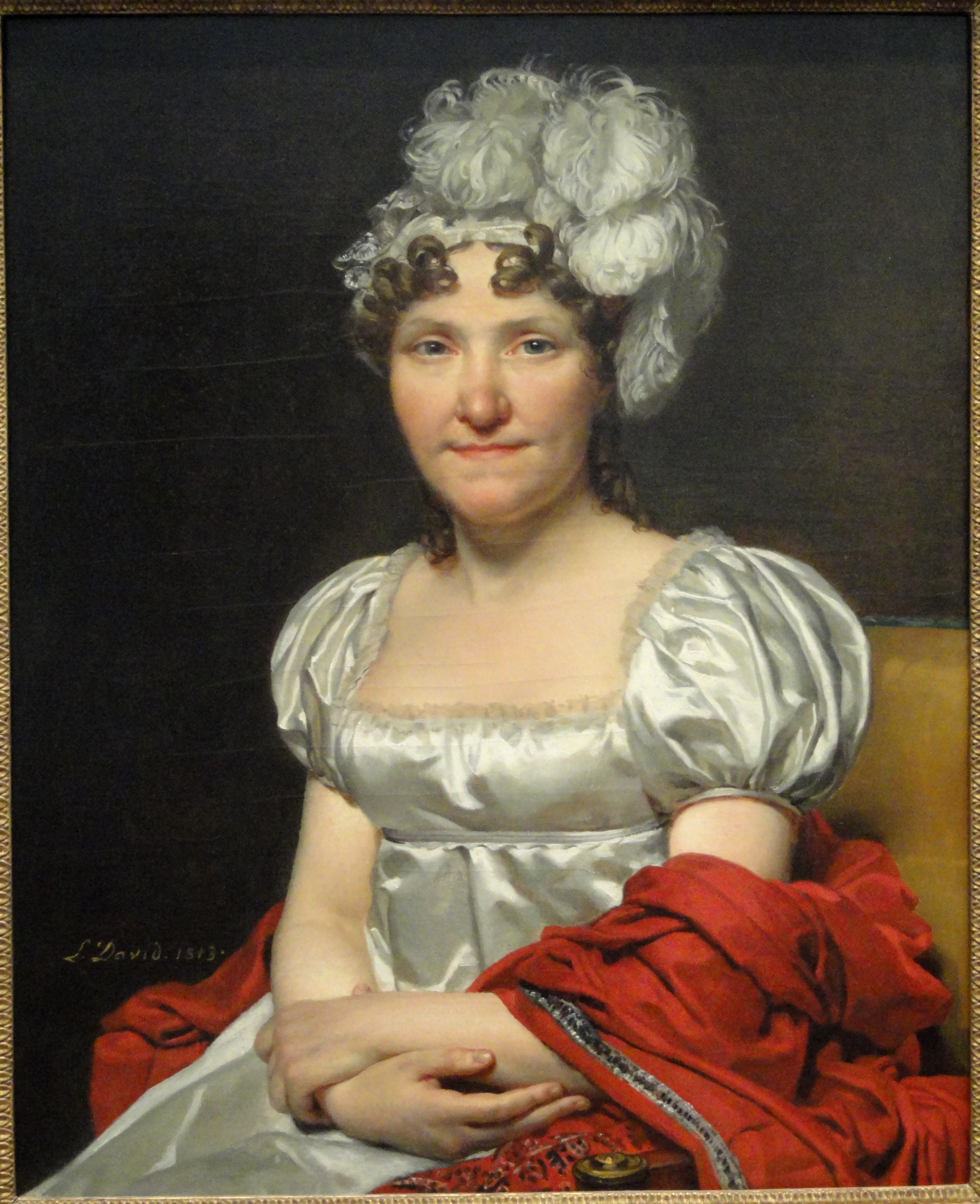
10 - 1813

1. Dolley Madison usa um vestido rosa claro de manga curta com cintura alta. Ela também usa um colar de corrente fina, um xale dourado e seu cabelo é feito em um coque com ondas soltas; a simplicidade, mas elegância, de seu traje, é típica da época.
2. Pintura francesa de 1804 por Marguerite Gérard mostrando dois vestidos diferentes, um mais elaborado que o outro. Observe o decote baixo, então na moda.
3. Moda de Paris de 1804. Observe o decote ainda mais generoso.
4. Moda conservadora: Toucado de c. 1805 é pregueado na frente e tem uma aba estreita com babados que se alarga para cobrir as orelhas. América.
5. Sra. Harrison Gray Otis usa um vestido com uma camada superior transparente sobre um forro parcial e um xale estampado. Ela usa um bracelete de ouro no braço esquerdo. Seu cabelo é penteado em ondas soltas nas têmporas e sobre as orelhas. Massachusetts, 1809.
6. Vestido de noite de 1809 usado com luvas até os cotovelos .
7. Vestido noturno de 1810, mostrado com luvas até os cotovelos.
8. Esboço de 1810 de uma mulher com chapéu "Schute" e vestido listrado de azul com babados.
9. Retrato de uma mulher por Henri Mulard, ca. 1810.
10. Marguerite-Charlotte David usa um vestido de noite simples de cetim branco e o xale onipresente. Seu cocar é enfeitado com plumas de avestruz.

##### Caricaturas

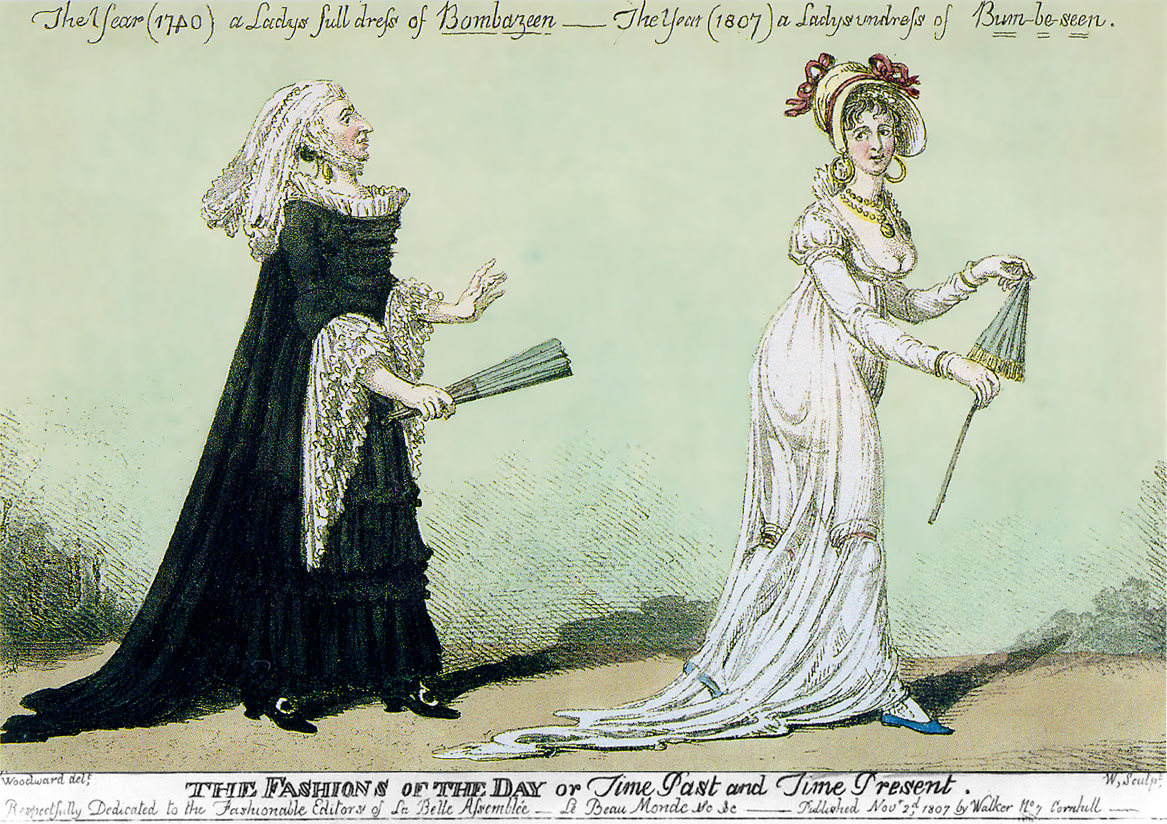
1 - 1807
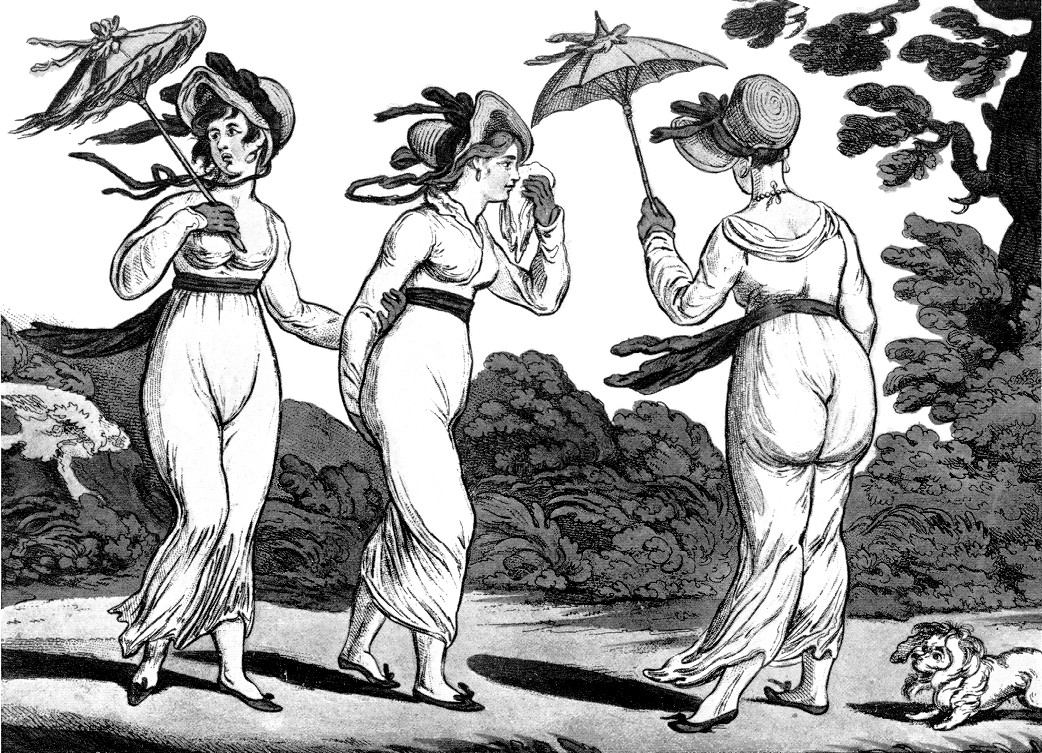
2 - 1810

1. "As modas do dia, ou tempo passado e presente", uma caricatura que pretendia mostrar o caráter provocador e revelador da moda de 1807 em comparação com a do século XVIII (exagerando deliberadamente o contraste).
2. "Três graças em um vento forte", caricatura de 1810 por Gillray . Uma sátira de vestidos justos usados com poucas camadas de anáguas por baixo.

### Galeria da Regência (1815–1820)
Essa era marcou a perda de qualquer estilo neoclássico e pseudo-grego persistente no vestuário feminino. Esse declínio foi especialmente evidente na França devido à repressão do imperador Napoleão ao comércio dos tecidos usados nas vestes neoclássicas. Embora as cinturas ainda estivessem altas, estavam começando a cair ligeiramente. Decoração maior e mais abundante, principalmente perto da bainha e decote, prenunciam maior extravagância nos próximos anos. Mais anáguas estavam sendo usadas e uma saia mais rígida e em formato de cone tornou-se popular. A rigidez pode ser complementada por camadas de babados e pregas na bainha, bem como anáguas com cordões ou babados. As mangas começaram a ser puxadas, amarradas e apertadas de maneiras mais influenciadas pelos estilos romântico e gótico do que pelo neoclássico. Chapéus e penteados de cabelo ficaram mais elaborados e aparados, subindo mais altos para equilibrar as saias mais largas.

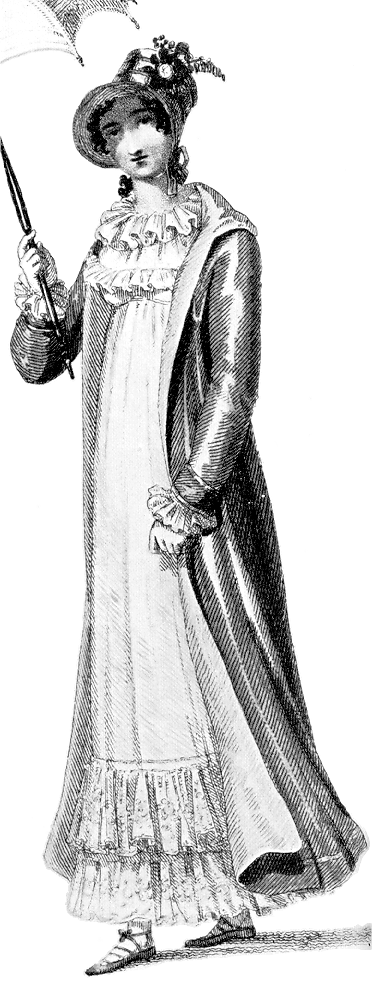
1 - 1815
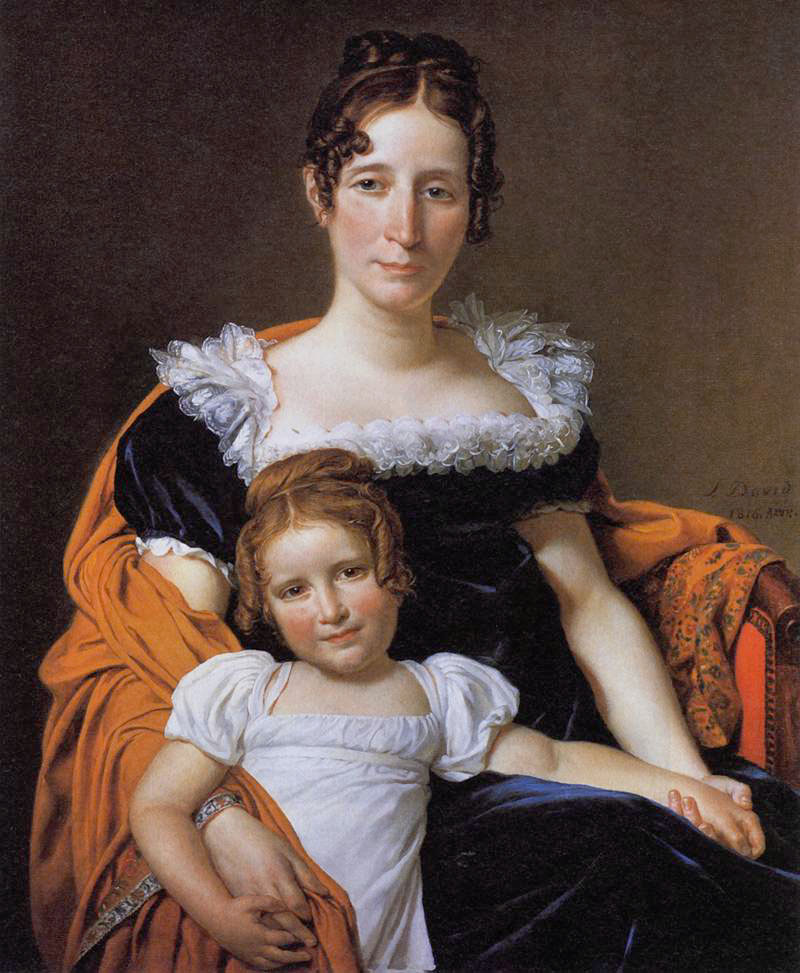
2 - 1816
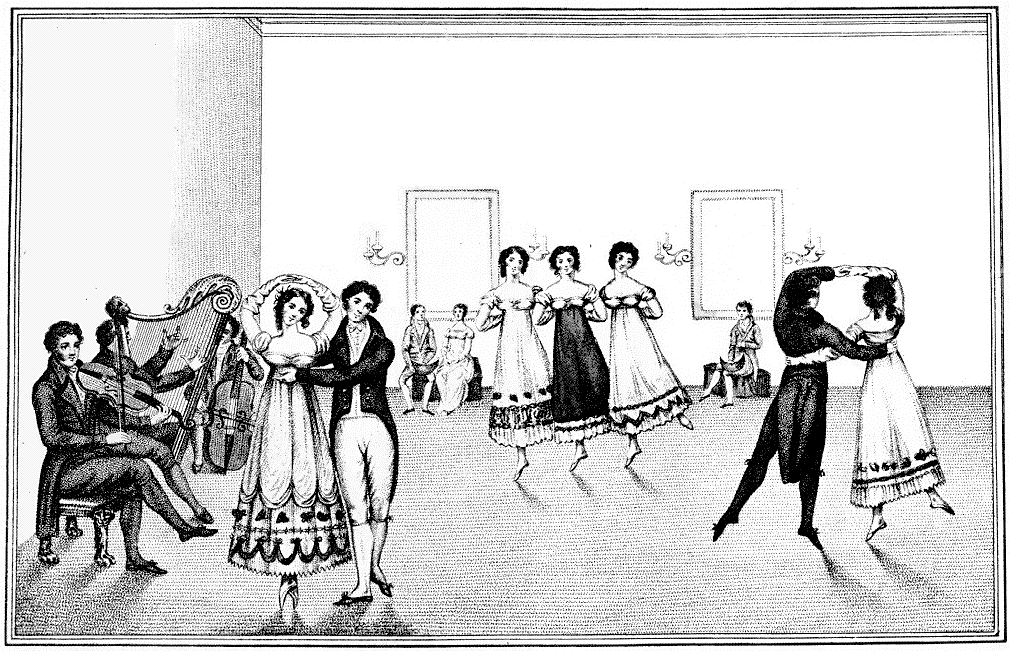
3 - 1817
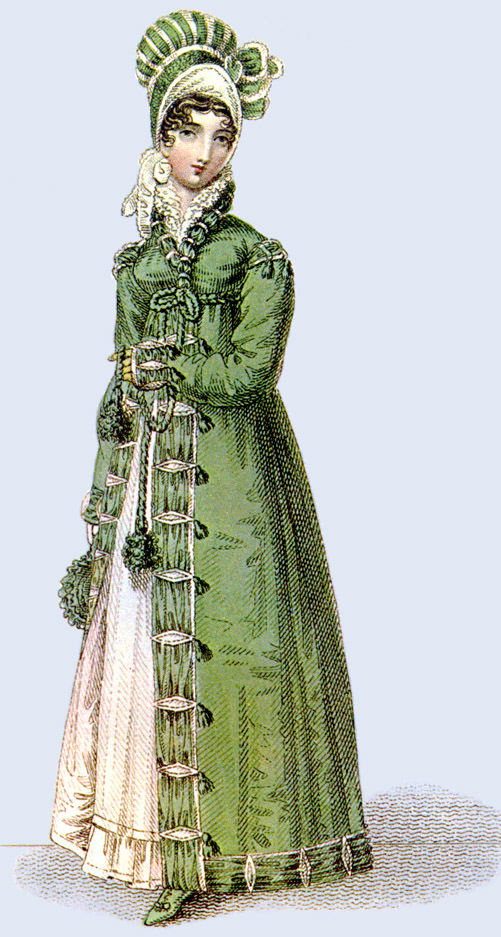
4 - 1817
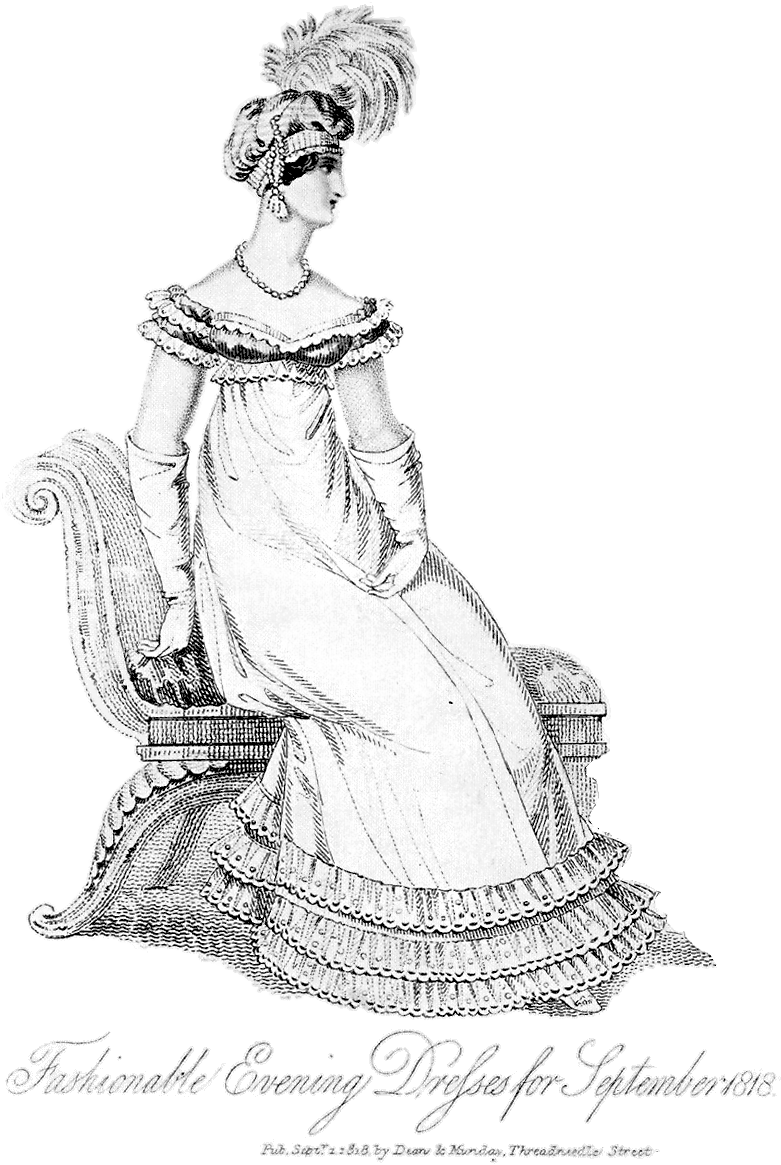
5 - 1818
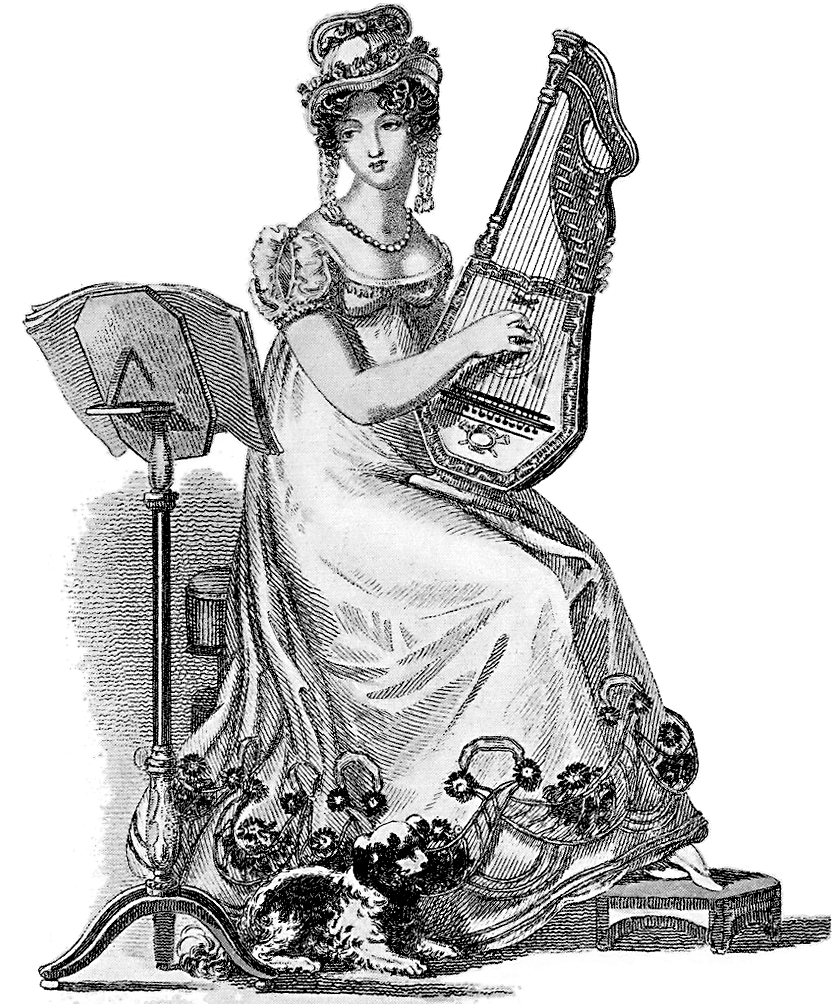
6 - 1819
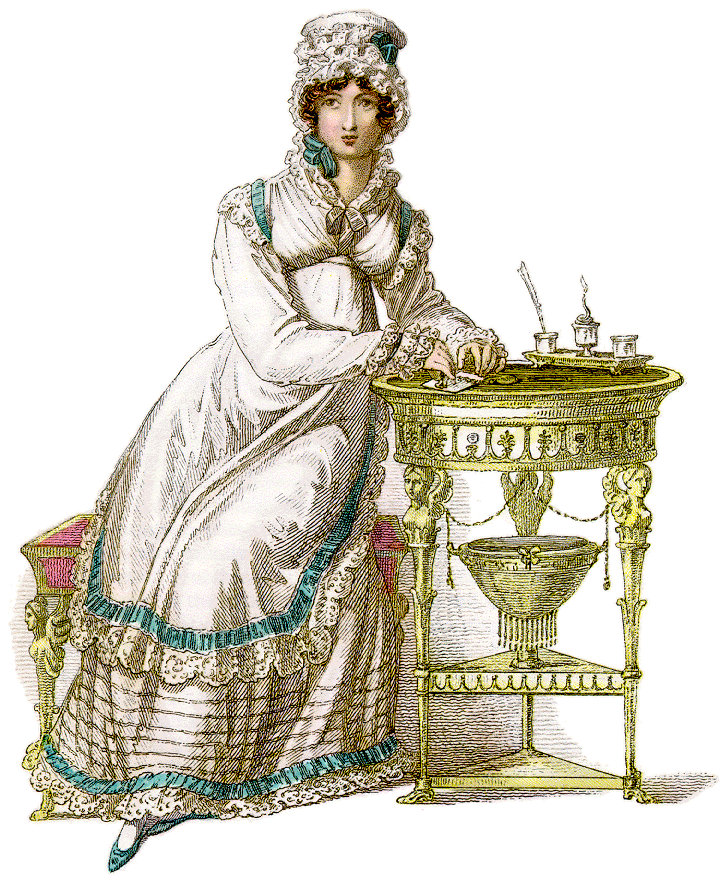
7 - 1819

1. Traje de caminhada de 1815
2. A condessa Vilain e sua filha têm os cabelos repartidos na parte da frente, com cachos apertados em cada orelha; o cabelo das costas é penteado para trás em um coque. 1816.
3. Ilustração de dança de 1817, mostrando o início da tendência para uma silhueta cônica.
4. O traje de caminhada de 1817 é fortemente aparado e com borlas.
5. Mary Lodge usa a nova moda com cores ricas. Seu vestido de noite carmesim com babados no pescoço e nas mangas é usado com um xale marfim com uma ampla borda estampada de paisley, 1818.
6. Vestido de noite de 1819, com ornamentação na bainha.
7. Vestido de manhã (para ficar dentro de casa durante as manhãs e no início da tarde), 1819.

#### Caricatura

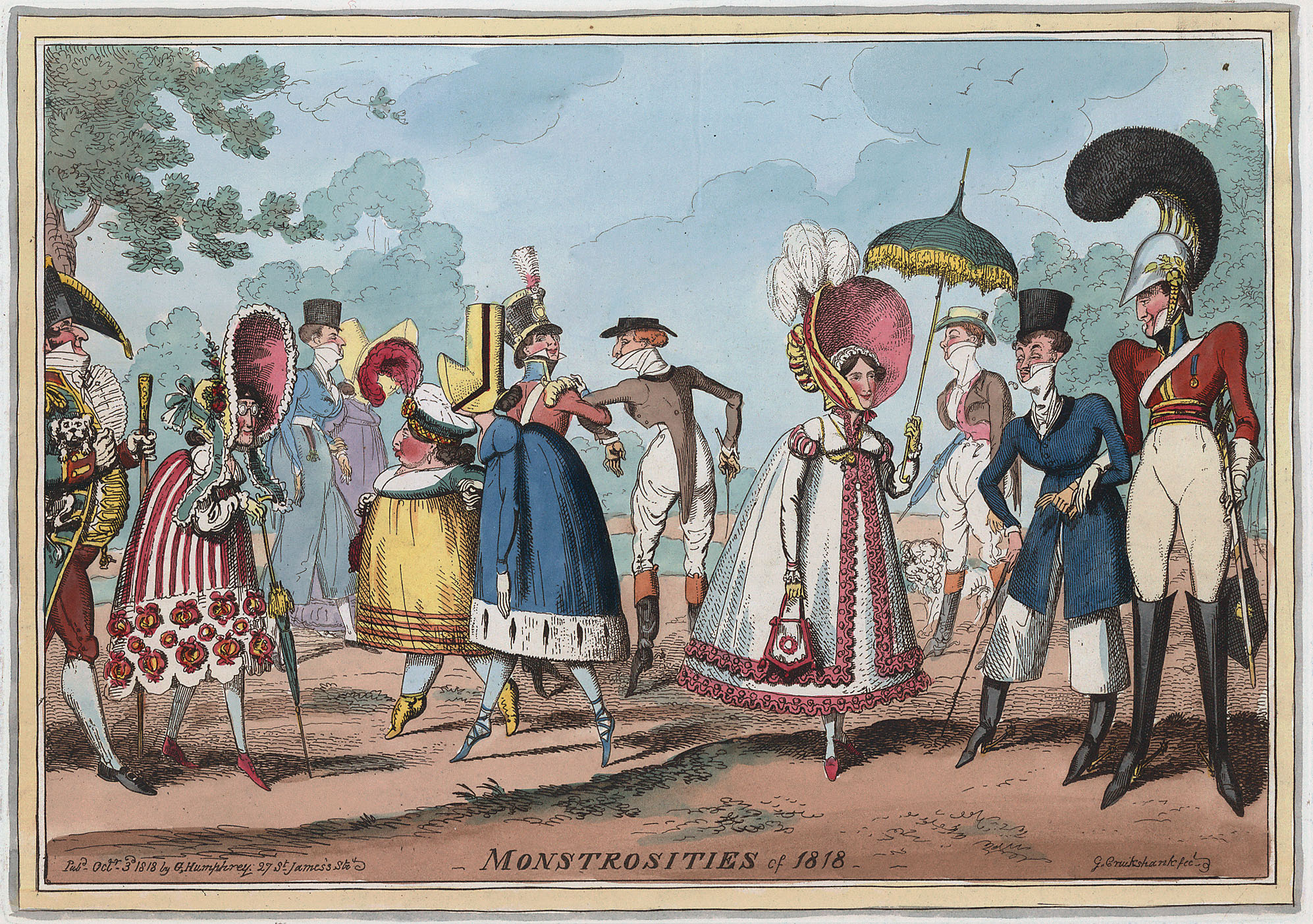
1 - 1818

1. "Monstrosidades de 1818", uma sátira feita por de George Cruikshank à tendência feminina para uma silhueta cônica, gravatas altas e dandismo masculinas.

### Moda russa

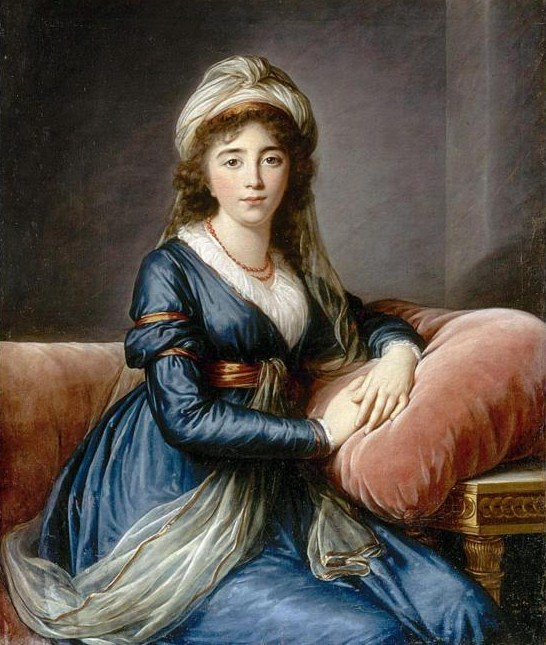
Rússia, 1796
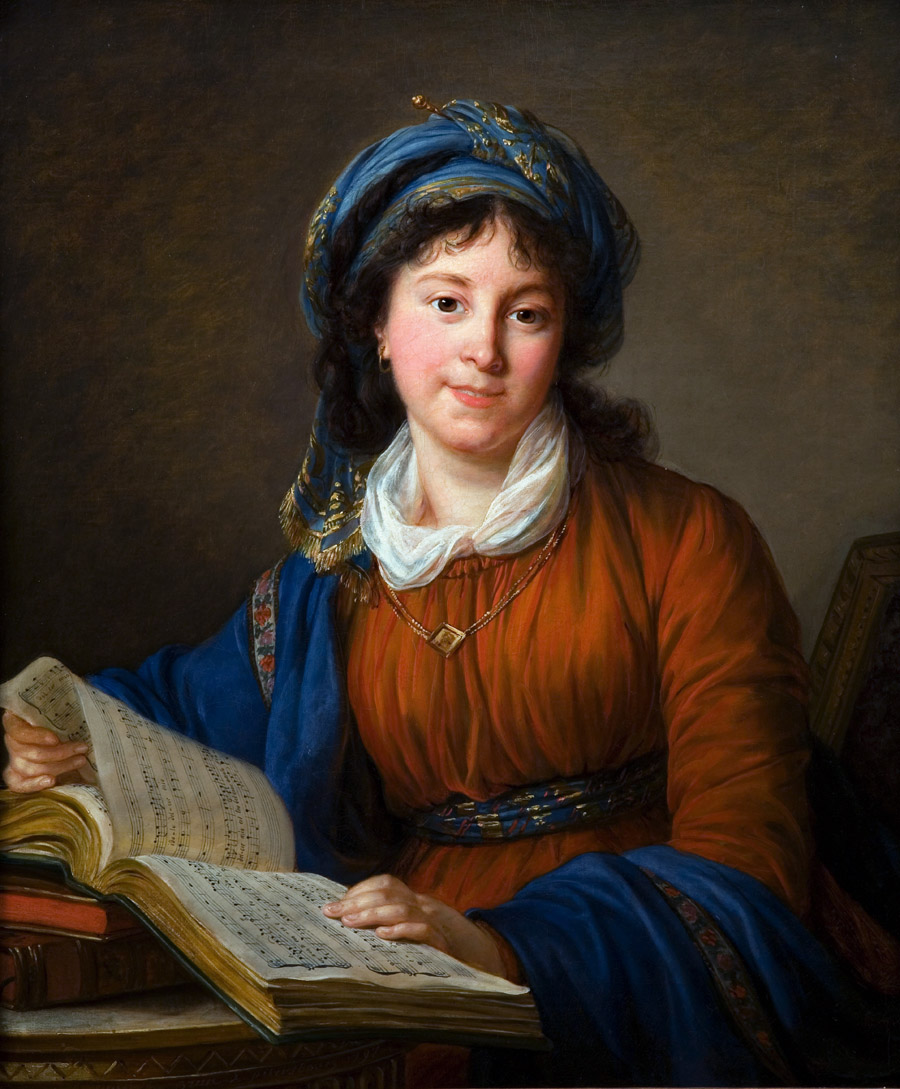
Rússia, 1797
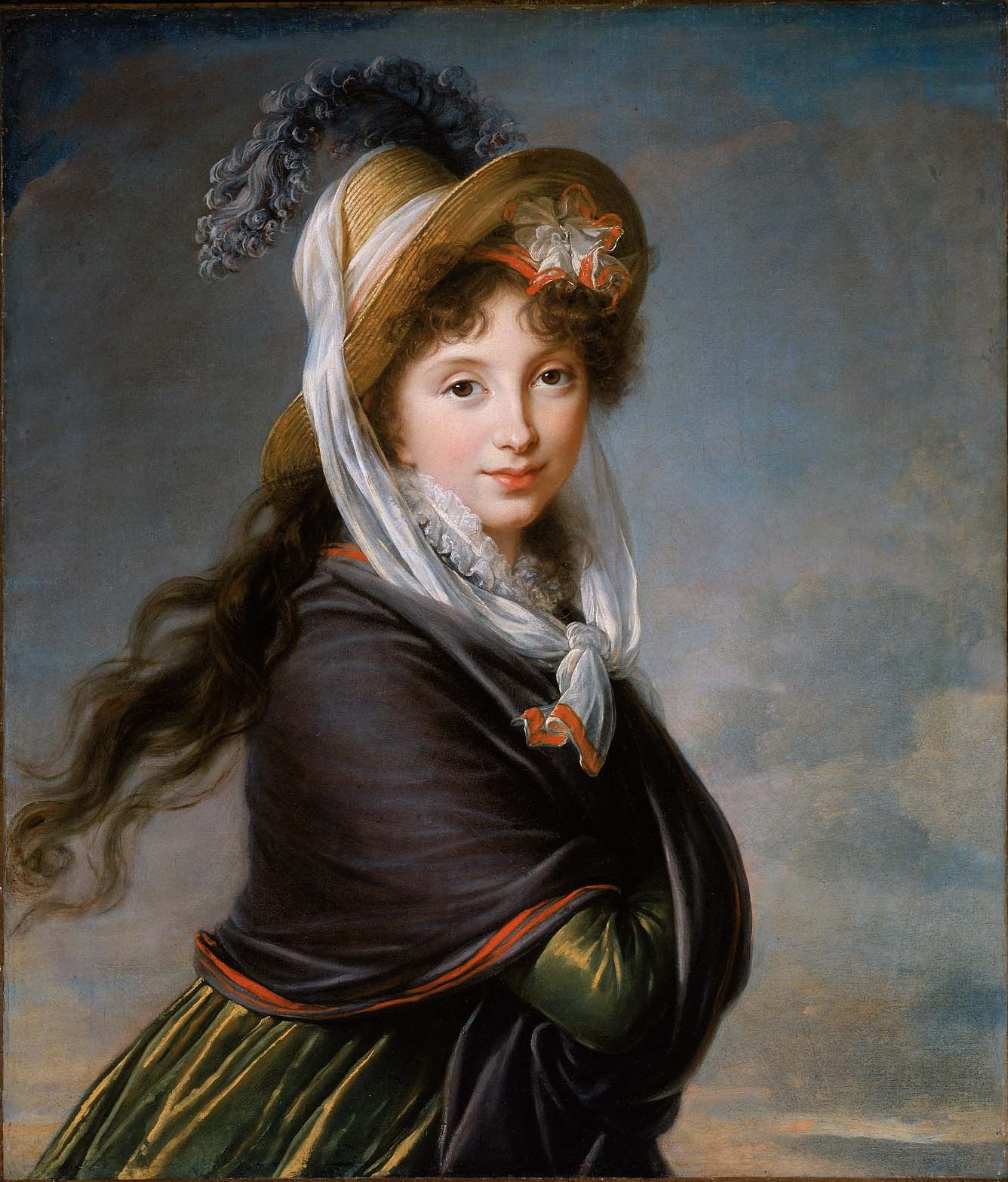
Rússia, 1797
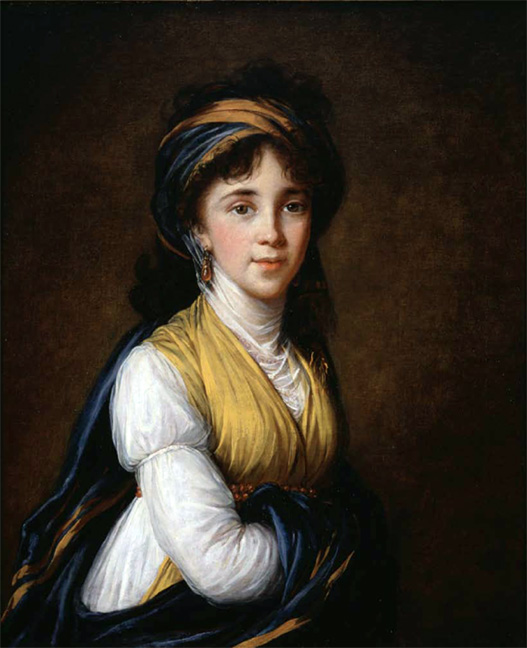
Rússia, 1798
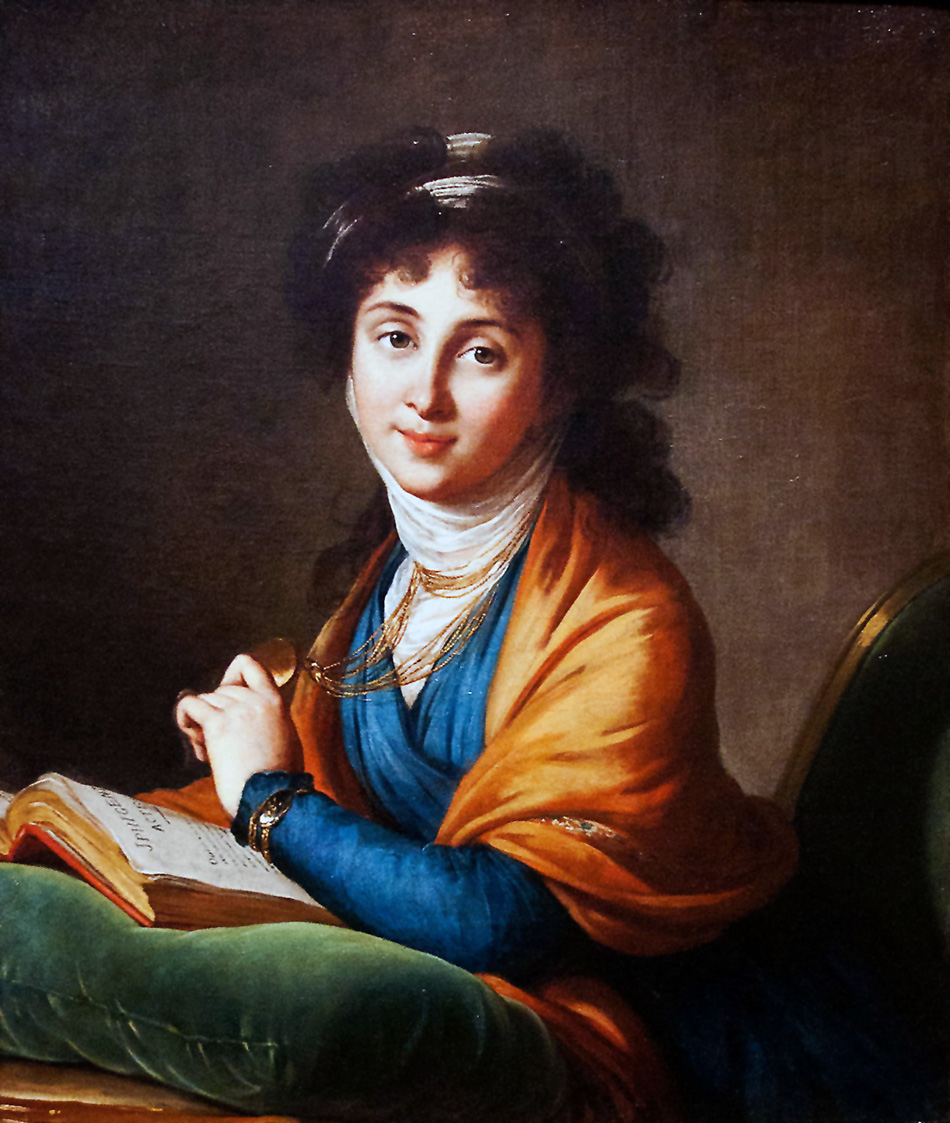
Rússia, 1799
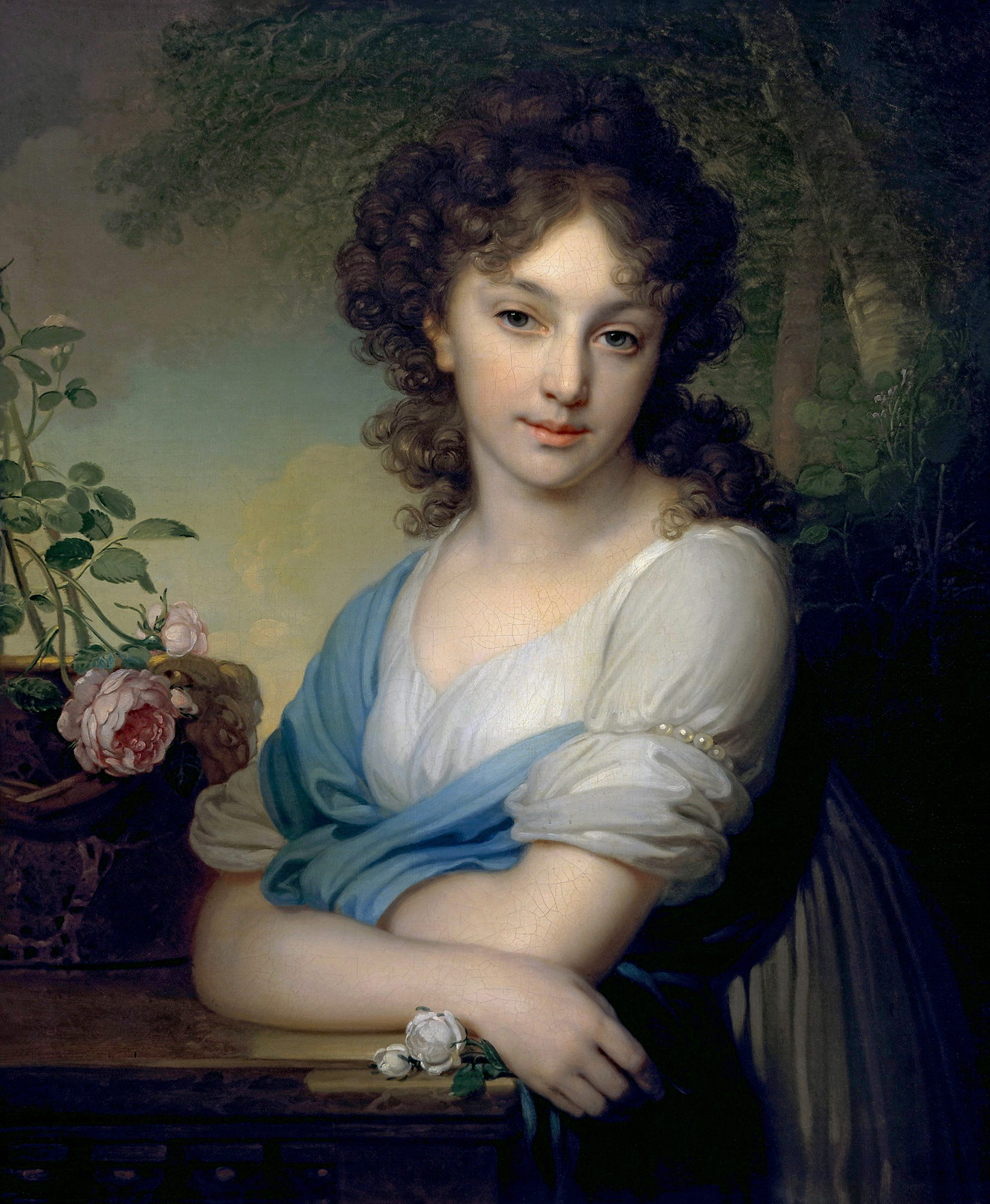
Rússia, 1799
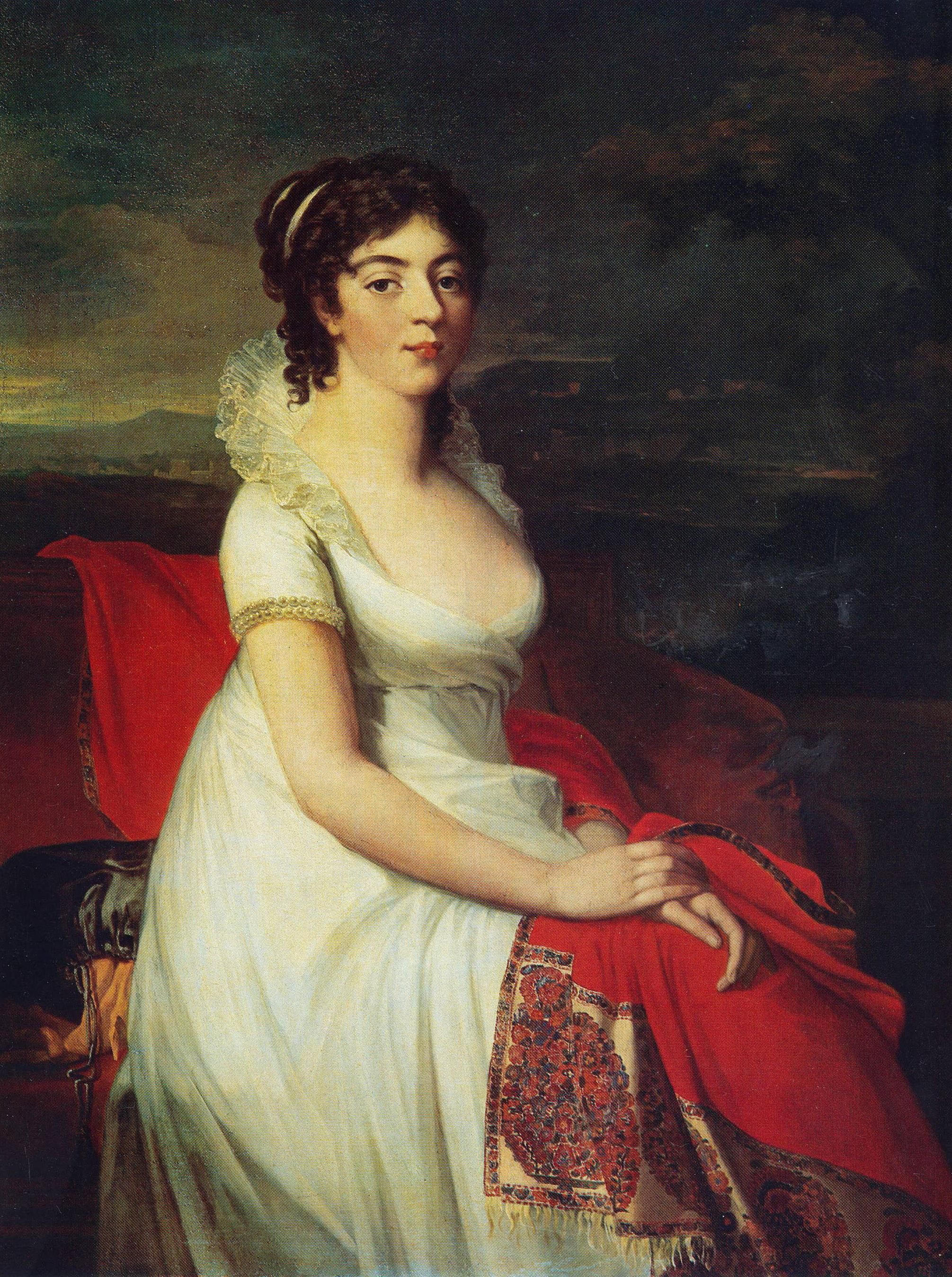
Rússia, 1806
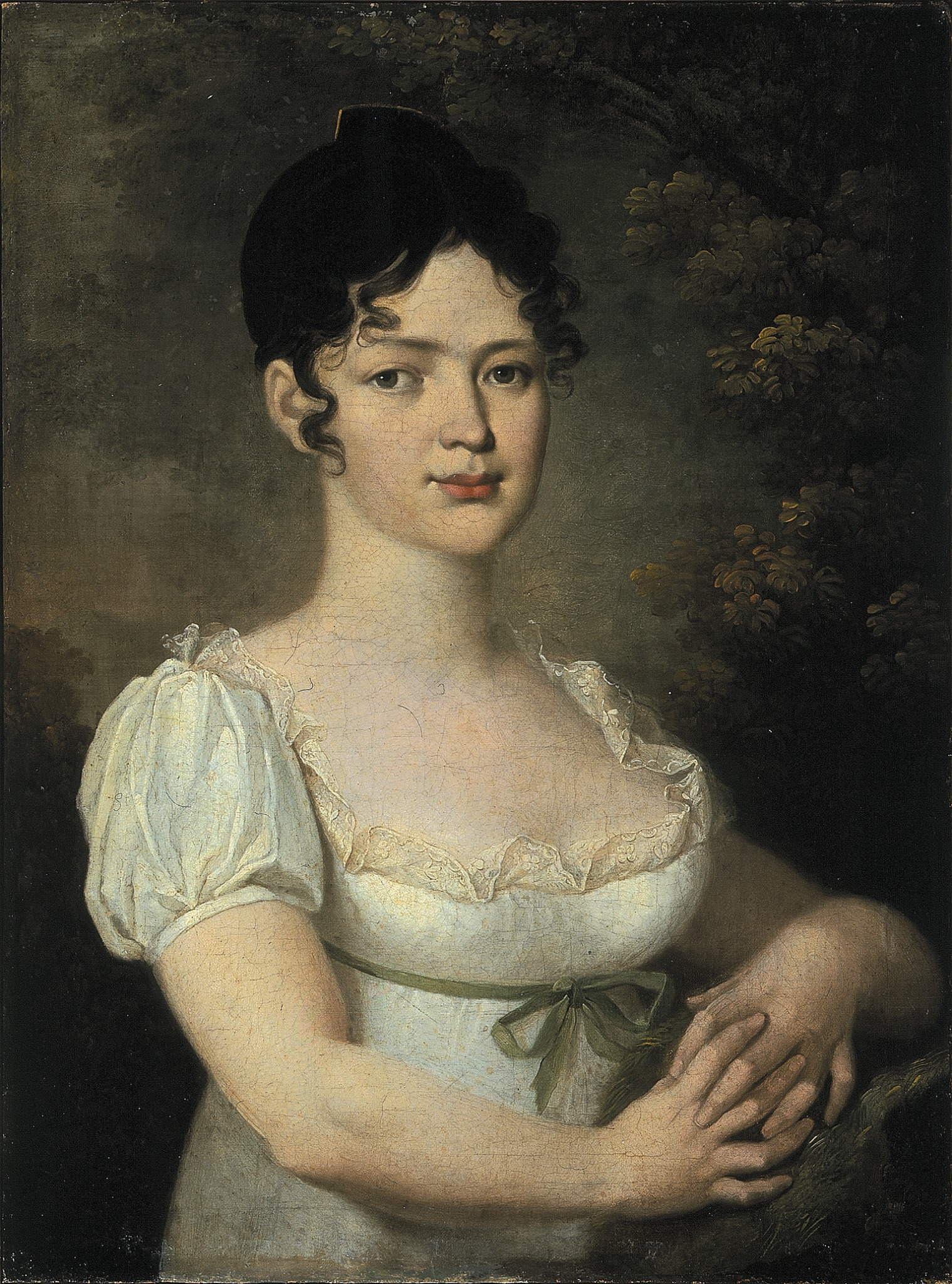
Rússia, 1809
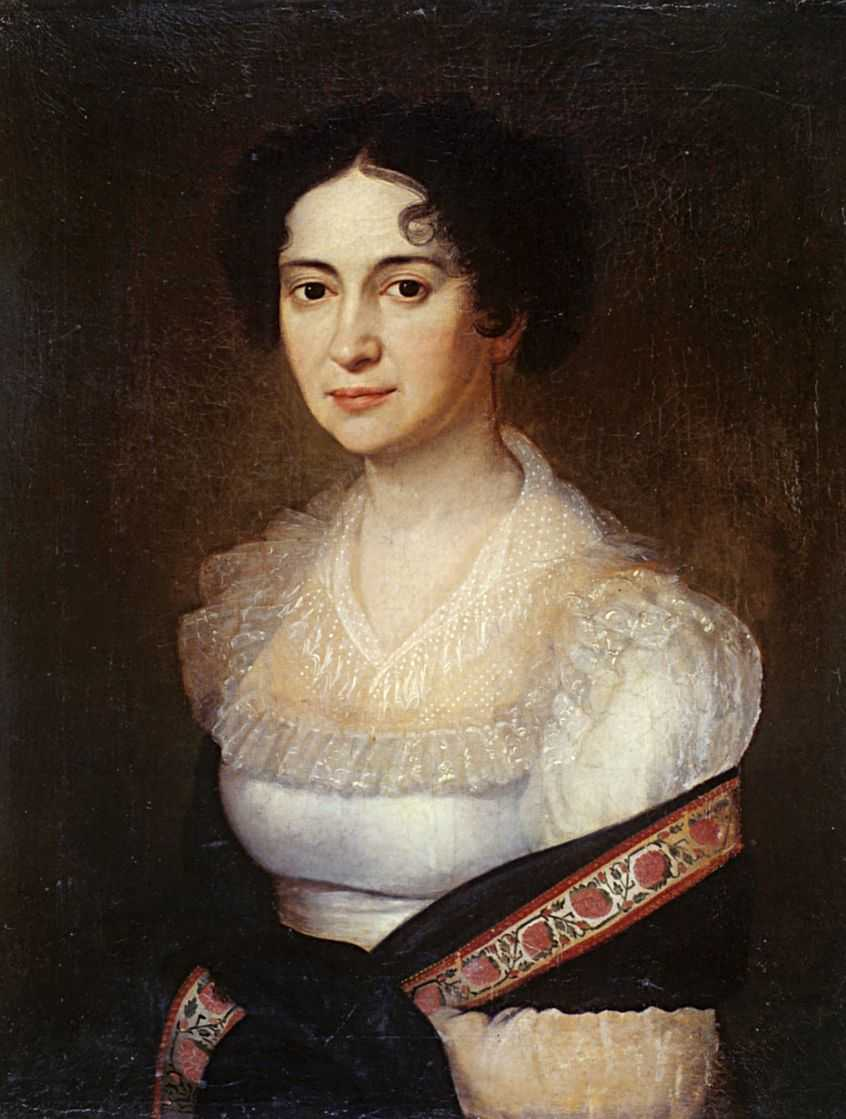
Rússia, 1810
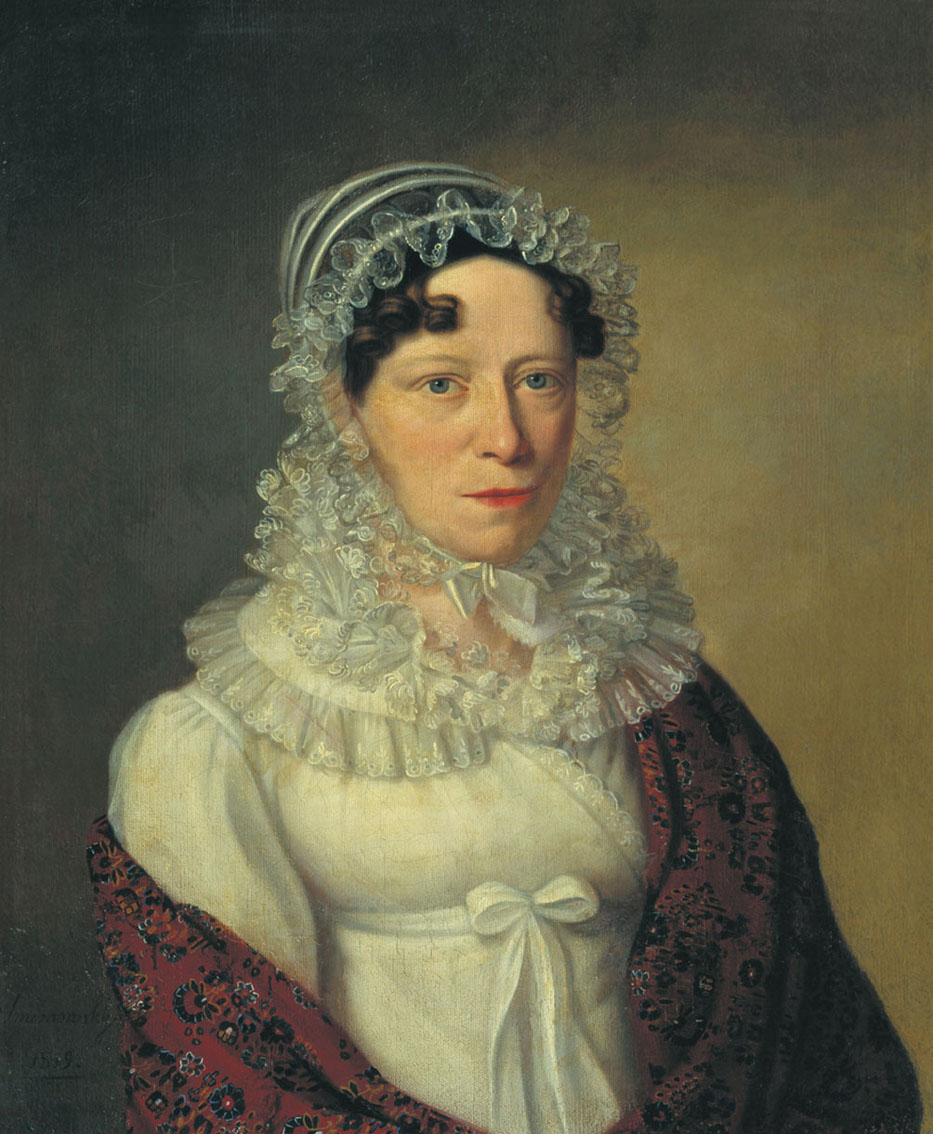
Rússia, 1819

### Moda espanhola

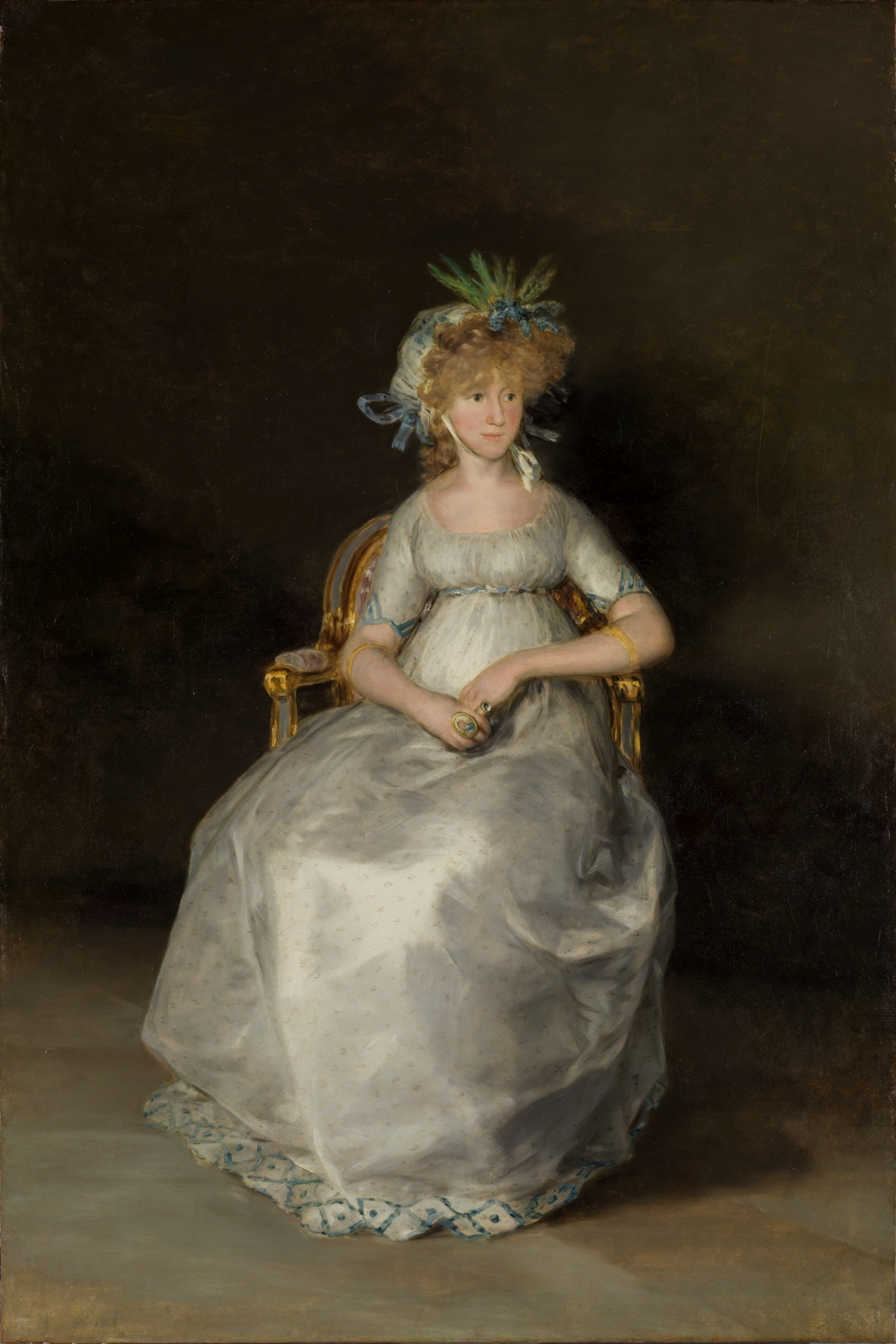
Espanha, 1800
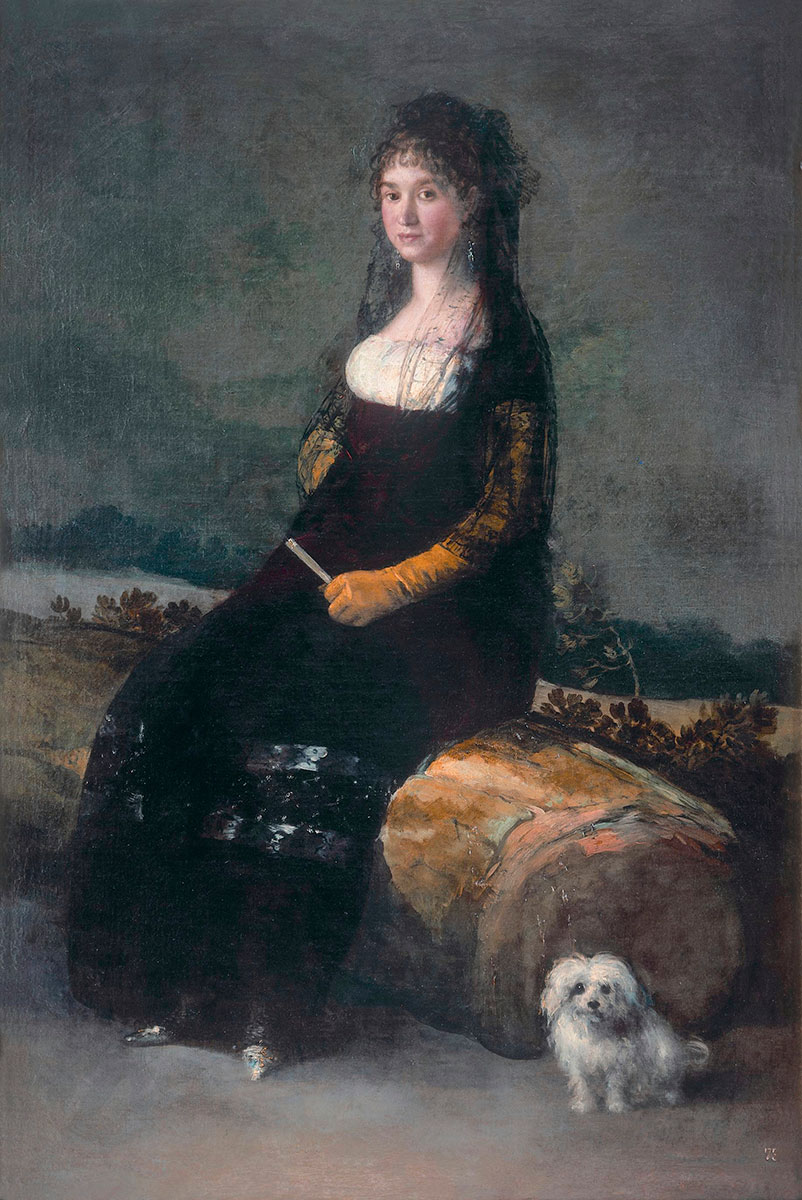
Espanha, 1802
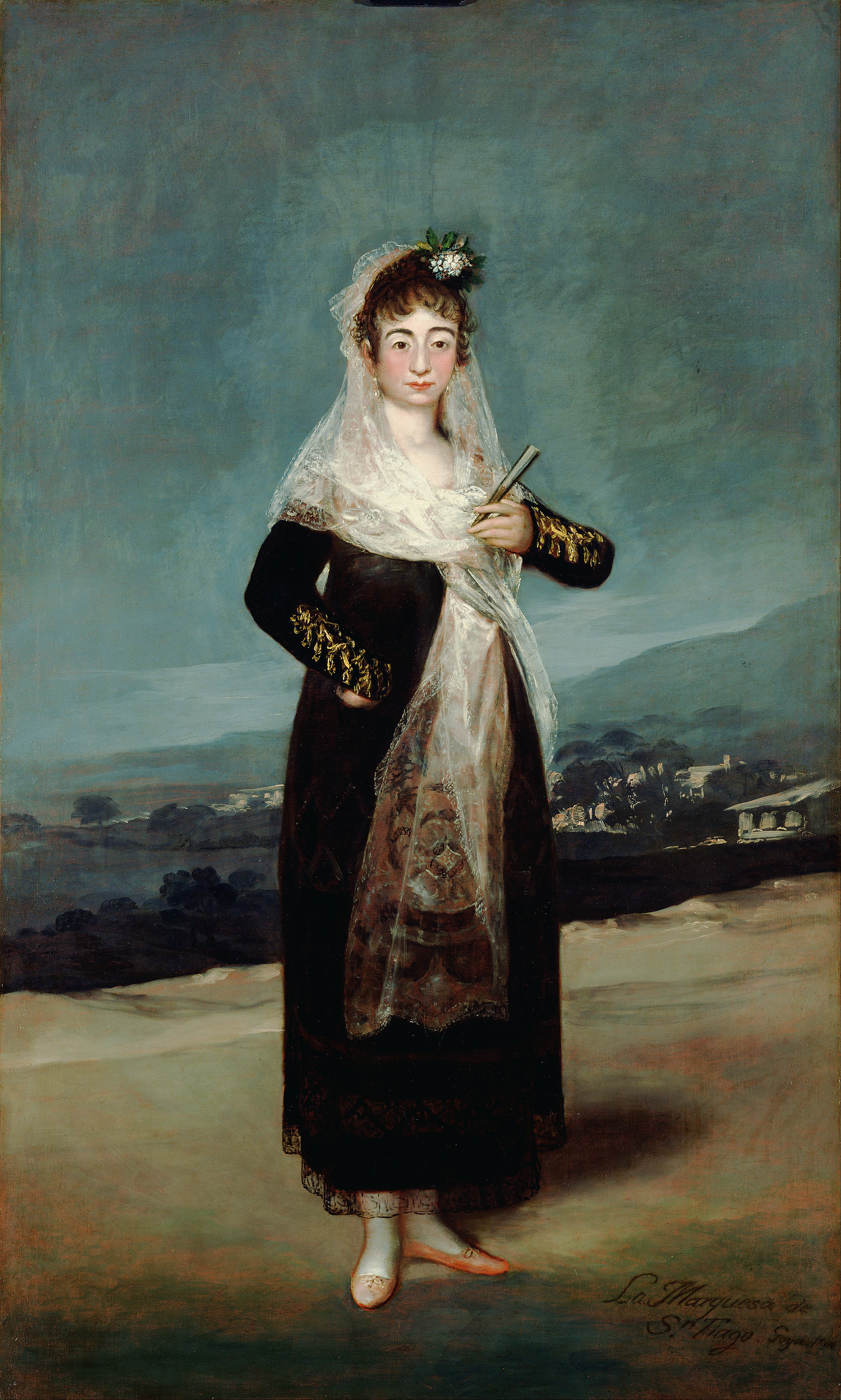
Espanha, 1804
Espanha, 1805
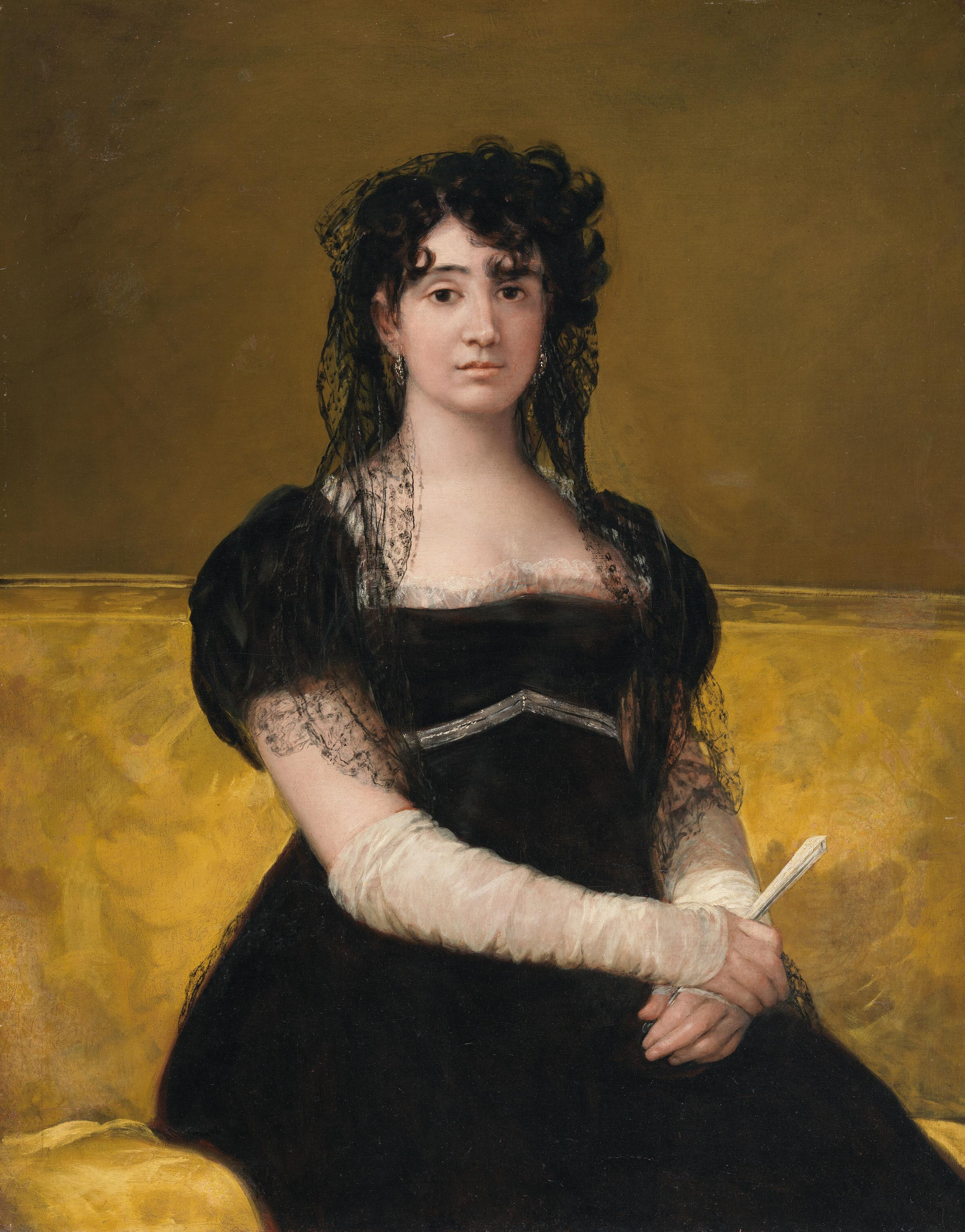
Espanha, 1805
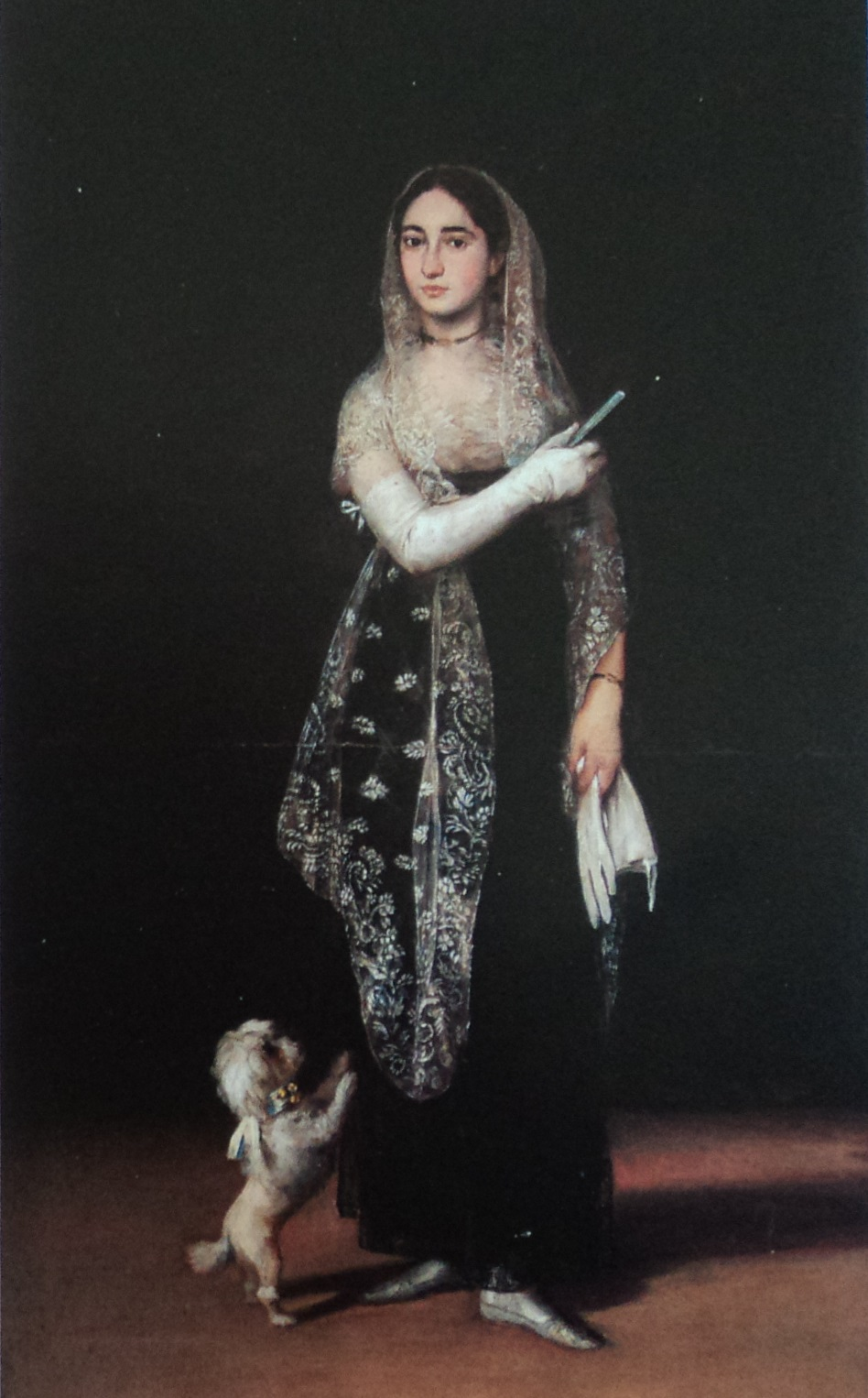
Espanha, 1805
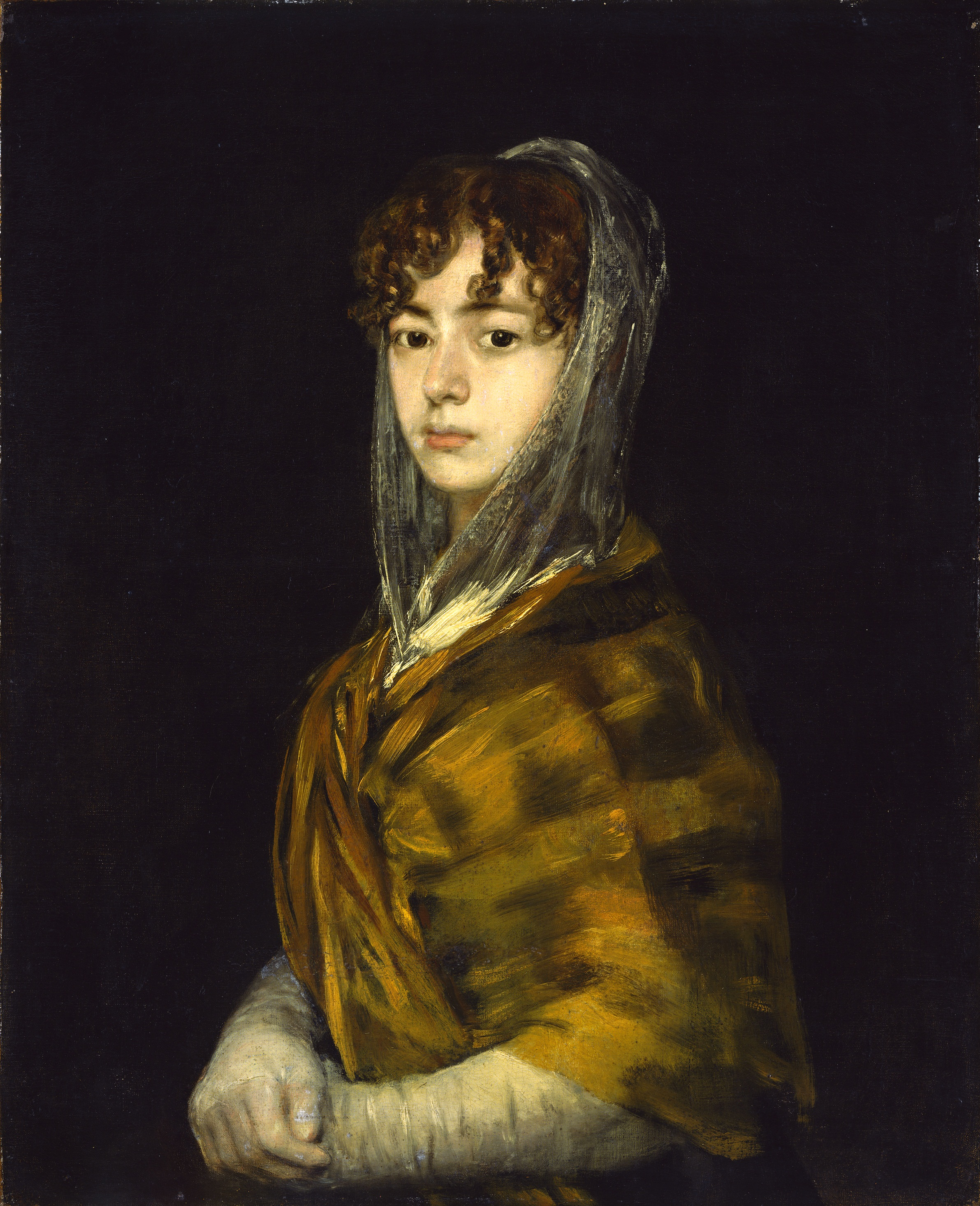
Espanha, 1806
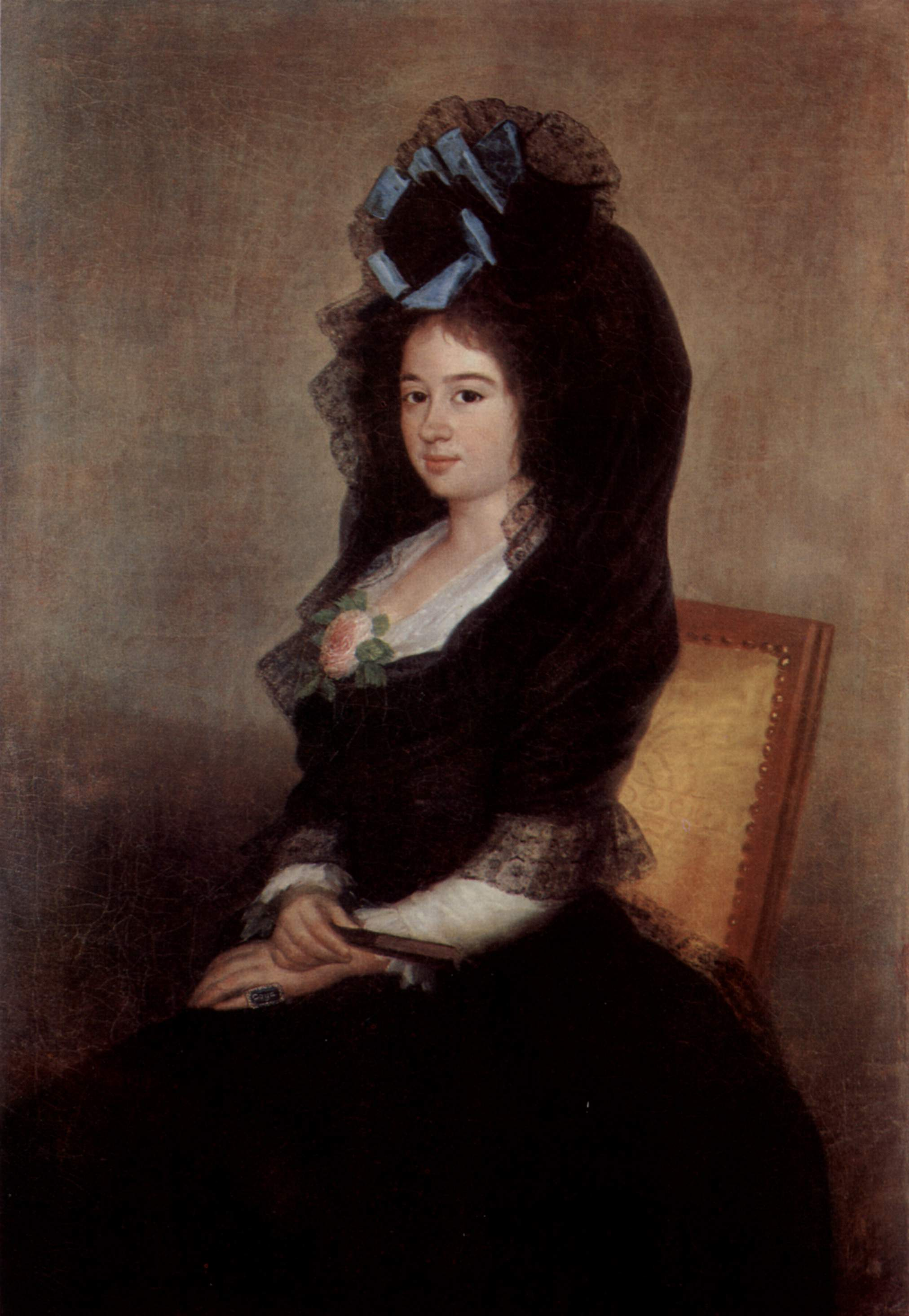
Espanha, 1810
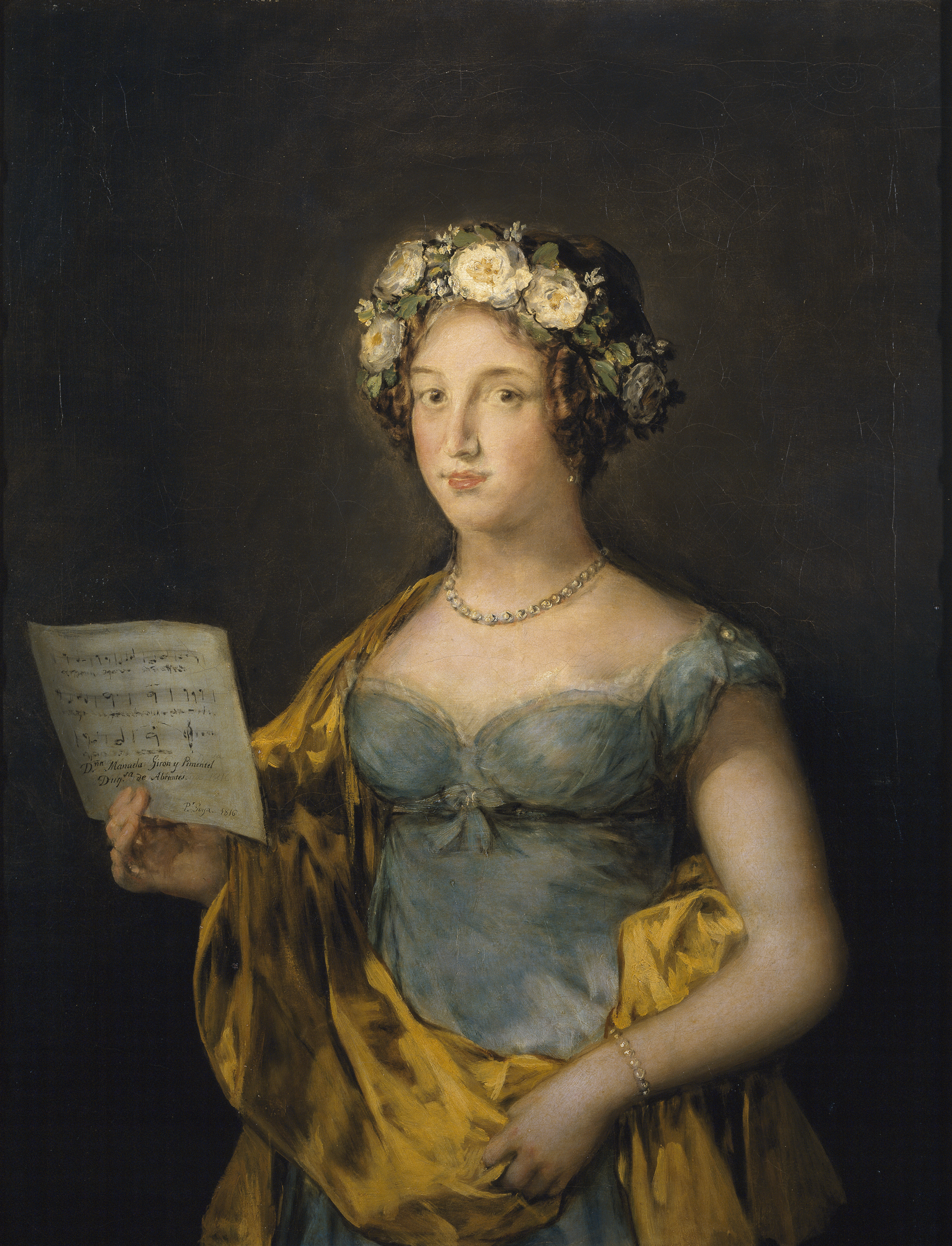
Espanha, 1816

## Moda masculina

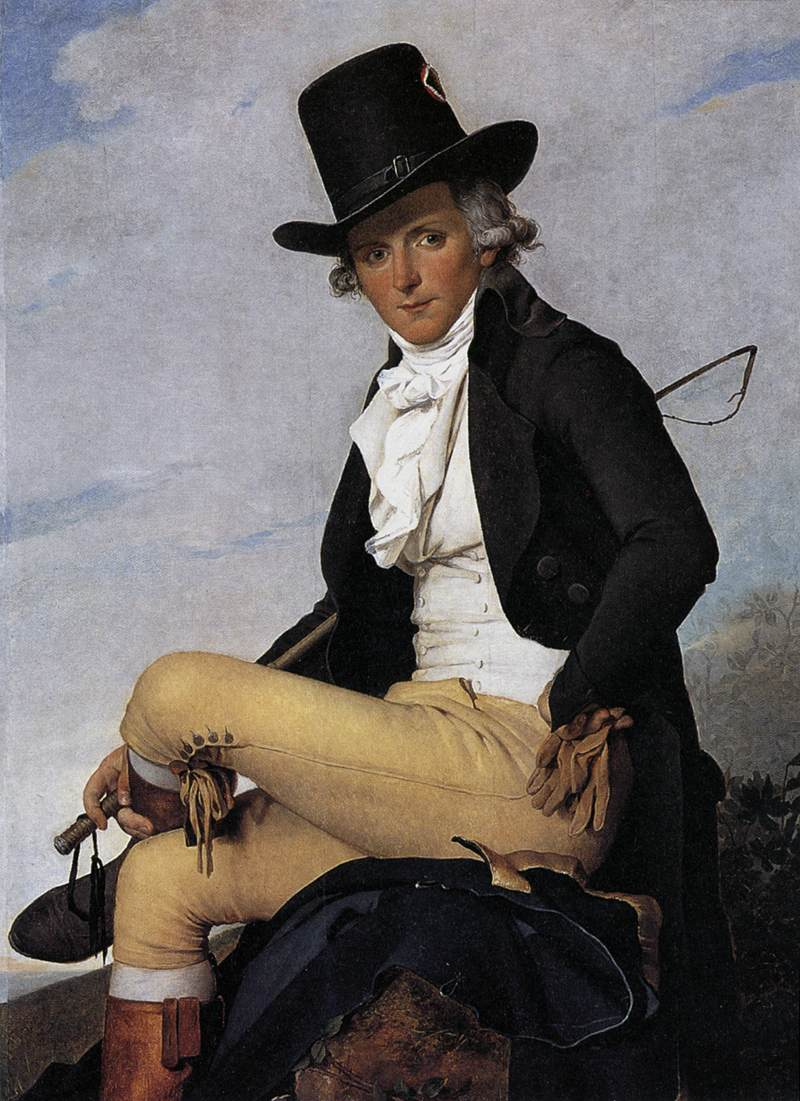
Pierre Seriziat em traje de montaria, 1795. Suas calças justas de couro têm uma gravata e botões na altura do joelho e uma frente caída. O colete branco é trespassado, estilo popular na época. Seu chapéu alto é ligeiramente cônico

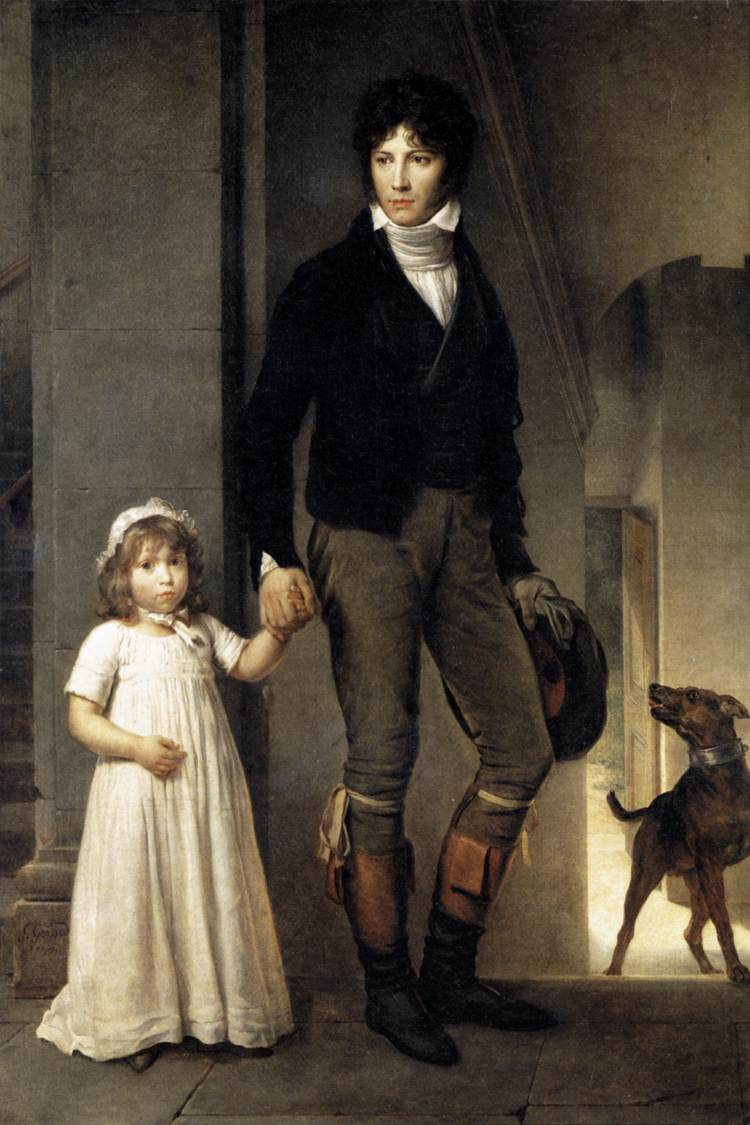
O artista Jean-Baptiste Isabey usa um casaco curto de montaria e calças escuras enfiadas nas botas. Ele carrega seu chapéu e luvas, 1795.

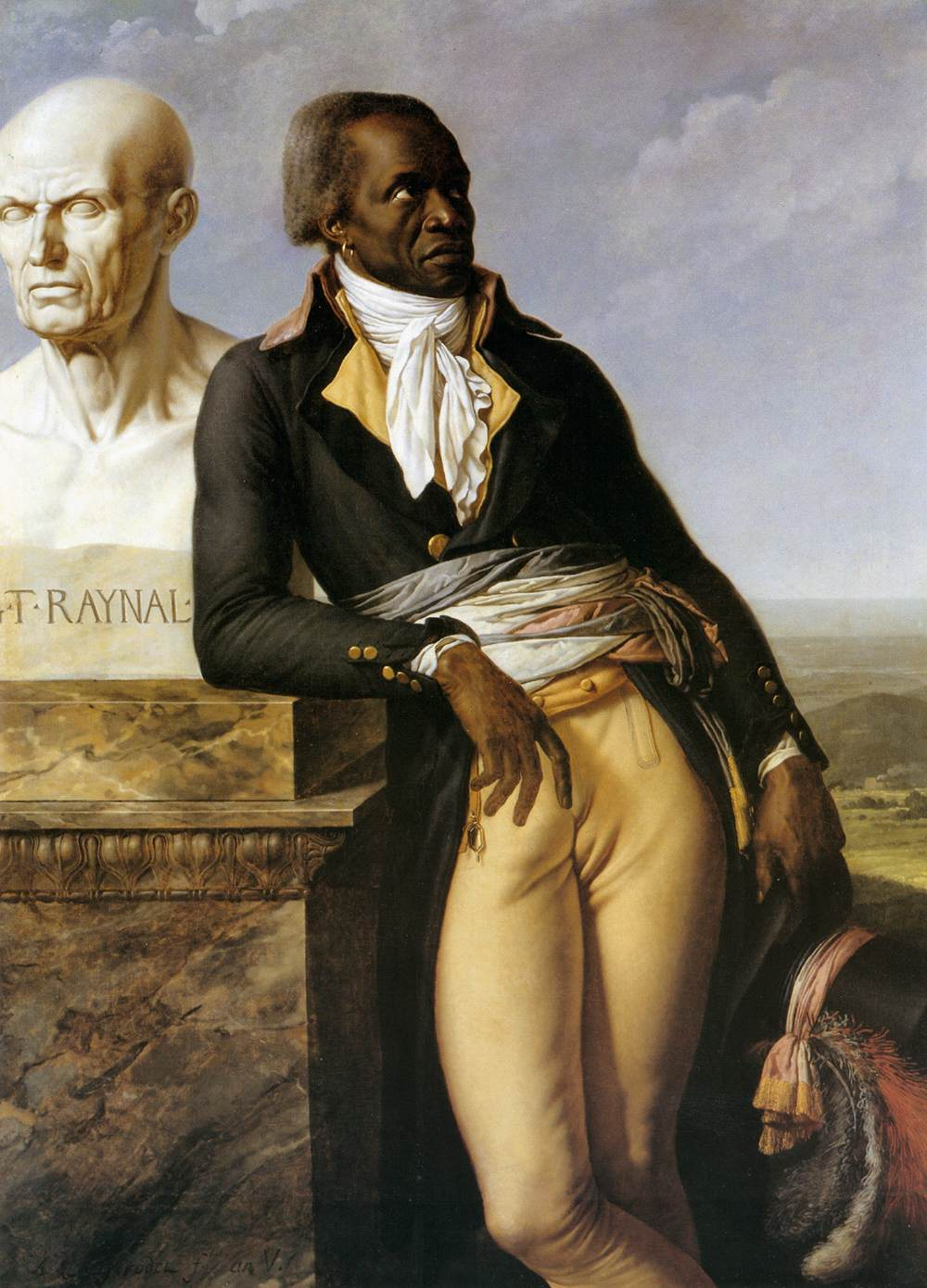
Um dândi Diretório em 1797, de Girodet; Retrato de Jean-Baptiste Belley, Deputado por Saint-Domingue.

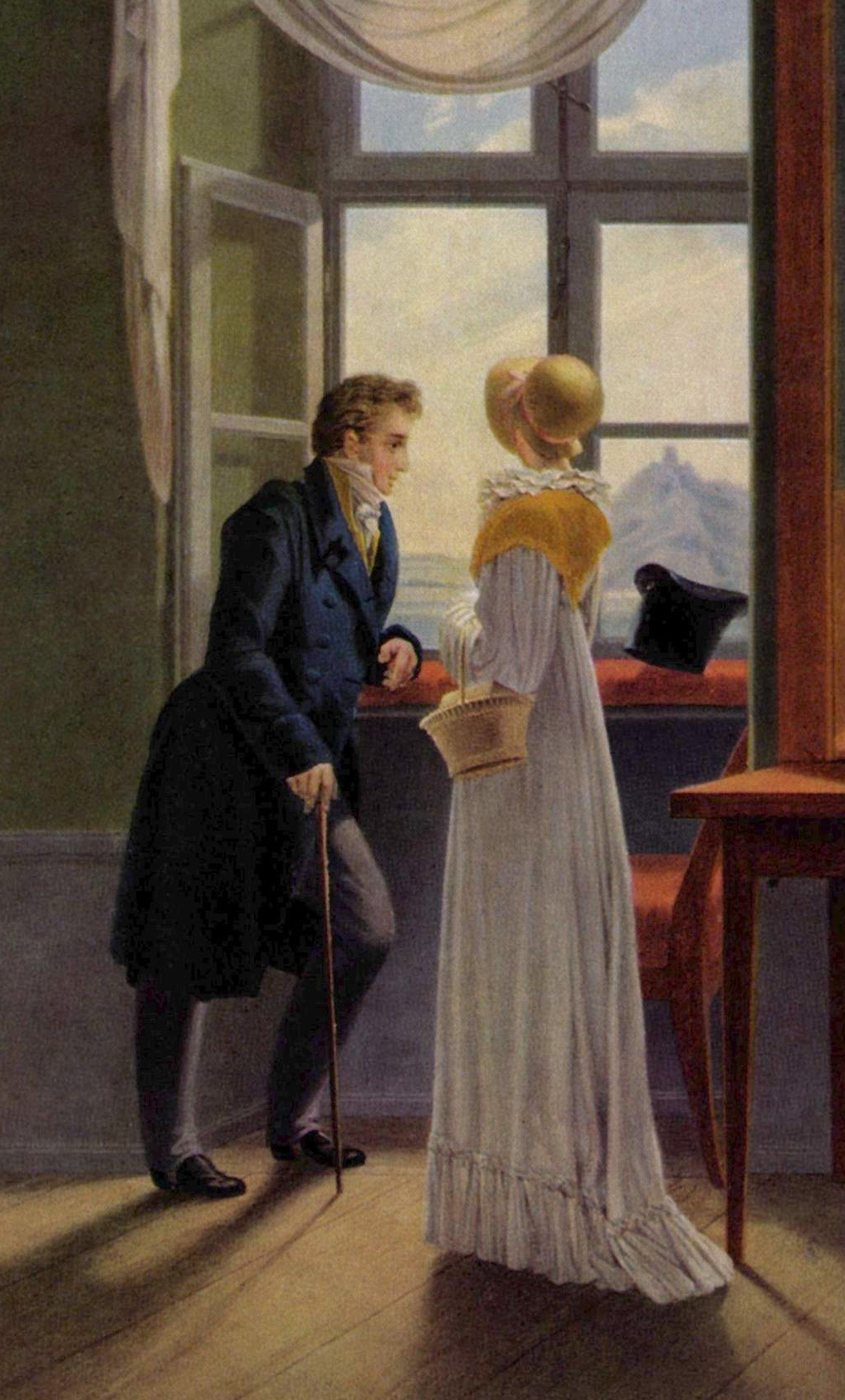
Este cavalheiro usa uma sobrecasaca trespassada em azul escuro sobre um colete amarelo. Suas calças cinza têm alças sob os sapatos. Seu chapéu alto ligeiramente cônico fica no parapeito da janela, Alemanha, c. 1815 (por Georg Friedrich Kersting)

### Visão geral
Este período viu o abandono final de rendas, bordados e outros enfeites de roupas masculinas sérias fora do traje formal da corte - eles não reapareceriam, exceto como uma afetação do vestido estético na década de 1880 e seu sucessor, o visual "jovem eduardiano" da década de 1960. Em vez disso, o corte e a alfaiataria tornaram-se muito mais importantes como indicadores de qualidade. Essa transformação pode ser atribuída em parte a um maior interesse pela antiguidade decorrente da descoberta de gravuras clássicas, incluindo os mármores de Elgin. As figuras representadas na arte clássica eram vistas como um exemplo da forma natural ideal e uma personificação das ideias neoclássicas. O estilo londrino para os homens tornou-se cada vez mais refinado e isso se deveu à influência de duas coisas: o dândi e o movimento romântico. O dândi (um homem que dava grande importância à estética e aos hobbies pessoais, mas queria parecer totalmente indiferente a isso), sem dúvida, surgiu já na década de 1790. As cores escuras eram quase obrigatórias. (Escuro não significa necessariamente sombrio; muitos itens, especialmente coletes e casacos, foram cortados em tecidos ricos e vivos.) Os sobretudos azuis com botões dourados estavam por toda parte. As camisas brancas de musselina (às vezes com babados no pescoço/mangas) eram extremamente populares. As breeches estavam oficialmente saindo de moda, com calças tomando o seu lugar. Os tecidos em geral estavam se tornando mais seda prática e mais lã, algodão e pele de gamo. Por isso, no século XVIII, o traje foi simplificado e maior ênfase foi colocada na alfaiataria para valorizar a forma natural do corpo.
Esse também foi o período do surgimento da cera para cabelos para modelar o cabelo masculino, assim como as costeletas de carneiro como um estilo de cabelo facial.
As calças tornaram-se mais longas - calças de montaria de couro justamente ajustadas alcançavam quase o topo das botas - e foram substituídas por pantalonas ou calças para streetwear da moda. A Revolução Francesa é amplamente responsável por alterar o traje masculino padrão. Durante a revolução, as roupas simbolizaram a divisão entre as classes superiores e os revolucionários da classe trabalhadora. Os rebeldes franceses ganharam o apelido de sans-culottes, ou "o povo sem calça", por causa das calças folgadas que popularizaram.
Os casacos eram cortados na frente com saias longas ou caudas atrás, e golas altas. As lapelas não eram tão grandes como nos anos anteriores e muitas vezes apresentavam um entalhe em forma de M exclusivo para o período.
As camisas eram feitas de linho, tinham golas presas e eram usadas com cotonetes ou enroladas em uma gravata amarrada de várias maneiras. Folhos plissados nos punhos e na abertura frontal saíram de moda no final do período.
Os coletes eram de cintura alta e quadrados na parte inferior, mas vinham em uma ampla variedade de estilos. Eles geralmente eram trespassados, com lapelas largas e golas altas. Por volta de 1805, lapelas grandes que se sobrepunham às do casaco começaram a sair de moda, assim como a tradição do século XVIII de usar o casaco desabotoado, e aos poucos os coletes foram ficando menos visíveis. Pouco antes dessa época, os coletes eram comumente listrados na vertical, mas em 1810 os coletes brancos lisos estavam cada vez mais na moda, assim como os coletes com listras horizontais. Os coletes de gola alta estiveram na moda até 1815, então as golas foram gradualmente abaixadas à medida que a gola do xale começou a ser usada no final desse período.
Sobretudos estavam na moda, muitas vezes com golas contrastantes de pele ou veludo. O garrick, às vezes chamado de casaco de cocheiro, era um estilo particularmente popular e tinha entre três e cinco cápsulas curtas presas à gola.
Botas, botas típicas de Hessian com topos em forma de coração e borlas eram o esteio dos calçados masculinos. Depois que o duque de Wellington derrotou Napoleão em Waterloo em 1815, as botas Wellington, como eram conhecidas, se tornaram a última moda; tops eram na altura do joelho na frente e cortado mais baixo nas costas. A bota jockey, com uma bainha de couro de cor mais clara virada para baixo, era popular anteriormente, mas continuava a ser usada para passeios. Os sapatos de corte com saltos elevados tornaram-se populares com a introdução das calças.

### A ascensão do dândi
O dândi obcecado por roupas apareceu pela primeira vez na década de 1790, tanto em Londres quanto em Paris. Na gíria da época, um dândi foi diferenciado de um "almofadinha" em que vestia-se mais refinado e sóbrio. O dândi se orgulhava de sua "excelência natural" e a alfaiataria permitia o exagero da figura natural sob as roupas da moda.
Em High Society: A Social History of the Regency Period, 1788-1830, Venetia Murray escreve:

Outros admiradores do dandismo consideram que se trata de um fenômeno sociológico, fruto de uma sociedade em transição ou revolta. Barbey d'Aurevilly, um dos principais dândis franceses no final do século XIX, explicou:
"Alguns imaginaram que o dandismo é antes de mais nada uma especialização na arte de vestir-se com ousadia e elegância. É isso, mas muito mais também. É um estado de espírito feito de muitos tons, um estado de espírito produzido em sociedades antigas e civilizadas onde a alegria se tornou rara ou onde as convenções governam ao preço do tédio de seus súditos ... é o resultado direto da guerra sem fim entre a respeitabilidade e o tédio."
Na Regência londrina, o dandismo foi uma revolta contra um tipo diferente de tradição, uma expressão de aversão pela extravagância e ostentação da geração anterior e de simpatia pelo novo clima de democracia.

Beau Brummell definiu a moda do dandismo na sociedade britânica a partir de meados da década de 1790, que se caracterizou por uma limpeza pessoal imaculada, camisas de linho imaculadas com golas altas, gravatas perfeitamente amarradas e casacos escuros lisos primorosamente cortados (contrastando em muitos aspectos com o "maccaroni" do início do século XVIII).
Brummell abandonou a peruca e cortou o cabelo curto em um estilo romano apelidado à la Brutus, ecoando a moda para todas as coisas clássicas vistas nas roupas femininas desse período. Ele também liderou a mudança de calções para pantalonas ou calças sob medida, muitas vezes claras para o dia e escuras para a noite, com base nas roupas da classe trabalhadora adotadas por todas as classes na França após a Revolução. Na verdade, a reputação de Brummell de bom gosto e requinte era tal que, cinquenta anos após sua morte, Max Beerbohm, escreveu:
Em certas congruências de tecido escuro, na rígida perfeição de seu linho, na simetria de sua luva com sua mão, está o segredo dos milagres do Sr. Brummell.
Nem todo homem que aspira alcançar o senso de elegância e estilo de Brummel teve sucesso, entretanto, e esses dândis foram sujeitos à caricatura e ao ridículo. Venetia Murray cita um trecho de Diary of an Exquisite, de The Hermit in London, 1819:

Demorou quatro horas para me vestir; e então choveu; ordenou o tilbury e meu guarda-chuva e dirigiu até a corte dos cincos; ao lado de meus alfaiates; distraí-lo depois de dois anos; não é mau sujeito que Weston...quebrou três cadarços e uma fivela, rasgou um quarto de um par de sapatos, feitos tão finos por O'Shaughnessy, em St. James's Street, que eram claros como papel pardo; Que pena que eram forrados de cetim rosa e eram muito bonitos; coloque um par de Hoby's; exagerei ao perfumar meu lenço e tive que recomeçar de novo; não consegui me agradar em amarrar minha gravata; perdeu três quartos de hora com isso, rasgou dois pares de luvas de peliça ao colocá-las apressadamente; foi obrigado a ir gentilmente ao trabalho com o terceiro; perdi outro quarto de hora com isso; parti furiosamente em minha carruagem, mas tive que voltar para pegar minha esplêndida caixa de rapé, pois eu sabia que deveria eclipsar o círculo com ela.
Transformação da indumentária masculina durante um período de vida
- Marquis de Lafayette (1757–1834) usando uma peruca com pó, uma parte comum do vestuário masculino  por volta de c. 1795.
- Marquis de Lafayette retratado anos depois em sua vida, vestindo-se de acordo com a moda dos anos 1820.

### Penteados e chapelaria
Durante este período, os homens mais jovens da moda começaram a usar os cabelos em cachos curtos, muitas vezes com costeletas compridas. Em 1795, o imposto sobre pó de cabelo de Pitt efetivamente acabou com a moda de perucas e pó, e novos estilos como o Brutus e o Bedford Crop se tornaram moda. Homens mais velhos, oficiais militares e pessoas em profissões conservadoras, como advogados, juízes, médicos e empregados conservaram suas perucas e pó de arroz. O traje formal da corte também exigia cabelo em pó.

Os chapéus tricórnio e bicorne ainda estavam usados, mas o chapéu mais elegante era alto e ligeiramente cônico; este logo, entretanto, seria substituído pela cartola e reinaria como o único chapéu para ocasiões formais no próximo século.

### Galeria de estilo (1795–1809)

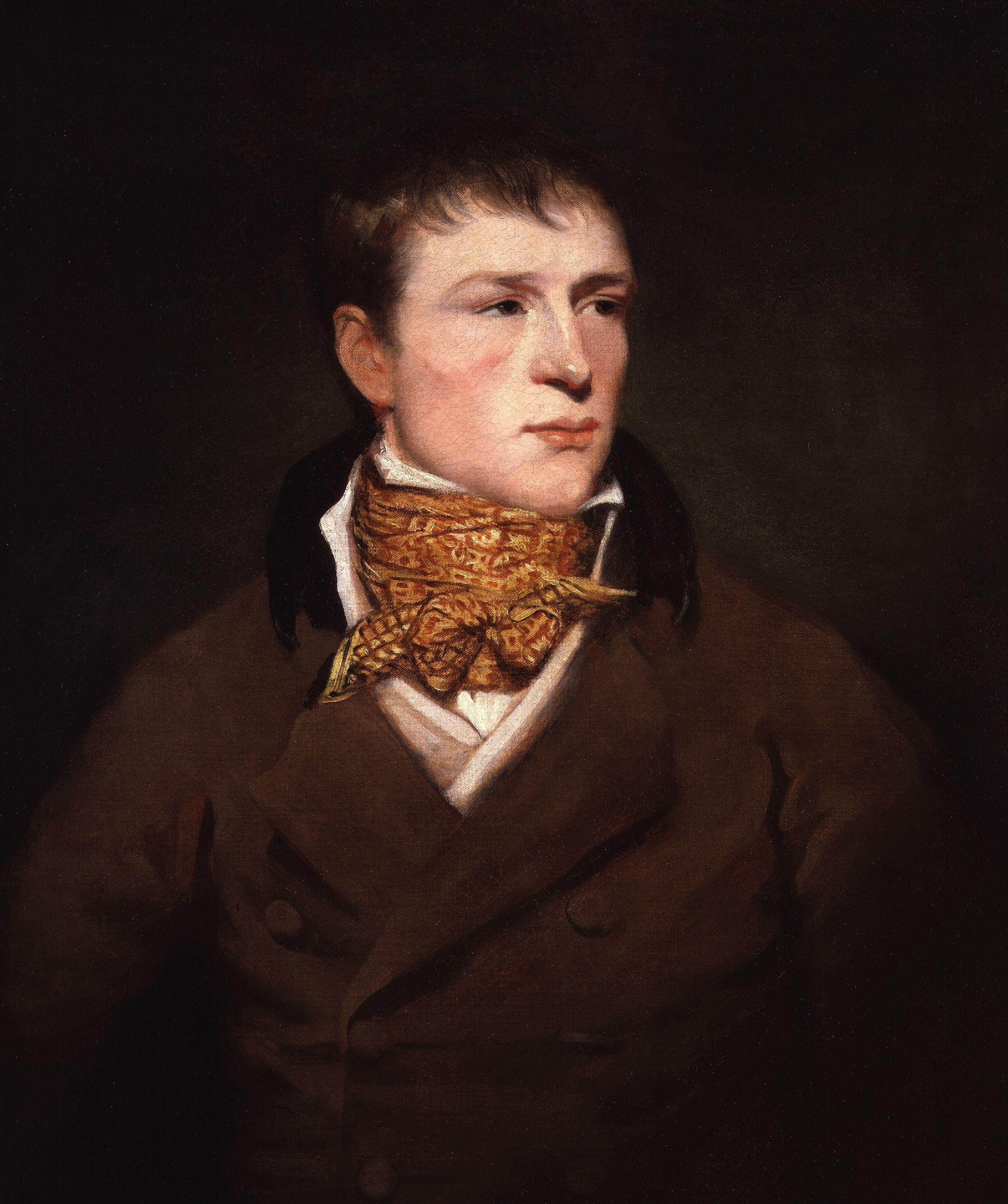
1 - c. 1800
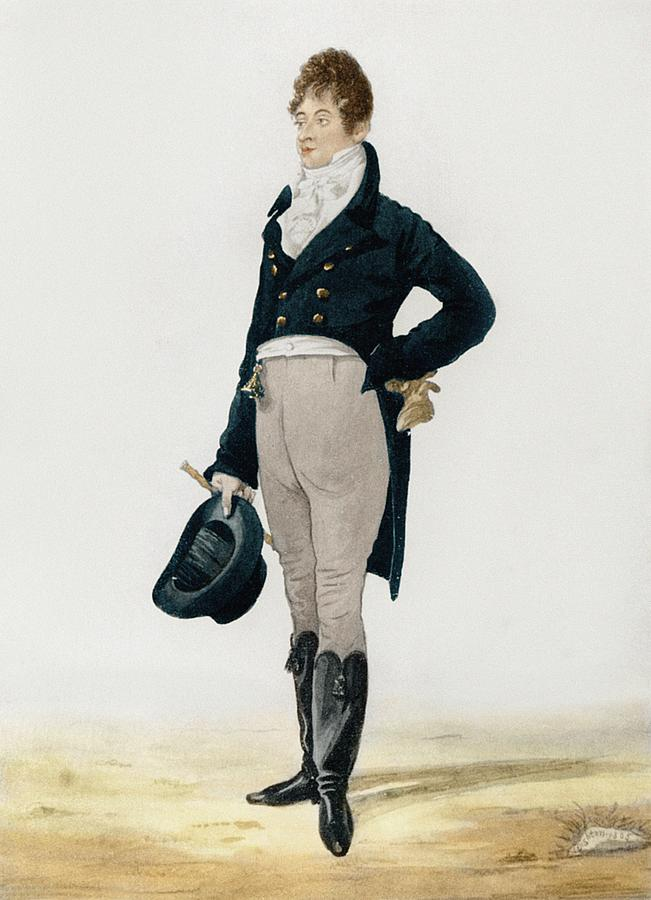
2 - 1805
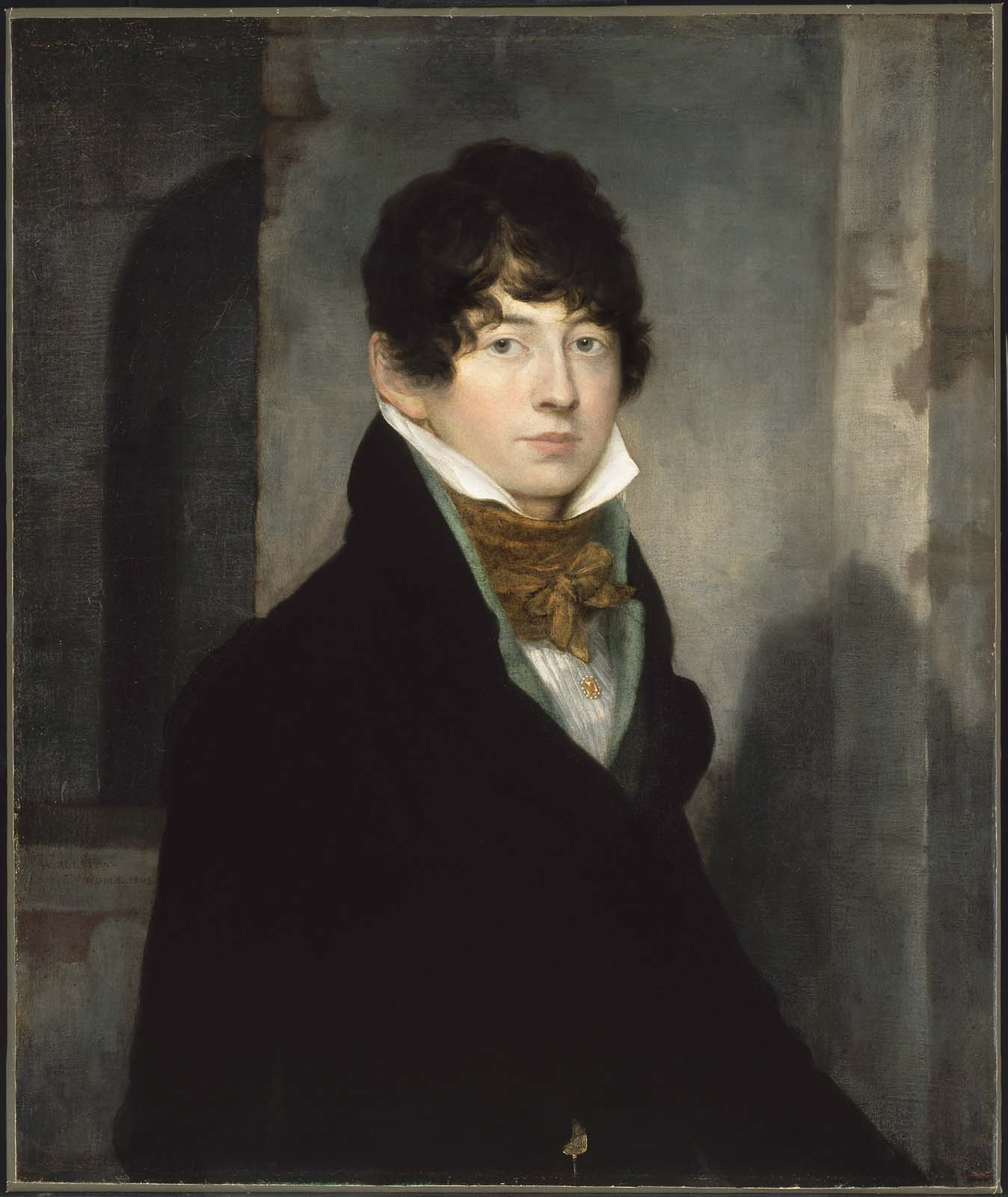
3 - 1805
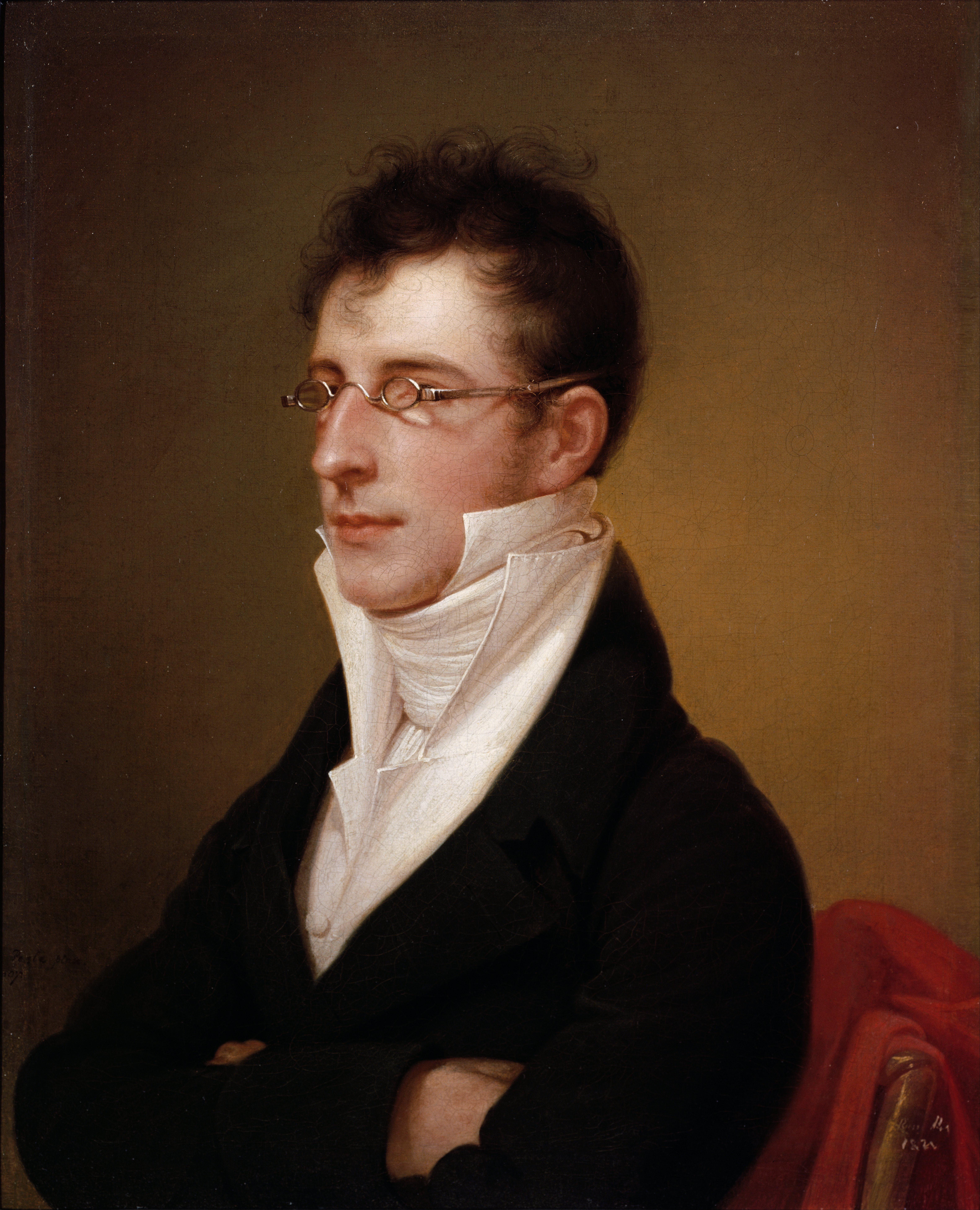
4 - 1807
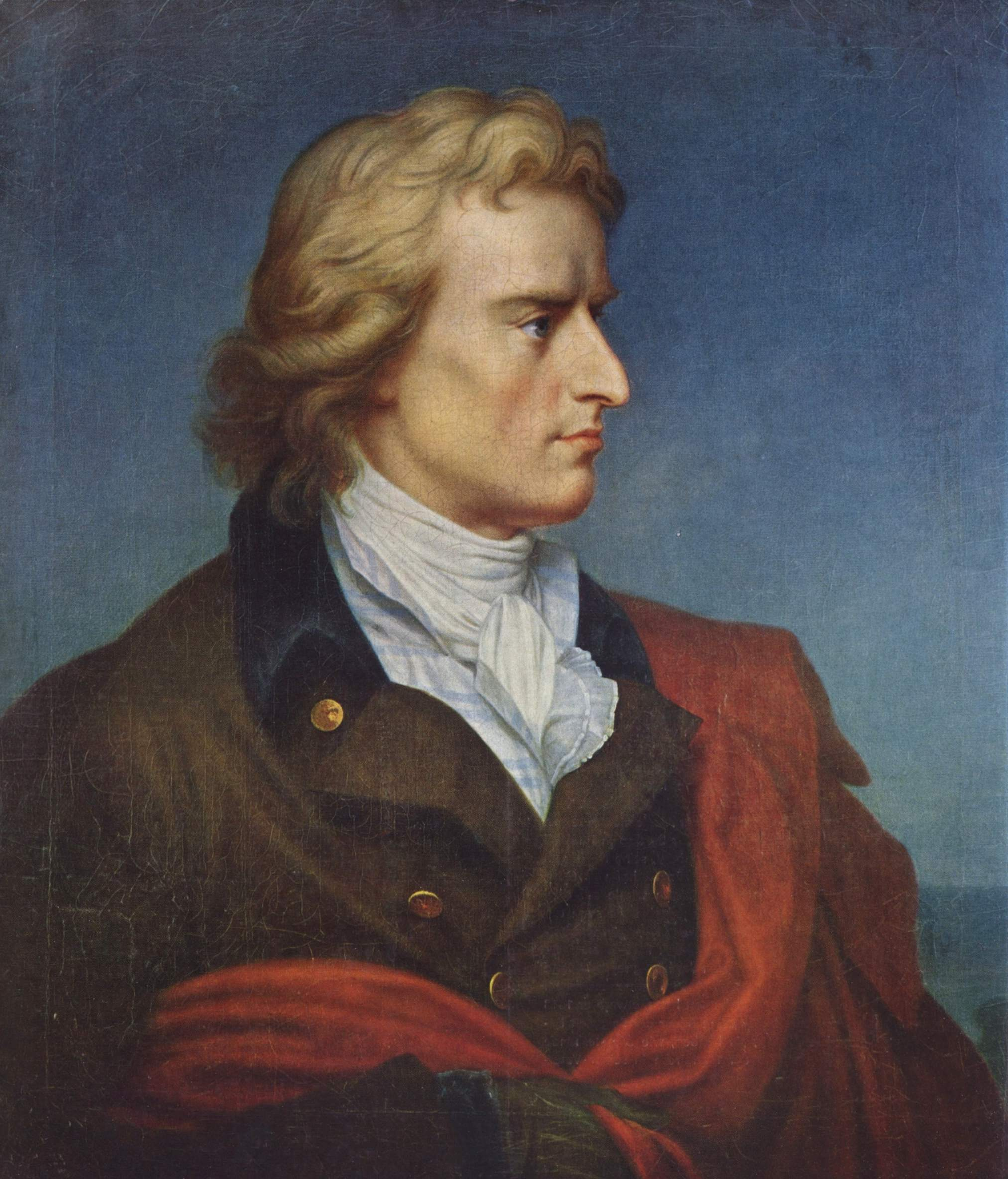
5 - 1808–09
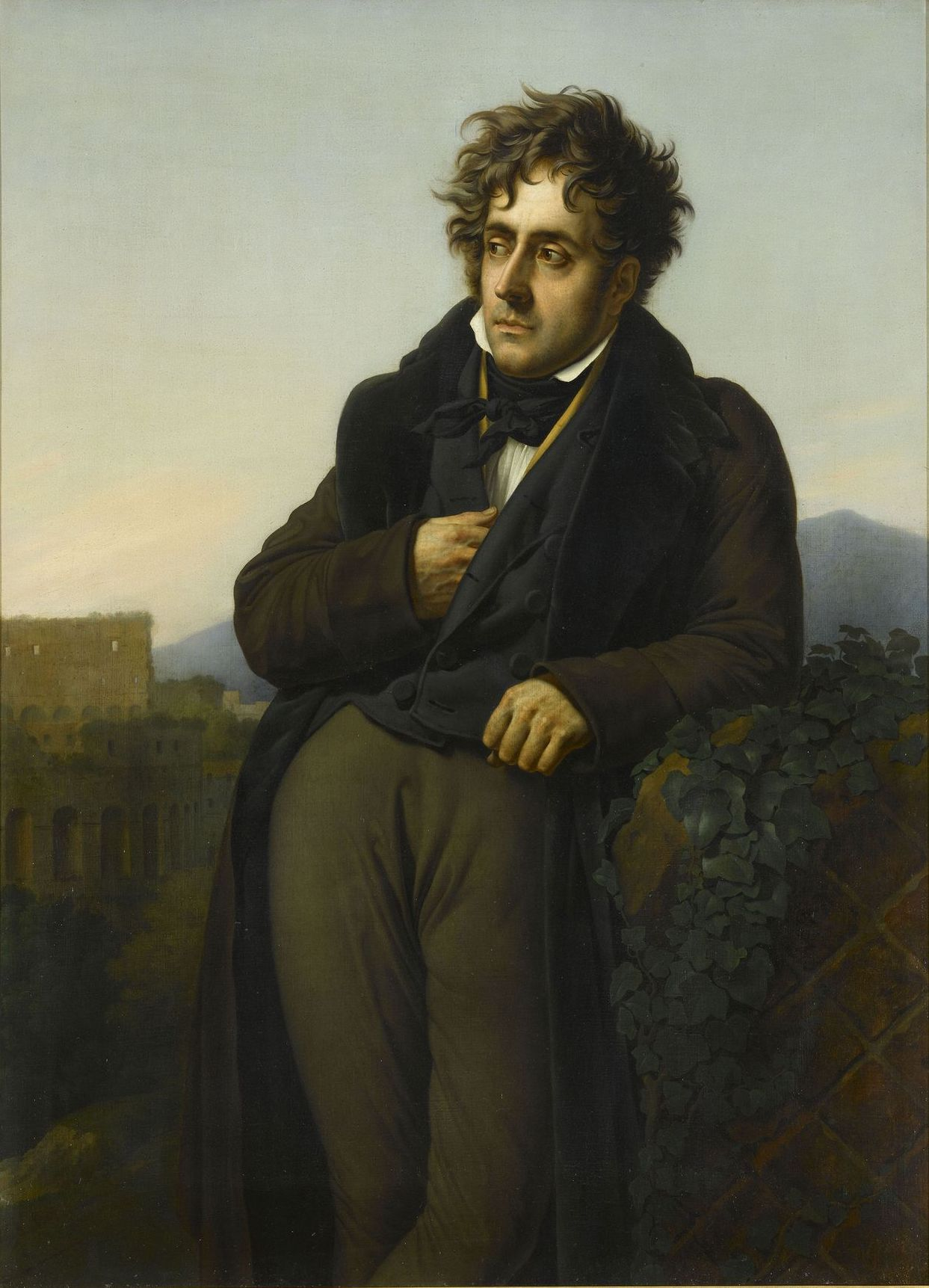
6 - 1808
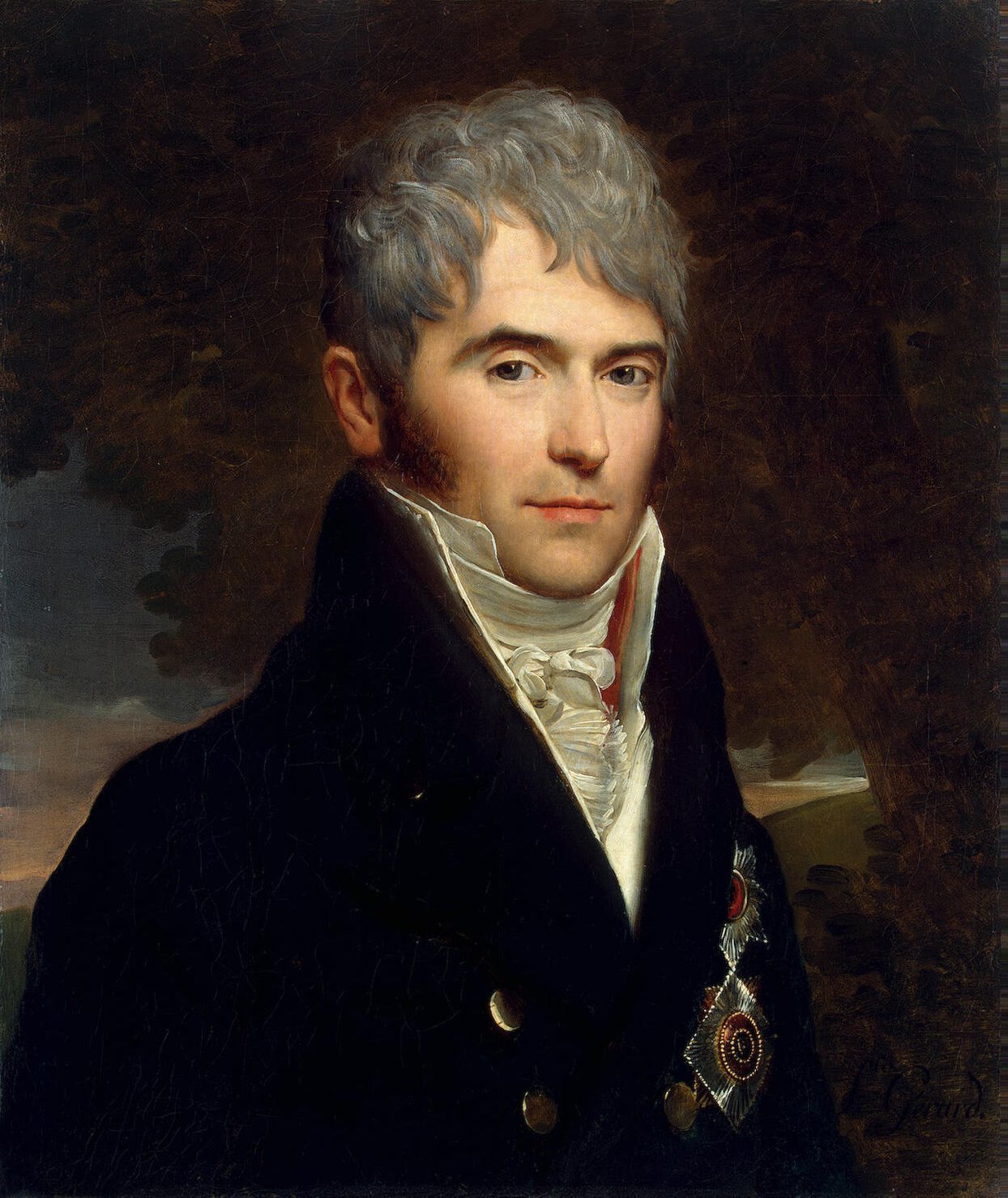
7 - 1809
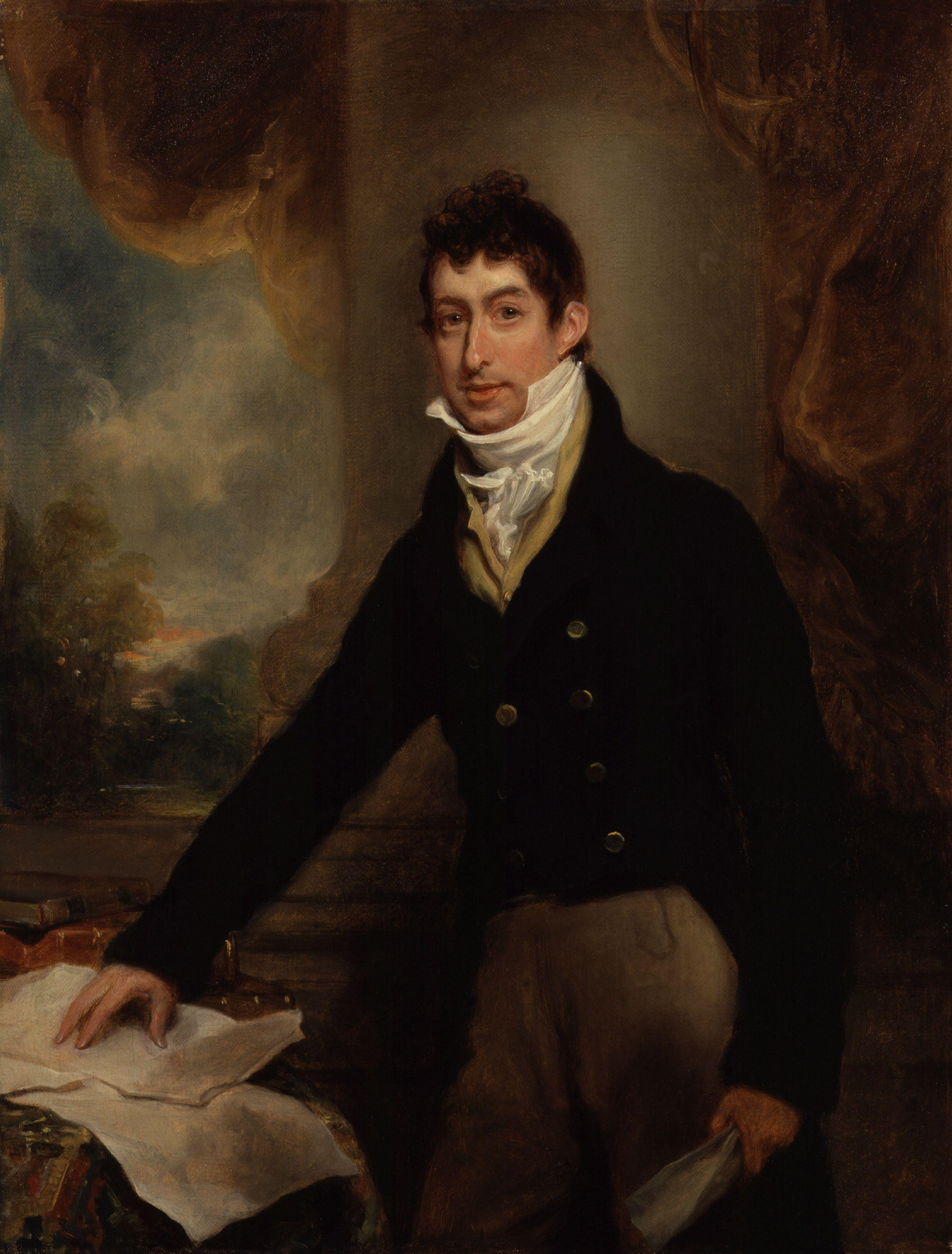
8 - 1809
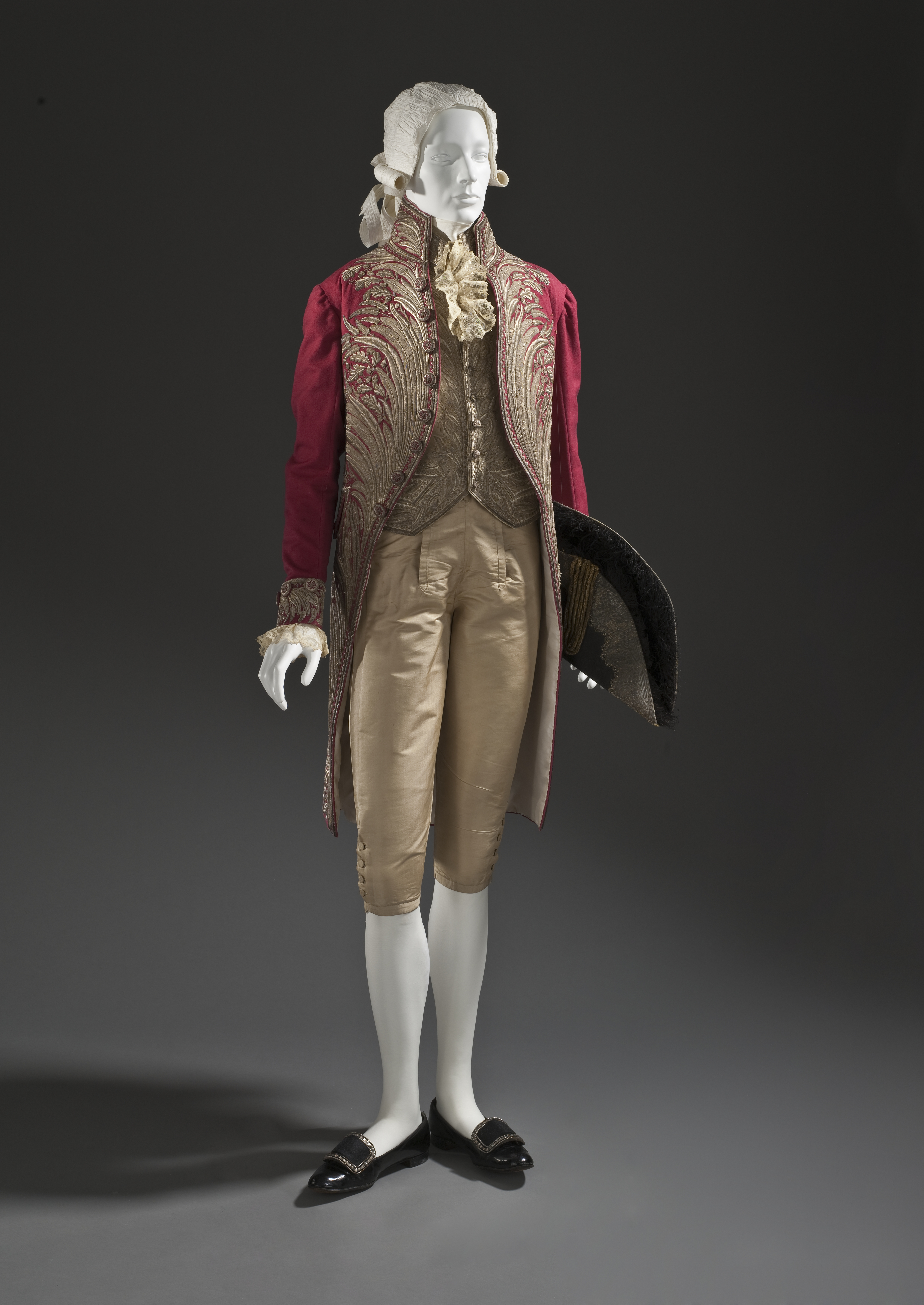
9 - 1800-1810
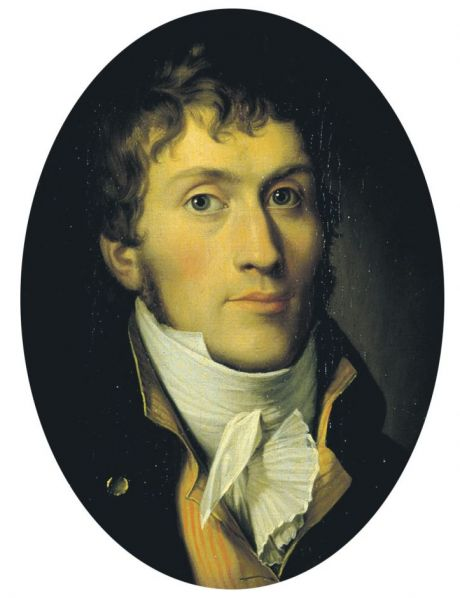
10 - 1808-09

1. Retrato do boxeador "Jem" Belcher vestindo uma gravata estampada e um casaco marrom trespassado com uma gola escura (de pele ou veludo?), C. 1800.
2. Aquarela de Beau Brummell de Richard Dighton.
3. Neste autorretrato de 1805, Washington Allston usa uma gravata bege com gola alta e casaco escuro. Boston.
4. Rubens Peale usa um colete branco com um colarinho alto entalhado sobre o colarinho alto da camisa e gravata larga. América, 1807.
5. Friedrich von Schiller usa um casaco trespassado marrom com gola contrastante e botões de latão. O folho pregueado da frente da camisa pode ser visto ao lado do nó de sua gravata branca, Alemanha, 1808–1809.
6. Chateaubriand tem o cabelo despenteado na moda. Ele usa um longo redingote sobre o casaco, colete bege, camisa branca e gravata escura de 1808.
7. O colarinho do conde Victor Kochubey chega até seu queixo e sua gravata está enrolada em seu pescoço e amarrada em um pequeno laço. Seu cabelo curto é penteado casualmente e cai sobre a testa, 1809.
8. O retrato de Gwyllym Lloyd Wardle o retrata em um casaco escuro sobre um colete bege e gola alta e gravata, 1809.
9. Bordados elaborados continuaram sendo uma característica de ternos formais da corte como este, que combina um casaco de lã vermelha com um colete de tecido de prata, ambos bordados com fios de prata. Itália, c. 1800–1810. Museu de Arte do Condado de Los Angeles, M.80.60ab.
10. O retrato do aventureiro dinamarquês Jørgen Jørgensen mostra como a sociedade escandinava via a moda masculina na Era da Revolução.

### Galeria de estilo (1810–1820)

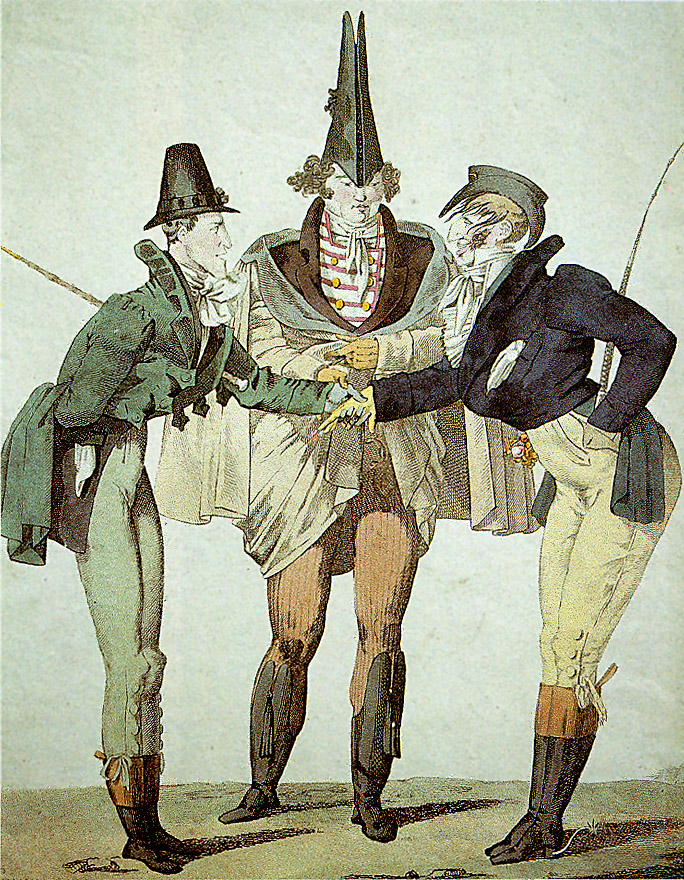
1 - 1810
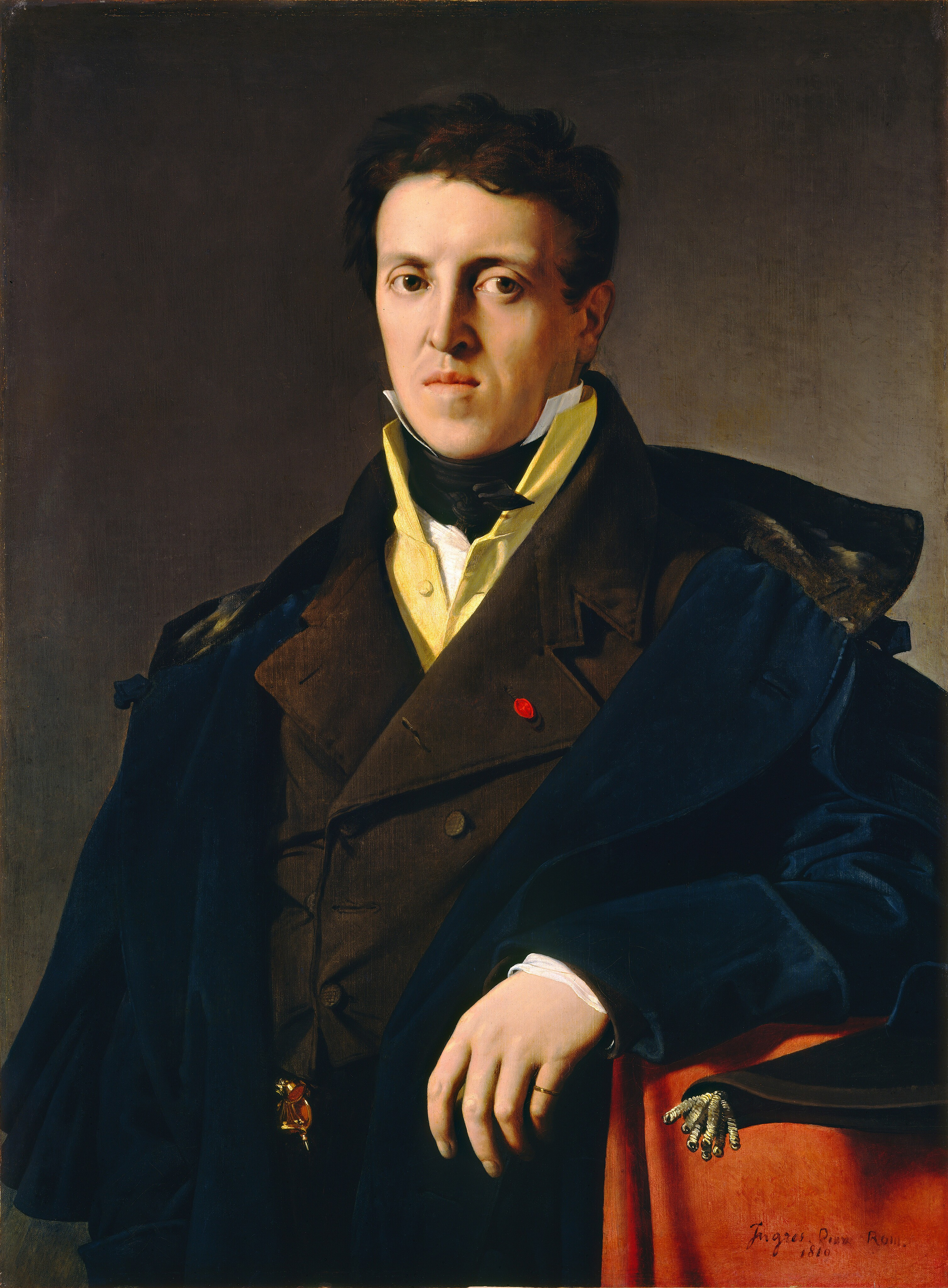
2 - 1810
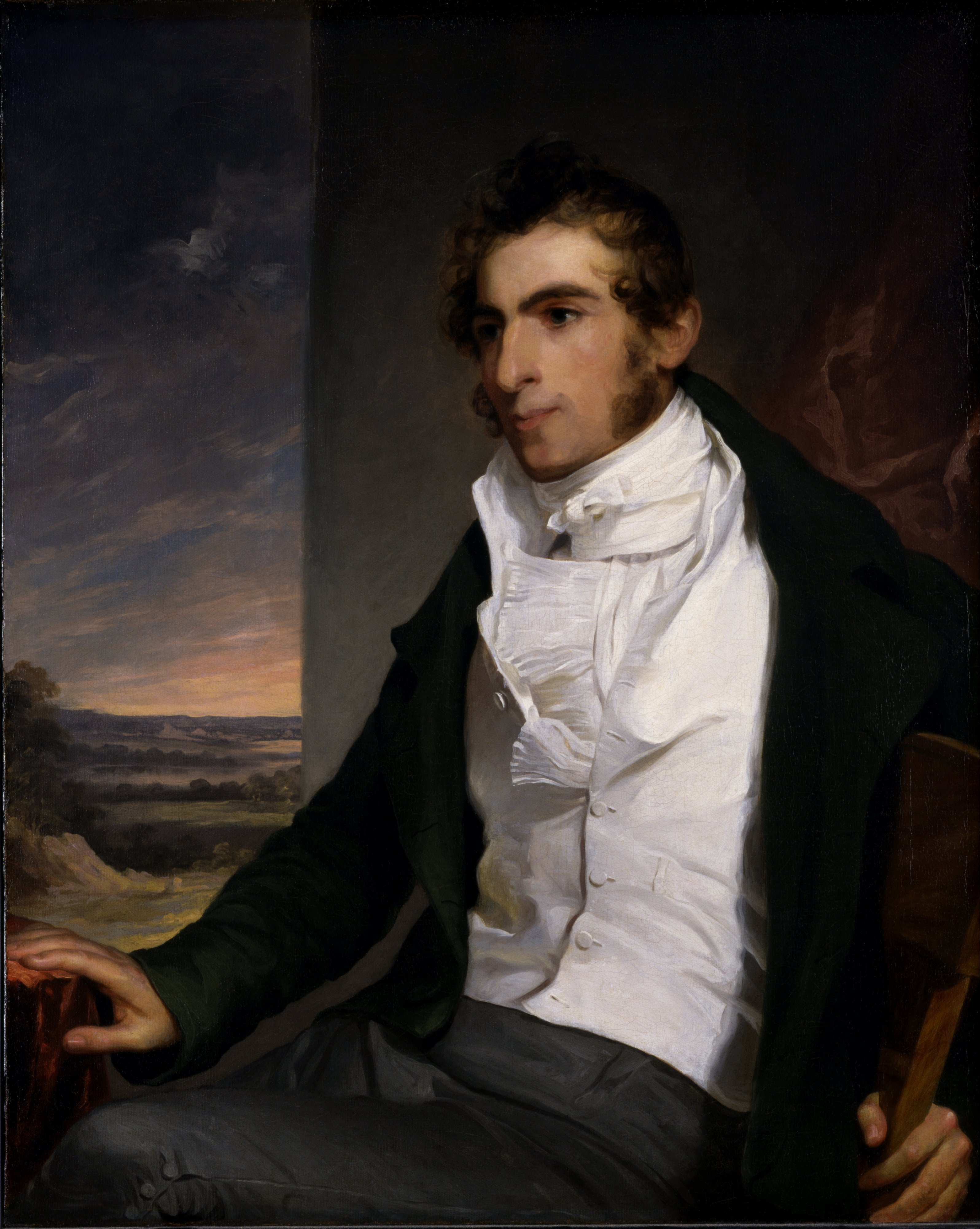
3 - 1812-13
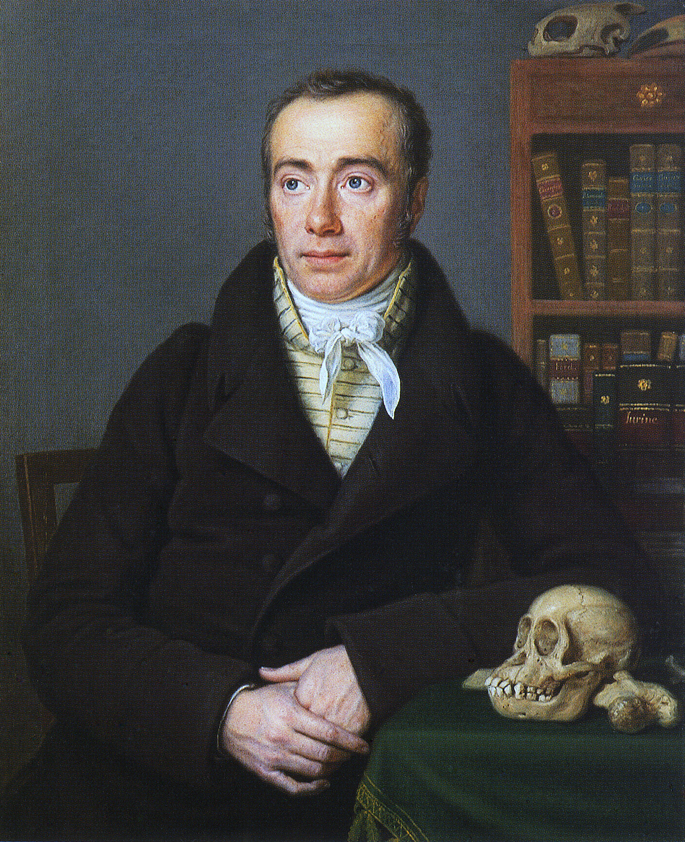
4 - 1813
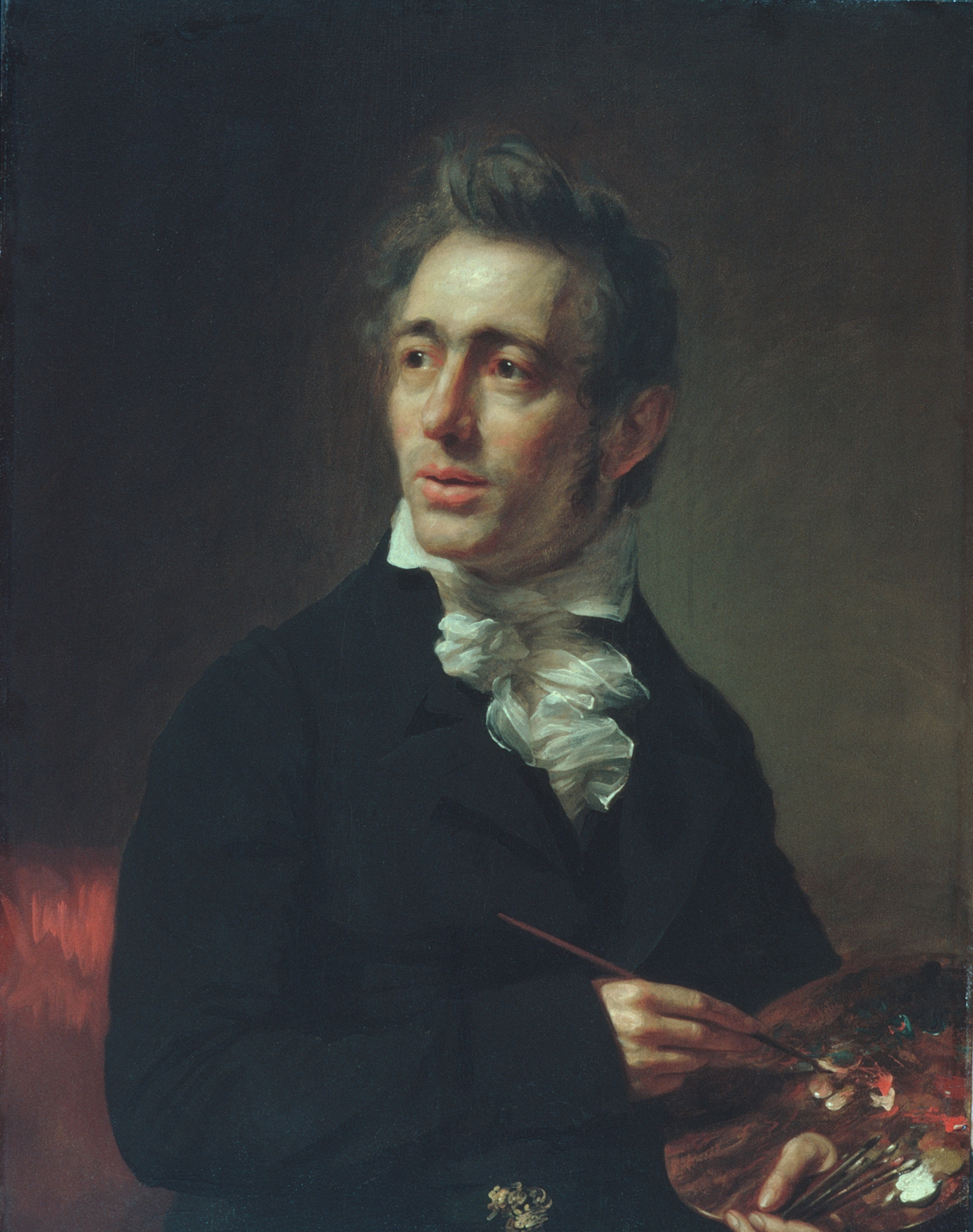
5 - 1815
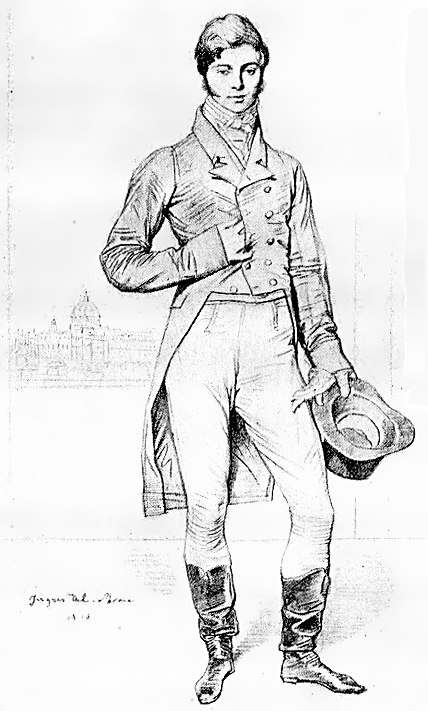
6 - 1816
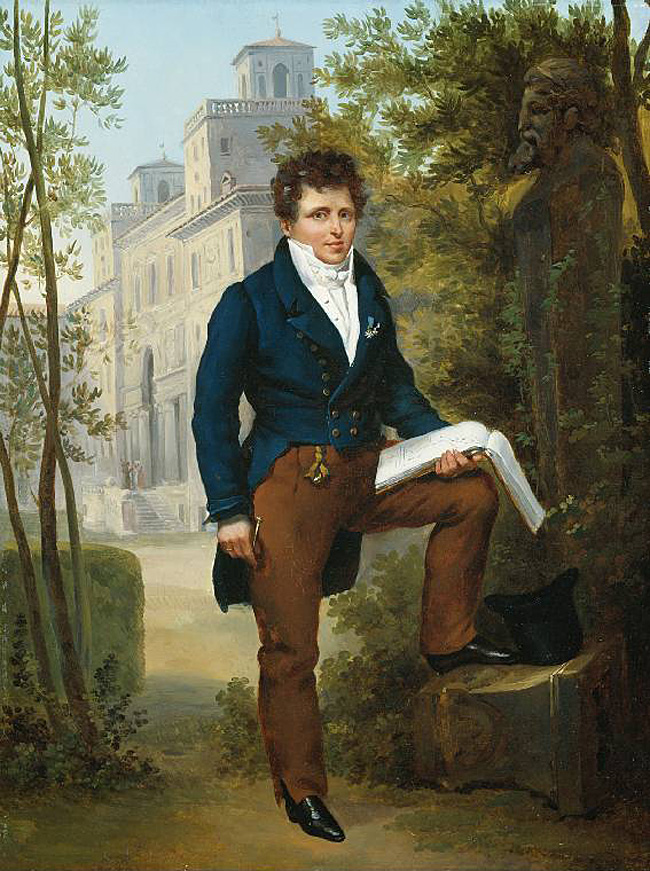
7 - 1817
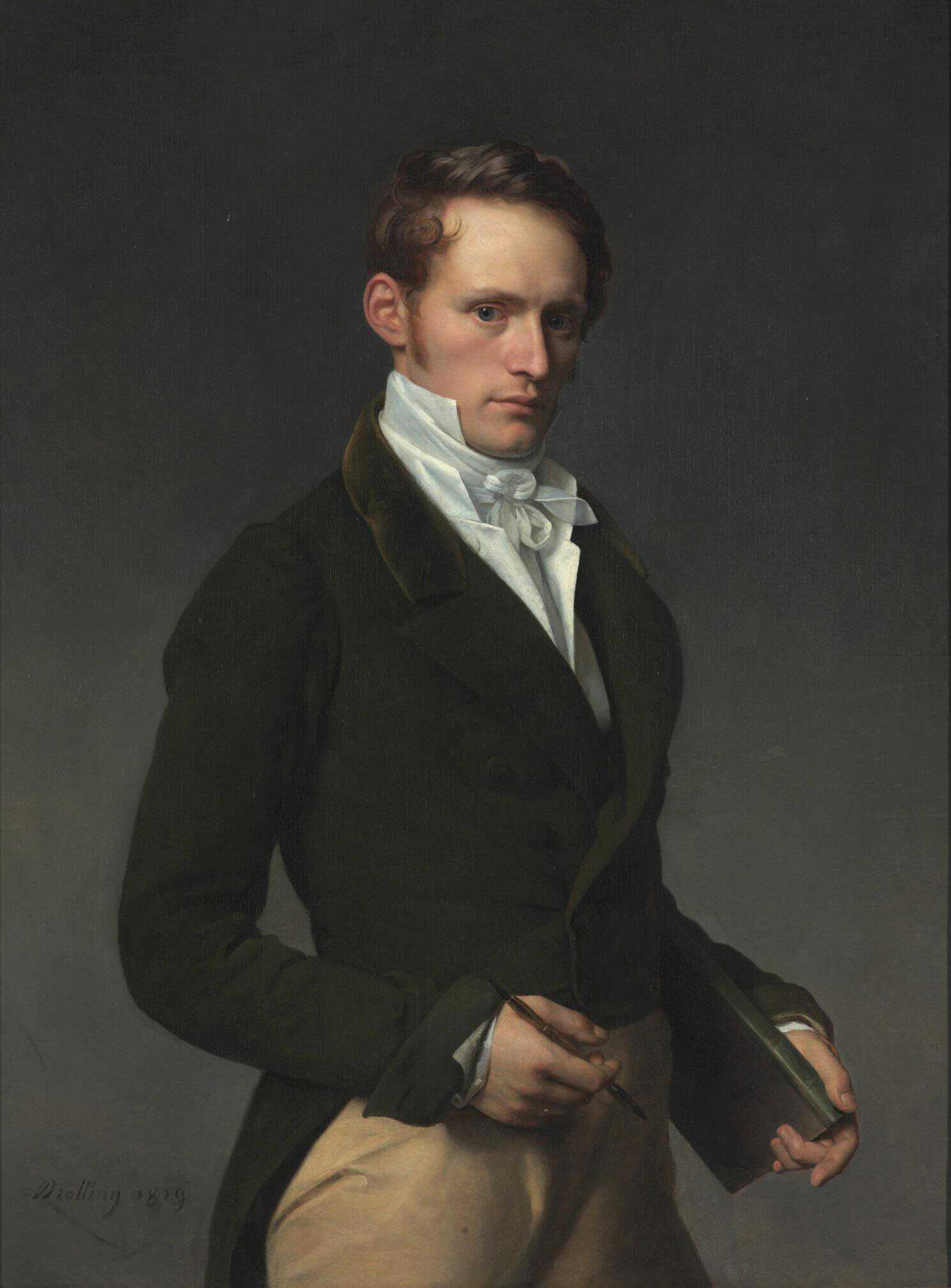
8 - 1819

1. Les Modernes Incroyables, uma sátira à moda francesa de 1810; calças compridas ou pantalonas justas, casacos curtos com cauda e gravatas enormes.
2. Marcotte d'Argenteuil veste camisa de colarinho alto com gravata escura, colete amarelo-claro, casaco marrom trespassado com botões forrados e sobretudo cinza escuro com gola contrastante (talvez pele de foca). 1810. Seu chapéu bicorne está sobre a mesa.
3. Daniel la Motte, um comerciante e proprietário de terras de Baltimore, Maryland, faz uma pose romântica que exibe detalhes de seu colete branco, camisa de babados e calça com botões forrados no joelho, 1812-13.
4. O médico alemão Johann Abraham Albers usa um colete listrado sob um casaco trespassado preto, 1813.
5. O artista americano Samuel Lovett Waldo usa uma camisa de babados com uma gravata branca com nós.
6. Lord Grantham usa um casaco trespassado que mostra um pouco do colete na cintura, calças justas enfiadas nas botas, gola alta e gravata, 1816.
7. Nicolas-Pierre Tiolier usa um sobretudo azul rico e calças marrons com a frente caída sobre um colete, camisa e gravata brancos. Seu chapéu alto fica em um pedestal antigo, 1817.
8. O artista desconhecido usa um fraque trespassado com punhos voltados para trás e uma gola alta de veludo (ou possivelmente pele) combinando. Observe que, embora o óbvio torso de vespa do homem não seja excessivamente enfatizado de forma caricatural, como costumava ser o caso nos pratos da moda masculina da época, há um beliscão definitivo e deliberado na cintura. É altamente provável que o modelo neste retrato usasse algum tipo de espartilho apertado ou roupa interior semelhante. As mangas do casaco são bufantes na altura dos ombros. Ele usa um colete, camisa e gravata brancos e pantalonas claras, 1819.

## Moda infantil
Tanto os meninos quanto as meninas usavam vestidos até os quatro ou cinco anos de idade, quando os meninos ficavam maiores passavam a usar "breecheds" ou simplesmente vestiam calças. Já as meninas vestiam-se como mulheres adultas em vestidos com bainhas menores.

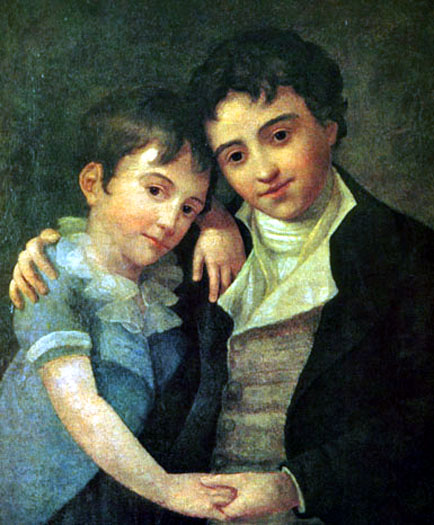
filhos de Mozart, 1798
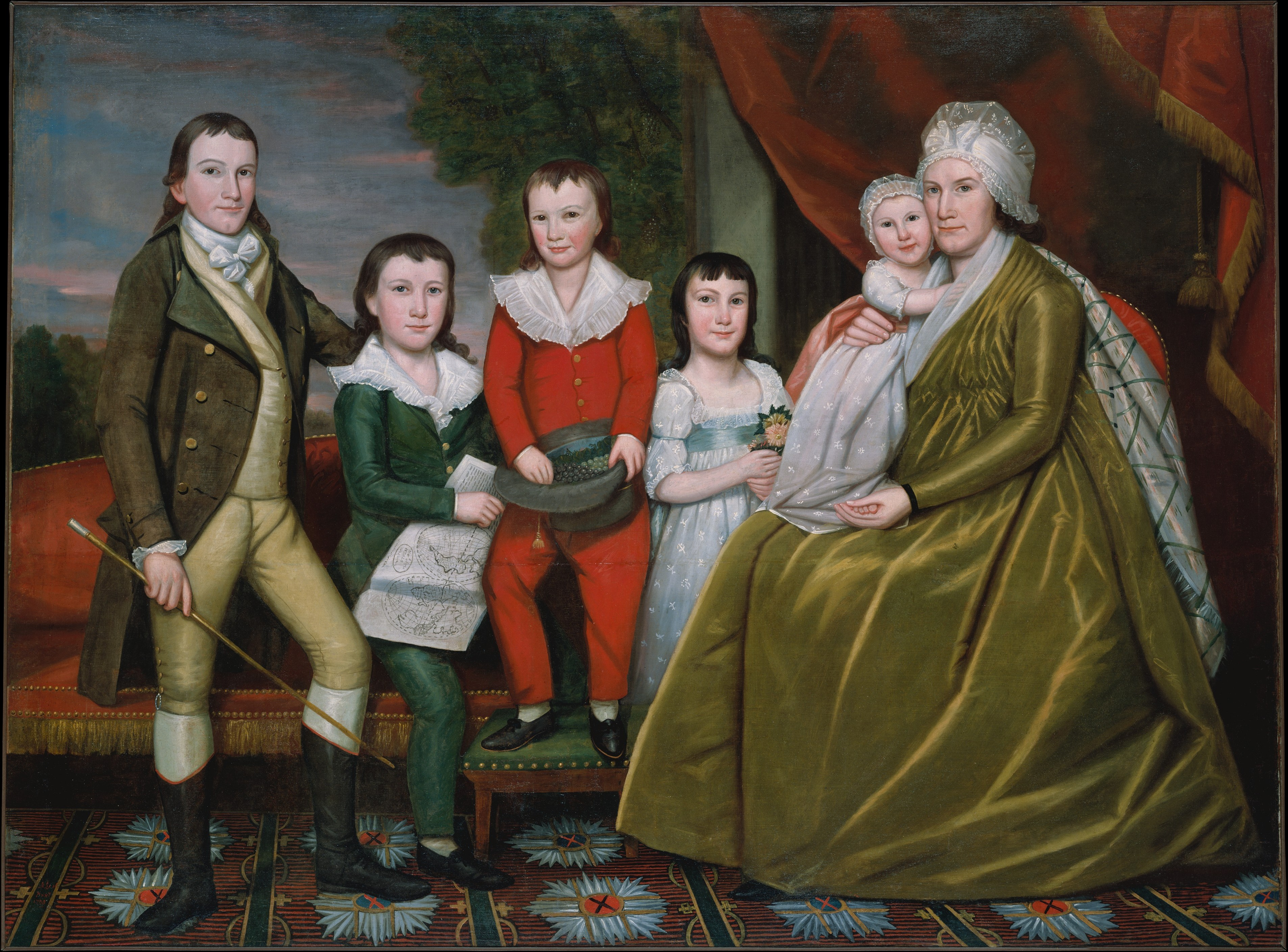
Estados Unidos, 1798
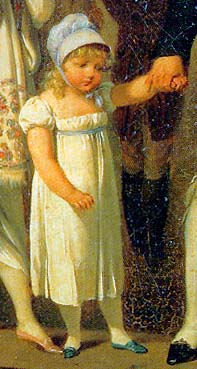
Jovem garota, Paris, c. 1803
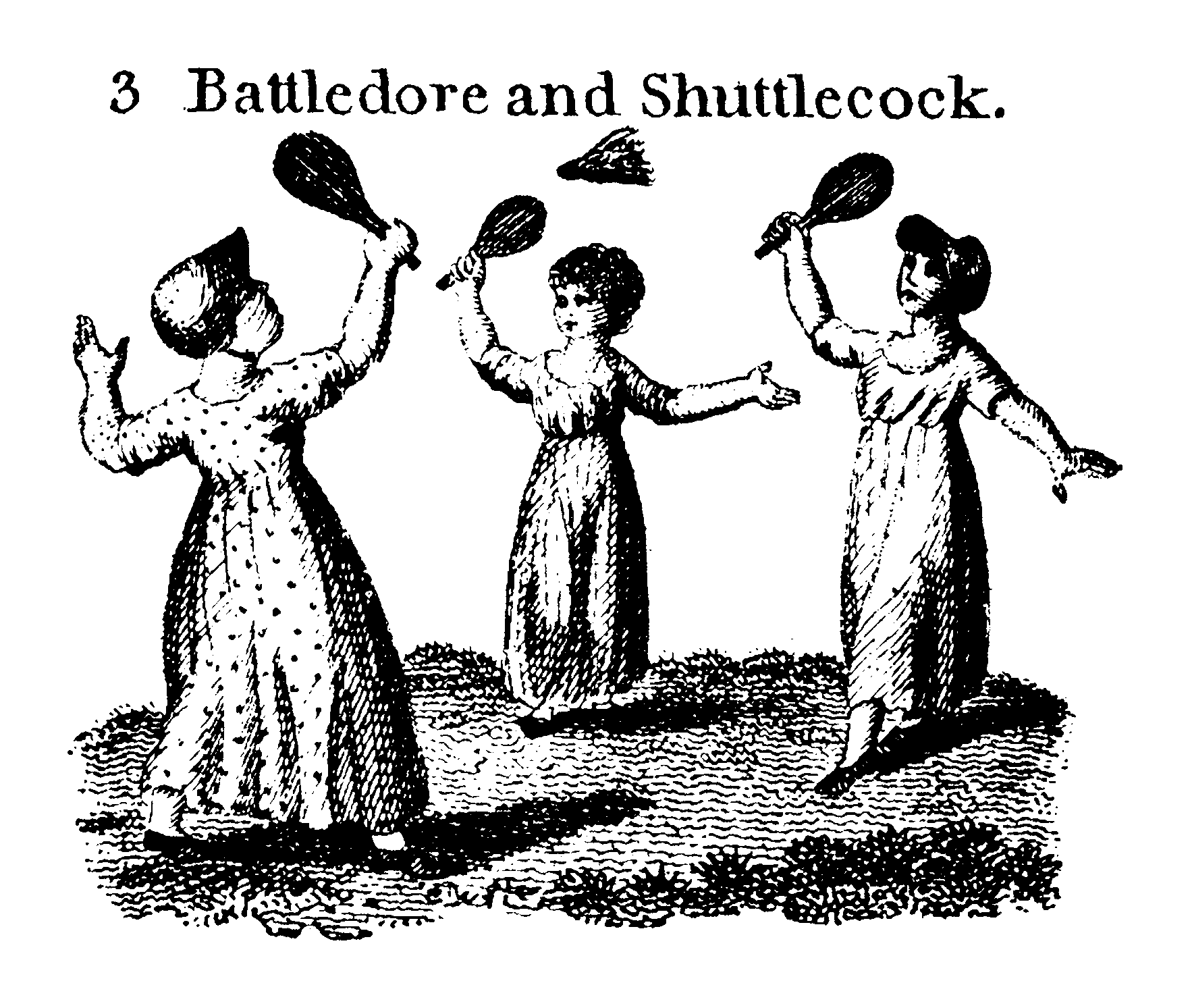
Meninas com vestidos e bonnets, 1804
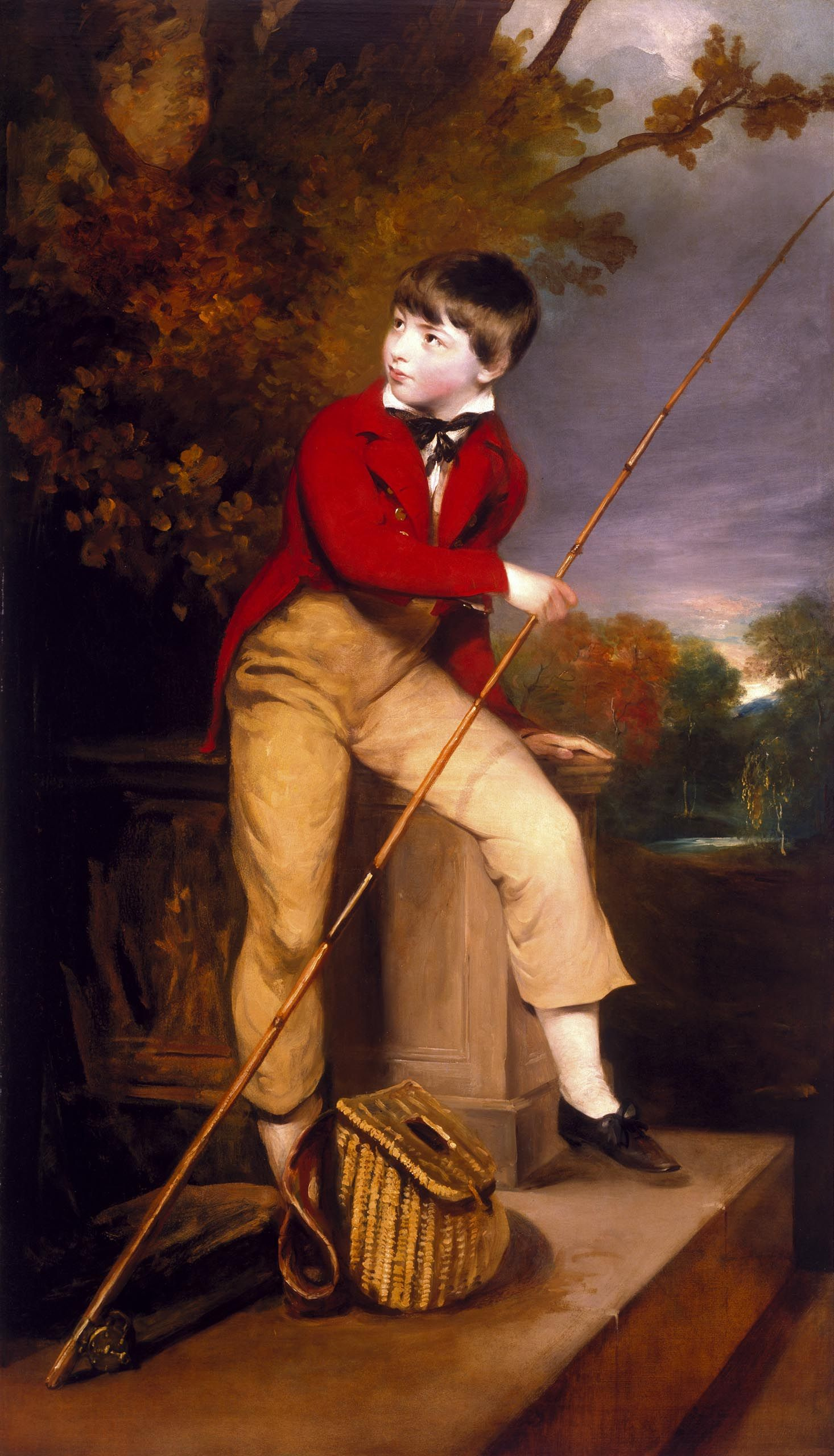
Inglaterra, 1812
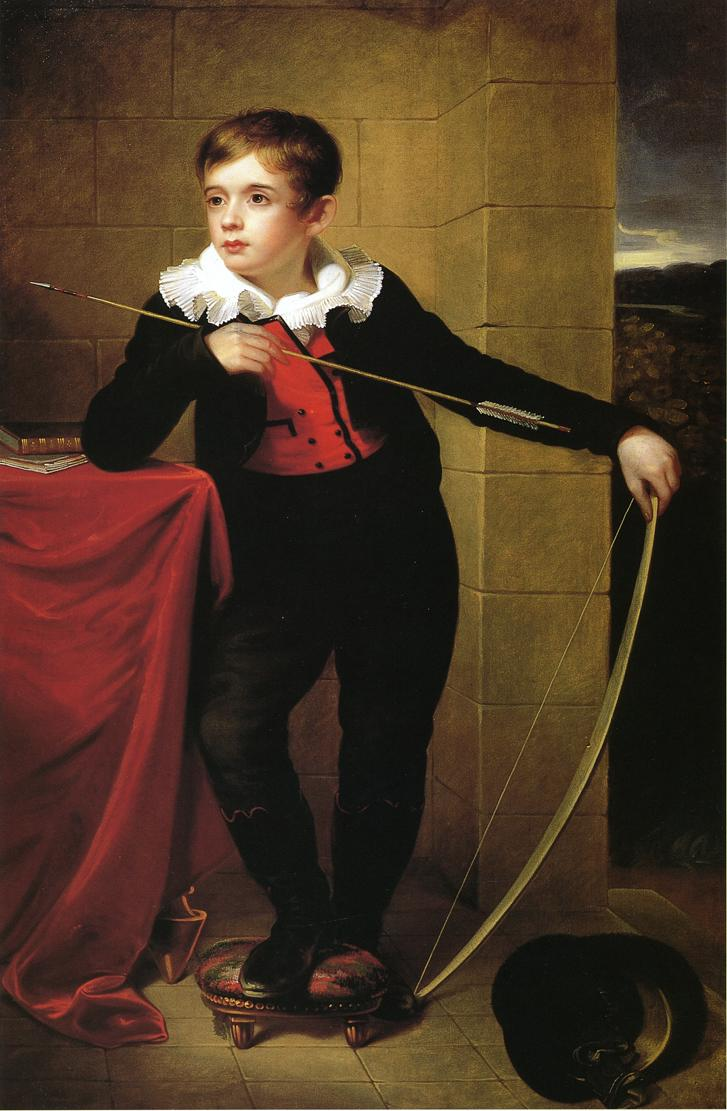
Estados Unidos, 1812
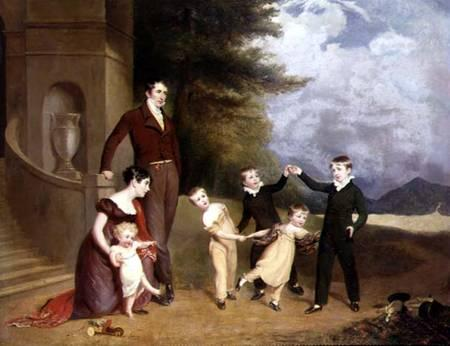
Inglaterra, 1815

## Renascimento da moda de Diretório/Império/Regência
Durante a primeira metade da era vitoriana, havia uma visão mais ou menos negativa dos estilos femininos do período de 1795–1820. Algumas pessoas teriam se sentido um pouco desconfortáveis ao serem lembradas de que suas mães ou avós já haviam se divertido nesses estilos (o que poderia ser considerado indecente de acordo com as normas vitorianas), e muitos teriam achado um tanto difícil ter empatia (ou levar a sério ) as lutas de uma heroína da arte ou da literatura se fossem constantemente lembradas de que ela usava tais roupas. Por essas razões, algumas pinturas da história vitoriana das guerras napoleônicas evitaram intencionalmente retratar estilos femininos precisos (veja o exemplo abaixo). As ilustrações de Thackeray em seu livro Vanity Fair retratavam as mulheres da década de 1810 vestindo modas da década de 1840 e na de Charlotte Brontë de 1849 O romance Shirley (ambientado em 1811–1812), a moda neo-grega é anacronicamente realocada para uma geração anterior.
Mais tarde, no período vitoriano, a Regência parecia recuar para uma distância histórica nada ameaçadora e remota, e Kate Greenaway e o movimento do vestido artístico reviveram seletivamente elementos da moda do início do século XIX. Durante o final dos períodos vitoriano e eduardiano, muitas pinturas de gênero, namorados sentimentais, etc. continham representações soltas de estilos de 1795–1820 (então considerados relíquias pitorescas de uma época passada). No final dos anos 1960/início dos anos 1970, houve um renascimento limitado da silhueta do Império.

Nos últimos anos, a moda de 1795–1820 está mais fortemente associada aos escritos de Jane Austen, devido às várias adaptações de seus romances para o cinema. Existem também alguns "mitos urbanos" da moda regencial, como o de que as mulheres umedeciam seus vestidos para fazê-los parecer ainda mais diáfanos (algo que certamente não era praticado pela grande maioria das mulheres da época).

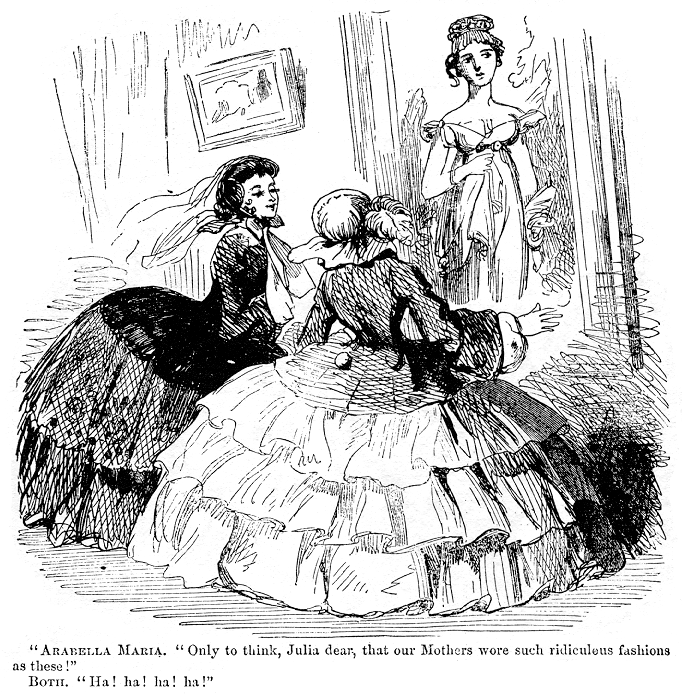
1 - desenho de 1857
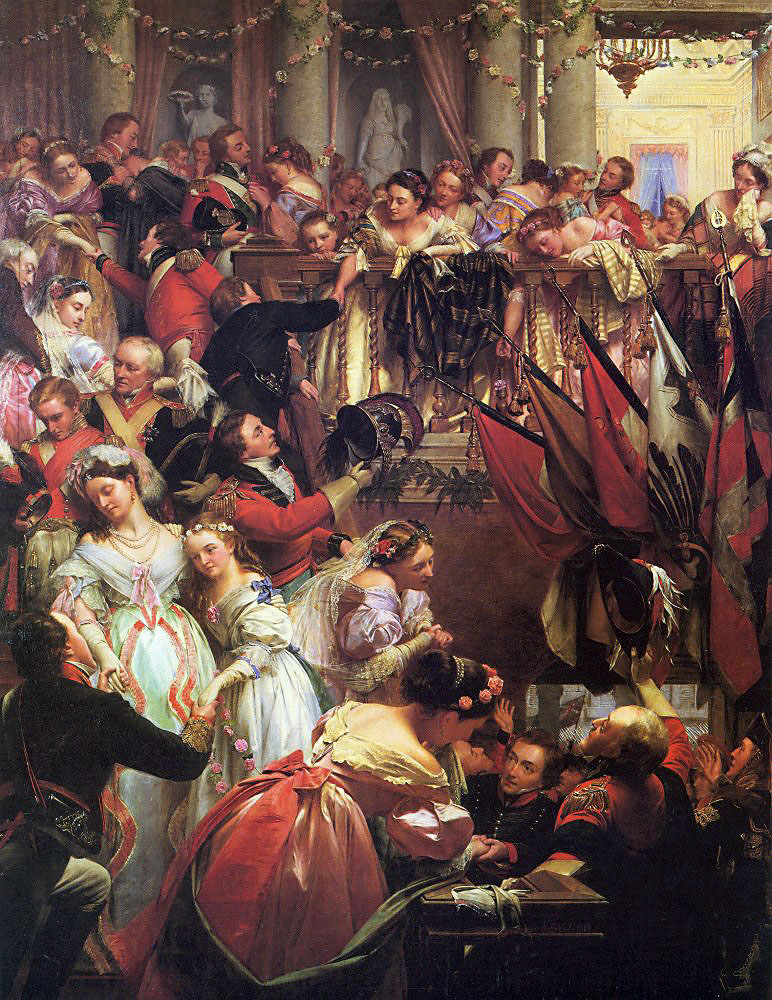
2 - negação de 1868
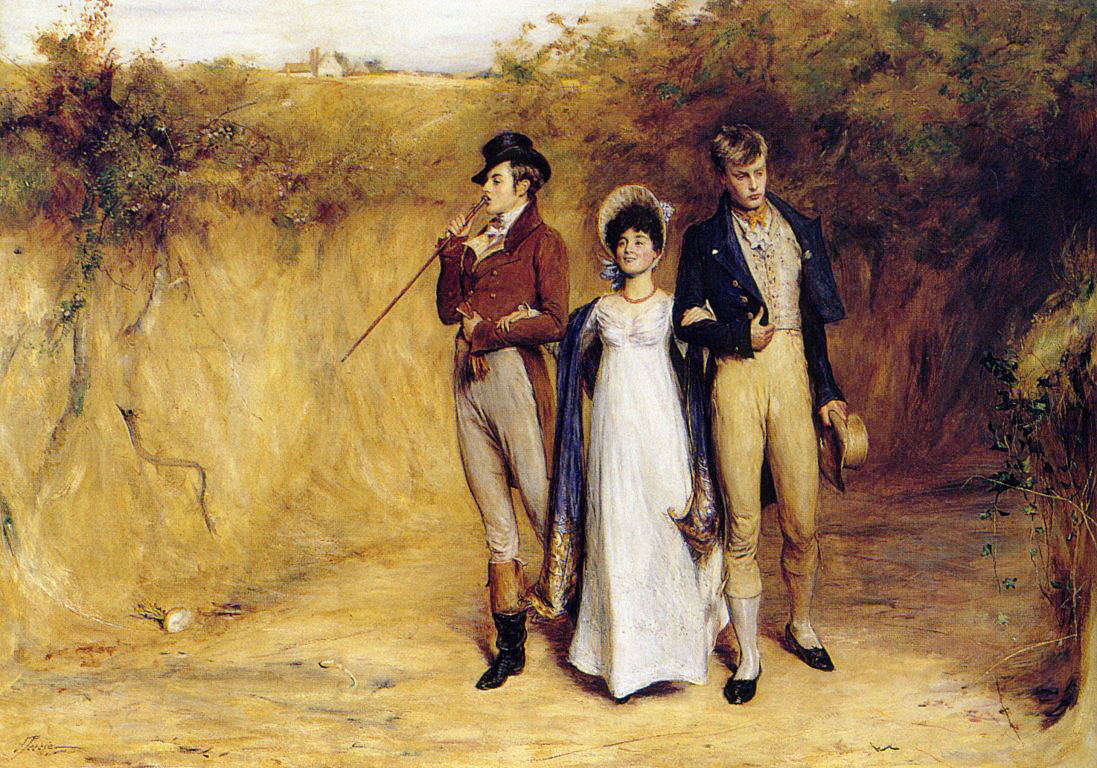
3 - nostalgia de 1882
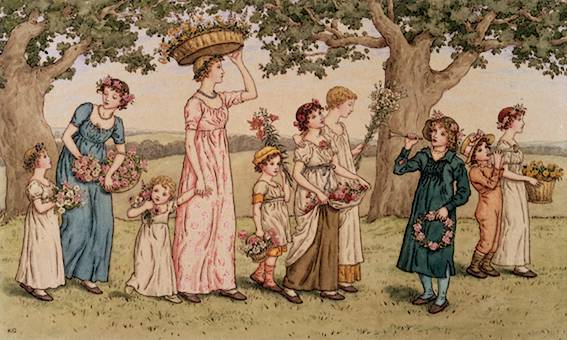
4 - Kate Greenaway

1. Um desenho de 1857 que zomba do desgosto contemporâneo pelas roupas do início do século XIX.
2. "Before Waterloo", de Henry Nelson O'Neil (1868), uma pintura de meados da era vitoriana que deliberadamente não mostra os estilos femininos precisos de 1815.
3. "Two Strings to her Bow", de John Pettie (1882), uma pintura de gênero vitoriana posterior que usa o período da Regência como valor nostálgico.
4. Primeiro de Maio por Kate Greenaway.